# Anno liturgico nella Chiesa latina

Anno liturgico del rito romano (dal 1969)

L'anno liturgico nella Chiesa latina non corrisponde perfettamente all'anno civile e ha durata variabile, in quanto le date di inizio e fine sono mobili. Non esiste per tutta la Chiesa latina un unico anno liturgico, in quanto questo varia secondo i diversi riti presenti nella Chiesa latina e appartenenti all'unica famiglia rituale latina e, all'interno dei diversi riti, possono coesistere usi diversi che abbiano un calendario proprio.
Pertanto si può affermare che:
- esistono almeno tanti anni liturgici latini quanti sono i riti latini;
- anzi sono più numerosi gli anni liturgici latini che i riti latini, perché ciascun rito può avere usi diversi, con un calendario proprio;
- ogni anno liturgico è l'espressione temporale del relativo rito liturgico.[1]

Tra gli anni liturgici latini permangono moltissimi elementi comuni dato che fanno riferimento all'unica Chiesa latina, di gran lunga la più numerosa fra le singole Chiese sui iuris cattoliche.

## Panoramica sugli anni liturgici latini
Gli anni liturgici latini, denominati anche occidentali, sono rispettivamente collegati ai diversi riti che compongono la famiglia rituale latina. Fra tali anni liturgici nel corso della storia si annoverano: il romano, l'ambrosiano, il mozarabico, il bracarense, il patriarchino, il celtico, il gallicano, il beneventano, quello di Sarum e quelli di alcuni ordini religiosi quali il certosino.

## Anno liturgico romano
L'anno liturgico romano, espressione temporale del rito romano, è uno degli anni liturgici della Chiesa latina e quindi della Chiesa cattolica. Pur formandosi quale anno liturgico proprio della Chiesa locale di Roma, è l'anno liturgico di gran lunga più diffuso non solo nell'ambito della Chiesa latina, ma anche nell'ambito della Chiesa cattolica e di tutto il Cristianesimo.
In attuazione della riforma liturgica del rito romano il Consilium ad exsequendam Constitutionem de Sacra Liturgia cominciò già nel 1964 i lavori e il 17 aprile 1967 consegnò il testo della sua proposta a papa Paolo VI, che con il motu proprio Mysterii Paschalis del 14 febbraio 1969, promulgò le norme universali dell'anno liturgico del rito romano e il Calendario romano generale, perché "nella restaurazione dell'Anno liturgico, per il quale il Concilio ha formulato le norme, è necessario che il mistero pasquale di Cristo sia posto in una luce più viva".
L'anno liturgico del rito romano così stabilito si distingue da quello immediatamente precedente, l'anno liturgico nel Messale Romano del 1962, nella diversità della data della fine del Tempo di Natale, nell'abolizione del tempo pre-quaresimale denominato Tempo di Settuagesima, e nell'applicazione a certi periodi dell'anno della denominazione "tempo ordinario" o tempus per annum. Altri esempi delle differenze sono riportati nella Tabella dei giorni liturgici.

### Schema dell'anno liturgico
| Tempi | Suddivisione | Colore liturgico | Ricorrenze principali fra cui le solennità, le domeniche e le feste del Signore. |
| --- | --- | ---------------- | --- |
| Tempo d'Avvento. Il tempo d'Avvento si presenta sia come tempo di devota e lieta attesa sia come tempo penitenziale, e possiede un duplice carattere: 1) di tipo messianico, in quanto costituisce la preparazione alla Solennità del Natale rivivendo l'attesa per la prima venuta del Signore Gesù Cristo, e 2) di tipo escatologico, in quanto costituisce una preparazione alla seconda venuta, il ritorno glorioso, del Signore Gesù Cristo tramite il ricordo della sua prima venuta. L'Avvento è un tempo forte; in ordine cronologico, è il primo dei tempi forti. Dura da 22 a 28 giorni e inizia con i Primi Vespri della Prima Domenica d'Avvento, oppure con la Messa propria della Prima Domenica d'Avvento, anticipata alla sera del sabato precedente, se tale Messa precede i Primi Vespri. Con l'inizio dell'Avvento iniziano sia l'anno liturgico che il Ciclo della Manifestazione del Signore. Il tempo d'Avvento termina dopo l'Ora Nona del 24 dicembre, qualunque sia il grado del giorno liturgico d'Avvento che in tale data venga celebrato come giorno proprio. | Periodo di Preparazione remota al Natale. Questo periodo pone maggiore attenzione al carattere escatologico dell'avvento. Inizia contestualmente all'inizio dell'Avvento e termina normalmente il 16 dicembre (dopo l'Ora Nona del 16 dicembre se il 17 cade la terza domenica d'Avvento). | viola            | Prima domenica d'Avvento (Ad Te levavi). Cade tra il 27 novembre e il 3 dicembre; è la prima domenica dell'anno liturgico e la quarta domenica antecedente il Natale. |
| Tempo d'Avvento. Il tempo d'Avvento si presenta sia come tempo di devota e lieta attesa sia come tempo penitenziale, e possiede un duplice carattere: 1) di tipo messianico, in quanto costituisce la preparazione alla Solennità del Natale rivivendo l'attesa per la prima venuta del Signore Gesù Cristo, e 2) di tipo escatologico, in quanto costituisce una preparazione alla seconda venuta, il ritorno glorioso, del Signore Gesù Cristo tramite il ricordo della sua prima venuta. L'Avvento è un tempo forte; in ordine cronologico, è il primo dei tempi forti. Dura da 22 a 28 giorni e inizia con i Primi Vespri della Prima Domenica d'Avvento, oppure con la Messa propria della Prima Domenica d'Avvento, anticipata alla sera del sabato precedente, se tale Messa precede i Primi Vespri. Con l'inizio dell'Avvento iniziano sia l'anno liturgico che il Ciclo della Manifestazione del Signore. Il tempo d'Avvento termina dopo l'Ora Nona del 24 dicembre, qualunque sia il grado del giorno liturgico d'Avvento che in tale data venga celebrato come giorno proprio. | Periodo di Preparazione remota al Natale. Questo periodo pone maggiore attenzione al carattere escatologico dell'avvento. Inizia contestualmente all'inizio dell'Avvento e termina normalmente il 16 dicembre (dopo l'Ora Nona del 16 dicembre se il 17 cade la terza domenica d'Avvento). | viola            | Seconda domenica d'Avvento (Populus Sion). Cade tra il 4 e il 10 dicembre. Di norma ha precedenza sulla Solennità dell'Immacolata Concezione. |
| Tempo d'Avvento. Il tempo d'Avvento si presenta sia come tempo di devota e lieta attesa sia come tempo penitenziale, e possiede un duplice carattere: 1) di tipo messianico, in quanto costituisce la preparazione alla Solennità del Natale rivivendo l'attesa per la prima venuta del Signore Gesù Cristo, e 2) di tipo escatologico, in quanto costituisce una preparazione alla seconda venuta, il ritorno glorioso, del Signore Gesù Cristo tramite il ricordo della sua prima venuta. L'Avvento è un tempo forte; in ordine cronologico, è il primo dei tempi forti. Dura da 22 a 28 giorni e inizia con i Primi Vespri della Prima Domenica d'Avvento, oppure con la Messa propria della Prima Domenica d'Avvento, anticipata alla sera del sabato precedente, se tale Messa precede i Primi Vespri. Con l'inizio dell'Avvento iniziano sia l'anno liturgico che il Ciclo della Manifestazione del Signore. Il tempo d'Avvento termina dopo l'Ora Nona del 24 dicembre, qualunque sia il grado del giorno liturgico d'Avvento che in tale data venga celebrato come giorno proprio. | Periodo di Preparazione remota al Natale. Questo periodo pone maggiore attenzione al carattere escatologico dell'avvento. Inizia contestualmente all'inizio dell'Avvento e termina normalmente il 16 dicembre (dopo l'Ora Nona del 16 dicembre se il 17 cade la terza domenica d'Avvento). | bianco           | Solennità dell'Immacolata Concezione della beata Vergine Maria. Essa si celebra normalmente dal tardo pomeriggio del 7 dicembre a tutto l'8 dicembre, salvo che l'8 dicembre non cada di domenica: in tal caso la Solennità viene trasferita al 9 dicembre e dura quanto il giorno naturale. Tuttavia, in ossequio alla particolare devozione mariana, le conferenze episcopali dei paesi in cui la Solennità è giorno di precetto possono adottare una deroga alla norma ordinaria sulle precedenze. |
| Tempo d'Avvento. Il tempo d'Avvento si presenta sia come tempo di devota e lieta attesa sia come tempo penitenziale, e possiede un duplice carattere: 1) di tipo messianico, in quanto costituisce la preparazione alla Solennità del Natale rivivendo l'attesa per la prima venuta del Signore Gesù Cristo, e 2) di tipo escatologico, in quanto costituisce una preparazione alla seconda venuta, il ritorno glorioso, del Signore Gesù Cristo tramite il ricordo della sua prima venuta. L'Avvento è un tempo forte; in ordine cronologico, è il primo dei tempi forti. Dura da 22 a 28 giorni e inizia con i Primi Vespri della Prima Domenica d'Avvento, oppure con la Messa propria della Prima Domenica d'Avvento, anticipata alla sera del sabato precedente, se tale Messa precede i Primi Vespri. Con l'inizio dell'Avvento iniziano sia l'anno liturgico che il Ciclo della Manifestazione del Signore. Il tempo d'Avvento termina dopo l'Ora Nona del 24 dicembre, qualunque sia il grado del giorno liturgico d'Avvento che in tale data venga celebrato come giorno proprio. | Periodo di Preparazione remota al Natale. Questo periodo pone maggiore attenzione al carattere escatologico dell'avvento. Inizia contestualmente all'inizio dell'Avvento e termina normalmente il 16 dicembre (dopo l'Ora Nona del 16 dicembre se il 17 cade la terza domenica d'Avvento). | viola (o rosa)   | Terza domenica d'Avvento (Gaudete). Cade tra l'11 e il 17 dicembre. Dà inizio alla terza settimana d'Avvento, con formulari propri per ogni giorno eccetto il sabato che è tra le ferie privilegiate d'Avvento. In base alla data in cui cade la terza domenica d'avvento e tenuto conto dell'inizio delle ferie privilegiate, i formulari propri dei giorni feriali della terza settimana possono essere omessi in tutto o in parte. |
| Tempo d'Avvento. Il tempo d'Avvento si presenta sia come tempo di devota e lieta attesa sia come tempo penitenziale, e possiede un duplice carattere: 1) di tipo messianico, in quanto costituisce la preparazione alla Solennità del Natale rivivendo l'attesa per la prima venuta del Signore Gesù Cristo, e 2) di tipo escatologico, in quanto costituisce una preparazione alla seconda venuta, il ritorno glorioso, del Signore Gesù Cristo tramite il ricordo della sua prima venuta. L'Avvento è un tempo forte; in ordine cronologico, è il primo dei tempi forti. Dura da 22 a 28 giorni e inizia con i Primi Vespri della Prima Domenica d'Avvento, oppure con la Messa propria della Prima Domenica d'Avvento, anticipata alla sera del sabato precedente, se tale Messa precede i Primi Vespri. Con l'inizio dell'Avvento iniziano sia l'anno liturgico che il Ciclo della Manifestazione del Signore. Il tempo d'Avvento termina dopo l'Ora Nona del 24 dicembre, qualunque sia il grado del giorno liturgico d'Avvento che in tale data venga celebrato come giorno proprio. | Periodo di Preparazione remota al Natale. Questo periodo pone maggiore attenzione al carattere escatologico dell'avvento. Inizia contestualmente all'inizio dell'Avvento e termina normalmente il 16 dicembre (dopo l'Ora Nona del 16 dicembre se il 17 cade la terza domenica d'Avvento). | viola            | Tempora d'Inverno o d'Avvento. Sono celebrate presso alcuni calendari particolari, quale ad esempio quello italiano, nei mercoledì, venerdì e sabato dopo la Terza domenica d'Avvento, ossia sempre nella terza settimana d'Avvento. |
| Tempo d'Avvento. Il tempo d'Avvento si presenta sia come tempo di devota e lieta attesa sia come tempo penitenziale, e possiede un duplice carattere: 1) di tipo messianico, in quanto costituisce la preparazione alla Solennità del Natale rivivendo l'attesa per la prima venuta del Signore Gesù Cristo, e 2) di tipo escatologico, in quanto costituisce una preparazione alla seconda venuta, il ritorno glorioso, del Signore Gesù Cristo tramite il ricordo della sua prima venuta. L'Avvento è un tempo forte; in ordine cronologico, è il primo dei tempi forti. Dura da 22 a 28 giorni e inizia con i Primi Vespri della Prima Domenica d'Avvento, oppure con la Messa propria della Prima Domenica d'Avvento, anticipata alla sera del sabato precedente, se tale Messa precede i Primi Vespri. Con l'inizio dell'Avvento iniziano sia l'anno liturgico che il Ciclo della Manifestazione del Signore. Il tempo d'Avvento termina dopo l'Ora Nona del 24 dicembre, qualunque sia il grado del giorno liturgico d'Avvento che in tale data venga celebrato come giorno proprio. | Periodo di Preparazione immediata al Natale. Questo periodo, denominato anche Ottavario in preparazione del Natale, pone attenzione al carattere messianico dell'Avvento. Inizia il 17 dicembre (la sera del 16 se il 17 cade la terza domenica d'avvento: in quest'ultimo caso l'ottavario comincia con i Primi Vespri della Terza domenica di Avvento oppure con la Messa propria della Terza Domenica d'Avvento, anticipata alla sera del sabato 16, se tale Messa precede i Primi Vespri). Questo periodo termina contestualmente alla fine dell'Avvento. | viola            | Ferie privilegiate d'Avvento. Sono celebrate dal 17 al 24 dicembre. In base alla data in cui cade la terza domenica d'Avvento, una o due di queste ferie privilegiate cedono il posto alla terza e/o alla quarta domenica d'avvento: per precisione, in ogni caso una delle ferie privilegiate, cadenti tra il 18 e il 24 dicembre, cede sempre il posto alla quarta domenica d'avvento in quanto solo la feria privilegiata del 17 dicembre può cedere il posto alla terza domenica d'Avvento. Le memorie che cadessero contestualmente alle ferie privilegiate e non fossero impedite dalla domenica non hanno la precedenza sulle dette ferie ma la colletta può essere quella della memoria. |
| Tempo d'Avvento. Il tempo d'Avvento si presenta sia come tempo di devota e lieta attesa sia come tempo penitenziale, e possiede un duplice carattere: 1) di tipo messianico, in quanto costituisce la preparazione alla Solennità del Natale rivivendo l'attesa per la prima venuta del Signore Gesù Cristo, e 2) di tipo escatologico, in quanto costituisce una preparazione alla seconda venuta, il ritorno glorioso, del Signore Gesù Cristo tramite il ricordo della sua prima venuta. L'Avvento è un tempo forte; in ordine cronologico, è il primo dei tempi forti. Dura da 22 a 28 giorni e inizia con i Primi Vespri della Prima Domenica d'Avvento, oppure con la Messa propria della Prima Domenica d'Avvento, anticipata alla sera del sabato precedente, se tale Messa precede i Primi Vespri. Con l'inizio dell'Avvento iniziano sia l'anno liturgico che il Ciclo della Manifestazione del Signore. Il tempo d'Avvento termina dopo l'Ora Nona del 24 dicembre, qualunque sia il grado del giorno liturgico d'Avvento che in tale data venga celebrato come giorno proprio. | Periodo di Preparazione immediata al Natale. Questo periodo, denominato anche Ottavario in preparazione del Natale, pone attenzione al carattere messianico dell'Avvento. Inizia il 17 dicembre (la sera del 16 se il 17 cade la terza domenica d'avvento: in quest'ultimo caso l'ottavario comincia con i Primi Vespri della Terza domenica di Avvento oppure con la Messa propria della Terza Domenica d'Avvento, anticipata alla sera del sabato 16, se tale Messa precede i Primi Vespri). Questo periodo termina contestualmente alla fine dell'Avvento. | viola            | Quarta domenica d'Avvento (Rorate). Cade tra il 18 e il 24 dicembre. Dà inizio alla quarta settimana d'Avvento, che è incompleta se la domenica cade tra il 19 e il 24. |
| Tempo di Natale. Questo tempo si presenta come tempo di gaudio e possiede un unico carattere di tipo attuale in quanto costituisce un rivivere la manifestazione del Signore Gesù Cristo. La detta manifestazione, pur se unica, viene dalla liturgia contemplata in tre momenti: il Natale, l'Epifania e il Battesimo del Signore. Per tali ragioni, questo tempo non ha articolazioni interne anche se la Solennità del Natale, principio della manifestazione del Signore Gesù Cristo e origine di questo tempo liturgico, ha una sua propria estensione temporale che non inficia l'unità di questo tempo liturgico. Il Tempo di Natale è un tempo forte: in ordine cronologico, è il secondo dei tempi forti; è invece il quarto di quelli elencati nelle Norme per l'Anno liturgico e il calendario, dopo il Triduo Pasquale, il Tempo di Pasqua e il Tempo di Quaresima.. Dura da 14 a 20 giorni, a cui vanno aggiunte le ore tardo-pomeridiane, serali e notturne del 24 dicembre. Il tempo di Natale inizia infatti il 24 dicembre e, precisamente, con i Primi Vespri della Solennità del Natale del Signore, oppure con la Messa Vespertina nella Vigilia della Solennità del Natale se tale Messa precede i Primi Vespri. Il tempo di Natale termina con la festa del Battesimo del Signore. Con la fine del tempo di Natale termina contestualmente il Ciclo della Manifestazione del Signore. | Ottava di Natale. Con questa espressione si intendono gli otto giorni che seguono la festa di Natale fino al 1º gennaio compreso o, in un secondo significato, l'ottavo giorno dopo la festa cioè il giorno 1º gennaio. Gli altri giorni vengono chiamati giorni fra l'ottava. L'Ottava, intesa in base alla prima accezione, prolunga il gaudio del Natale ed è un'estensione temporale della Solennità del Natale per i successivi 7 giorni. Essa, quindi, complessivamente ha una durata fissa di 8 giorni più le ore tardo-pomeridiane, serali e notturne del 24 dicembre che fanno parte della Solennità del Natale. La celebrazione infatti delle due maggiori solennità, Pasqua e Natale, è prolungata per gli otto giorni di un'ottava, regolata da norme liturgiche proprie. | bianco           | Solennità del Natale del Signore. Si celebra dal tardo pomeriggio del 24 dicembre a tutto il 25 dicembre. È uno dei massimi giorni liturgici elencati in secondo luogo nella Tabella dei giorni liturgici disposti secondo l'ordine di precedenza (nella quale il Triduo pasquale tiene il primo posto). Gli altri giorni dello stesso livello di precedenza sono l'Epifania, l'Ascensione, Pentecoste, le Domeniche di Avvento, Quaresima e Pasqua, Mercoledì delle Ceneri, le ferie della Settimana Santa da lunedì a giovedì e i giorni dell'Ottava di Pasqua. |
| Tempo di Natale. Questo tempo si presenta come tempo di gaudio e possiede un unico carattere di tipo attuale in quanto costituisce un rivivere la manifestazione del Signore Gesù Cristo. La detta manifestazione, pur se unica, viene dalla liturgia contemplata in tre momenti: il Natale, l'Epifania e il Battesimo del Signore. Per tali ragioni, questo tempo non ha articolazioni interne anche se la Solennità del Natale, principio della manifestazione del Signore Gesù Cristo e origine di questo tempo liturgico, ha una sua propria estensione temporale che non inficia l'unità di questo tempo liturgico. Il Tempo di Natale è un tempo forte: in ordine cronologico, è il secondo dei tempi forti; è invece il quarto di quelli elencati nelle Norme per l'Anno liturgico e il calendario, dopo il Triduo Pasquale, il Tempo di Pasqua e il Tempo di Quaresima.. Dura da 14 a 20 giorni, a cui vanno aggiunte le ore tardo-pomeridiane, serali e notturne del 24 dicembre. Il tempo di Natale inizia infatti il 24 dicembre e, precisamente, con i Primi Vespri della Solennità del Natale del Signore, oppure con la Messa Vespertina nella Vigilia della Solennità del Natale se tale Messa precede i Primi Vespri. Il tempo di Natale termina con la festa del Battesimo del Signore. Con la fine del tempo di Natale termina contestualmente il Ciclo della Manifestazione del Signore. | Ottava di Natale. Con questa espressione si intendono gli otto giorni che seguono la festa di Natale fino al 1º gennaio compreso o, in un secondo significato, l'ottavo giorno dopo la festa cioè il giorno 1º gennaio. Gli altri giorni vengono chiamati giorni fra l'ottava. L'Ottava, intesa in base alla prima accezione, prolunga il gaudio del Natale ed è un'estensione temporale della Solennità del Natale per i successivi 7 giorni. Essa, quindi, complessivamente ha una durata fissa di 8 giorni più le ore tardo-pomeridiane, serali e notturne del 24 dicembre che fanno parte della Solennità del Natale. La celebrazione infatti delle due maggiori solennità, Pasqua e Natale, è prolungata per gli otto giorni di un'ottava, regolata da norme liturgiche proprie. | bianco           | Festa di Santo Stefano protomartire nel 2º giorno fra l'ottava di Natale. Festa di San Giovanni apostolo ed evangelista nel 3º giorno fra l'ottava di Natale. Festa dei Santissimi Innocenti martiri nel 4º giorno fra l'ottava di Natale. Le singole dette feste rispettivamente cadono il 26, 27 e 28 dicembre a meno che: 1) se una delle dette date cade di sabato la relativa festa termina dopo l'ora nona, e 2) se una delle dette date cade di domenica la relativa festa viene omessa. Le singole celebrazioni liturgiche di queste feste alternano elementi propri con elementi natalizi: fanno eccezione i vespri, che contengono solo elementi natalizi, e la compieta che viene celebrata come per il Natale. La presenza degli elementi natalizi nelle celebrazioni è il segno dell'Ottava.                                                              |
| Tempo di Natale. Questo tempo si presenta come tempo di gaudio e possiede un unico carattere di tipo attuale in quanto costituisce un rivivere la manifestazione del Signore Gesù Cristo. La detta manifestazione, pur se unica, viene dalla liturgia contemplata in tre momenti: il Natale, l'Epifania e il Battesimo del Signore. Per tali ragioni, questo tempo non ha articolazioni interne anche se la Solennità del Natale, principio della manifestazione del Signore Gesù Cristo e origine di questo tempo liturgico, ha una sua propria estensione temporale che non inficia l'unità di questo tempo liturgico. Il Tempo di Natale è un tempo forte: in ordine cronologico, è il secondo dei tempi forti; è invece il quarto di quelli elencati nelle Norme per l'Anno liturgico e il calendario, dopo il Triduo Pasquale, il Tempo di Pasqua e il Tempo di Quaresima.. Dura da 14 a 20 giorni, a cui vanno aggiunte le ore tardo-pomeridiane, serali e notturne del 24 dicembre. Il tempo di Natale inizia infatti il 24 dicembre e, precisamente, con i Primi Vespri della Solennità del Natale del Signore, oppure con la Messa Vespertina nella Vigilia della Solennità del Natale se tale Messa precede i Primi Vespri. Il tempo di Natale termina con la festa del Battesimo del Signore. Con la fine del tempo di Natale termina contestualmente il Ciclo della Manifestazione del Signore. | Ottava di Natale. Con questa espressione si intendono gli otto giorni che seguono la festa di Natale fino al 1º gennaio compreso o, in un secondo significato, l'ottavo giorno dopo la festa cioè il giorno 1º gennaio. Gli altri giorni vengono chiamati giorni fra l'ottava. L'Ottava, intesa in base alla prima accezione, prolunga il gaudio del Natale ed è un'estensione temporale della Solennità del Natale per i successivi 7 giorni. Essa, quindi, complessivamente ha una durata fissa di 8 giorni più le ore tardo-pomeridiane, serali e notturne del 24 dicembre che fanno parte della Solennità del Natale. La celebrazione infatti delle due maggiori solennità, Pasqua e Natale, è prolungata per gli otto giorni di un'ottava, regolata da norme liturgiche proprie. | bianco           | 5º giorno fra l'ottava di Natale, eventualmente prendendo la colletta di San Tommaso Becket, Vescovo e Martire. 6º giorno fra l'ottava di Natale. 7º giorno fra l'ottava di Natale eventualmente prendendo la colletta di San Silvestro I, Papa. I detti singoli giorni rispettivamente cadono il 29, 30 e 31 dicembre. Se in uno di essi cada la domenica o in data 30 dicembre cada il venerdì, il rapporto tra le varie ricorrenze è disciplinato nel seguente modo: 1) se il 29 o il 30 dicembre cade di sabato il relativo giorno fra l'ottava termina dopo l'ora nona; 2) se una delle dette date cade di domenica o se il 30 dicembre cade di venerdì, il relativo giorno fra l'ottava viene omesso poiché cede il posto alla Festa della Sacra Famiglia; 3) il 7º giorno fra l'ottava di Natale termina sempre dopo l'ora nona, perché seguono i primi vespri. |
| Tempo di Natale. Questo tempo si presenta come tempo di gaudio e possiede un unico carattere di tipo attuale in quanto costituisce un rivivere la manifestazione del Signore Gesù Cristo. La detta manifestazione, pur se unica, viene dalla liturgia contemplata in tre momenti: il Natale, l'Epifania e il Battesimo del Signore. Per tali ragioni, questo tempo non ha articolazioni interne anche se la Solennità del Natale, principio della manifestazione del Signore Gesù Cristo e origine di questo tempo liturgico, ha una sua propria estensione temporale che non inficia l'unità di questo tempo liturgico. Il Tempo di Natale è un tempo forte: in ordine cronologico, è il secondo dei tempi forti; è invece il quarto di quelli elencati nelle Norme per l'Anno liturgico e il calendario, dopo il Triduo Pasquale, il Tempo di Pasqua e il Tempo di Quaresima.. Dura da 14 a 20 giorni, a cui vanno aggiunte le ore tardo-pomeridiane, serali e notturne del 24 dicembre. Il tempo di Natale inizia infatti il 24 dicembre e, precisamente, con i Primi Vespri della Solennità del Natale del Signore, oppure con la Messa Vespertina nella Vigilia della Solennità del Natale se tale Messa precede i Primi Vespri. Il tempo di Natale termina con la festa del Battesimo del Signore. Con la fine del tempo di Natale termina contestualmente il Ciclo della Manifestazione del Signore. | Ottava di Natale. Con questa espressione si intendono gli otto giorni che seguono la festa di Natale fino al 1º gennaio compreso o, in un secondo significato, l'ottavo giorno dopo la festa cioè il giorno 1º gennaio. Gli altri giorni vengono chiamati giorni fra l'ottava. L'Ottava, intesa in base alla prima accezione, prolunga il gaudio del Natale ed è un'estensione temporale della Solennità del Natale per i successivi 7 giorni. Essa, quindi, complessivamente ha una durata fissa di 8 giorni più le ore tardo-pomeridiane, serali e notturne del 24 dicembre che fanno parte della Solennità del Natale. La celebrazione infatti delle due maggiori solennità, Pasqua e Natale, è prolungata per gli otto giorni di un'ottava, regolata da norme liturgiche proprie. | bianco           | Festa della Santa Famiglia di Gesù, Maria e Giuseppe Si celebra: - nella domenica fra l'ottava, cioè nell'ultima domenica di dicembre se quest'ultima cade dopo il 25 dicembre, o - nel 6º giorno fra l'ottava, ossia il venerdì 30 dicembre, se il Natale cade in domenica. Questa festa ha la precedenza su ogni altra ricorrenza, fermo restando che: 1) se cade il 26 dicembre oppure cade il venerdì 30 dicembre, essa dura quanto il giorno naturale, e 2) se cade il 31 dicembre essa termina dopo l'ora Nona. |
| Tempo di Natale. Questo tempo si presenta come tempo di gaudio e possiede un unico carattere di tipo attuale in quanto costituisce un rivivere la manifestazione del Signore Gesù Cristo. La detta manifestazione, pur se unica, viene dalla liturgia contemplata in tre momenti: il Natale, l'Epifania e il Battesimo del Signore. Per tali ragioni, questo tempo non ha articolazioni interne anche se la Solennità del Natale, principio della manifestazione del Signore Gesù Cristo e origine di questo tempo liturgico, ha una sua propria estensione temporale che non inficia l'unità di questo tempo liturgico. Il Tempo di Natale è un tempo forte: in ordine cronologico, è il secondo dei tempi forti; è invece il quarto di quelli elencati nelle Norme per l'Anno liturgico e il calendario, dopo il Triduo Pasquale, il Tempo di Pasqua e il Tempo di Quaresima.. Dura da 14 a 20 giorni, a cui vanno aggiunte le ore tardo-pomeridiane, serali e notturne del 24 dicembre. Il tempo di Natale inizia infatti il 24 dicembre e, precisamente, con i Primi Vespri della Solennità del Natale del Signore, oppure con la Messa Vespertina nella Vigilia della Solennità del Natale se tale Messa precede i Primi Vespri. Il tempo di Natale termina con la festa del Battesimo del Signore. Con la fine del tempo di Natale termina contestualmente il Ciclo della Manifestazione del Signore. | Ottava di Natale. Con questa espressione si intendono gli otto giorni che seguono la festa di Natale fino al 1º gennaio compreso o, in un secondo significato, l'ottavo giorno dopo la festa cioè il giorno 1º gennaio. Gli altri giorni vengono chiamati giorni fra l'ottava. L'Ottava, intesa in base alla prima accezione, prolunga il gaudio del Natale ed è un'estensione temporale della Solennità del Natale per i successivi 7 giorni. Essa, quindi, complessivamente ha una durata fissa di 8 giorni più le ore tardo-pomeridiane, serali e notturne del 24 dicembre che fanno parte della Solennità del Natale. La celebrazione infatti delle due maggiori solennità, Pasqua e Natale, è prolungata per gli otto giorni di un'ottava, regolata da norme liturgiche proprie. | bianco           | Solennità di Maria Santissima Madre di Dio, nell'Ottava di Natale. Dove l'Epifania viene celebrata dal 3 gennaio compreso in poi, la solennità della Madre di Dio si celebra sempre dal tardo pomeriggio del 31 dicembre a tutto il 1º gennaio compresi. Dove l'Epifania, non essendo festa di precetto, si celebra nella domenica che cade il 2 gennaio, la solennità della Madre di Dio termina dopo l'ora nona del 1º gennaio. Nella quasi totalità delle regioni, il 31 dicembre è la fine dell'anno civile e il 1º gennaio è il Capodanno civile. Infine, in data 1º gennaio viene celebrata la Giornata Mondiale della Pace. |
| Tempo di Natale. Questo tempo si presenta come tempo di gaudio e possiede un unico carattere di tipo attuale in quanto costituisce un rivivere la manifestazione del Signore Gesù Cristo. La detta manifestazione, pur se unica, viene dalla liturgia contemplata in tre momenti: il Natale, l'Epifania e il Battesimo del Signore. Per tali ragioni, questo tempo non ha articolazioni interne anche se la Solennità del Natale, principio della manifestazione del Signore Gesù Cristo e origine di questo tempo liturgico, ha una sua propria estensione temporale che non inficia l'unità di questo tempo liturgico. Il Tempo di Natale è un tempo forte: in ordine cronologico, è il secondo dei tempi forti; è invece il quarto di quelli elencati nelle Norme per l'Anno liturgico e il calendario, dopo il Triduo Pasquale, il Tempo di Pasqua e il Tempo di Quaresima.. Dura da 14 a 20 giorni, a cui vanno aggiunte le ore tardo-pomeridiane, serali e notturne del 24 dicembre. Il tempo di Natale inizia infatti il 24 dicembre e, precisamente, con i Primi Vespri della Solennità del Natale del Signore, oppure con la Messa Vespertina nella Vigilia della Solennità del Natale se tale Messa precede i Primi Vespri. Il tempo di Natale termina con la festa del Battesimo del Signore. Con la fine del tempo di Natale termina contestualmente il Ciclo della Manifestazione del Signore. | Tempo di Natale dopo l'Ottava Dopo l'ottava di Natale, l'oggetto di riflessione non è più tanto la nascita di Gesù quanto la sua manifestazione al mondo. | bianco           | Domenica II dopo Natale (Dum Medium). Cade tra il 2 e il 5 gennaio. Si celebra solo se l'Epifania è precetto in quella regione. |
| Tempo di Natale. Questo tempo si presenta come tempo di gaudio e possiede un unico carattere di tipo attuale in quanto costituisce un rivivere la manifestazione del Signore Gesù Cristo. La detta manifestazione, pur se unica, viene dalla liturgia contemplata in tre momenti: il Natale, l'Epifania e il Battesimo del Signore. Per tali ragioni, questo tempo non ha articolazioni interne anche se la Solennità del Natale, principio della manifestazione del Signore Gesù Cristo e origine di questo tempo liturgico, ha una sua propria estensione temporale che non inficia l'unità di questo tempo liturgico. Il Tempo di Natale è un tempo forte: in ordine cronologico, è il secondo dei tempi forti; è invece il quarto di quelli elencati nelle Norme per l'Anno liturgico e il calendario, dopo il Triduo Pasquale, il Tempo di Pasqua e il Tempo di Quaresima.. Dura da 14 a 20 giorni, a cui vanno aggiunte le ore tardo-pomeridiane, serali e notturne del 24 dicembre. Il tempo di Natale inizia infatti il 24 dicembre e, precisamente, con i Primi Vespri della Solennità del Natale del Signore, oppure con la Messa Vespertina nella Vigilia della Solennità del Natale se tale Messa precede i Primi Vespri. Il tempo di Natale termina con la festa del Battesimo del Signore. Con la fine del tempo di Natale termina contestualmente il Ciclo della Manifestazione del Signore. | Tempo di Natale dopo l'Ottava Dopo l'ottava di Natale, l'oggetto di riflessione non è più tanto la nascita di Gesù quanto la sua manifestazione al mondo. | bianco           | Solennità dell'Epifania del Signore. Dove è festa di precetto si celebra dal tardo pomeriggio del 5 gennaio a tutto il 6 gennaio, altrimenti si celebra nella prima domenica successiva al 1º gennaio. |
| Tempo di Natale. Questo tempo si presenta come tempo di gaudio e possiede un unico carattere di tipo attuale in quanto costituisce un rivivere la manifestazione del Signore Gesù Cristo. La detta manifestazione, pur se unica, viene dalla liturgia contemplata in tre momenti: il Natale, l'Epifania e il Battesimo del Signore. Per tali ragioni, questo tempo non ha articolazioni interne anche se la Solennità del Natale, principio della manifestazione del Signore Gesù Cristo e origine di questo tempo liturgico, ha una sua propria estensione temporale che non inficia l'unità di questo tempo liturgico. Il Tempo di Natale è un tempo forte: in ordine cronologico, è il secondo dei tempi forti; è invece il quarto di quelli elencati nelle Norme per l'Anno liturgico e il calendario, dopo il Triduo Pasquale, il Tempo di Pasqua e il Tempo di Quaresima.. Dura da 14 a 20 giorni, a cui vanno aggiunte le ore tardo-pomeridiane, serali e notturne del 24 dicembre. Il tempo di Natale inizia infatti il 24 dicembre e, precisamente, con i Primi Vespri della Solennità del Natale del Signore, oppure con la Messa Vespertina nella Vigilia della Solennità del Natale se tale Messa precede i Primi Vespri. Il tempo di Natale termina con la festa del Battesimo del Signore. Con la fine del tempo di Natale termina contestualmente il Ciclo della Manifestazione del Signore. | Tempo di Natale dopo l'Ottava Dopo l'ottava di Natale, l'oggetto di riflessione non è più tanto la nascita di Gesù quanto la sua manifestazione al mondo. | bianco           | Festa del Battesimo del Signore. Dove l'Epifania si celebra non oltre il 6 gennaio, questa festa si celebra sempre nella domenica seguente l'Epifania. Dove l'Epifania, non essendo festa di precetto, si celebra nella domenica che cade il 7 o l'8 gennaio, questa festa si celebra il lunedì seguente ossia rispettivamente l'8 o il 9 gennaio. |
| Il tempo ordinario è costituito da 33 o 34 settimane e si divide in due parti in cui si dispiegano le settimane che lo compongono. La prima parte si celebra tra il tempo di Natale e il tempo di Quaresima. | Il tempo ordinario è costituito da 33 o 34 settimane e si divide in due parti in cui si dispiegano le settimane che lo compongono. La prima parte si celebra tra il tempo di Natale e il tempo di Quaresima. | verde            | Non esiste una "Prima Domenica del tempo ordinario", perché la prima settimana del tempo ordinario inizia con il lunedì (o il martedì) seguente al Battesimo del Signore. |
| Il tempo ordinario è costituito da 33 o 34 settimane e si divide in due parti in cui si dispiegano le settimane che lo compongono. La prima parte si celebra tra il tempo di Natale e il tempo di Quaresima. | Il tempo ordinario è costituito da 33 o 34 settimane e si divide in due parti in cui si dispiegano le settimane che lo compongono. La prima parte si celebra tra il tempo di Natale e il tempo di Quaresima. | verde            | Ogni domenica del tempo ordinario viene indicata con un numero ordinale, a partire da "Seconda". |
| Il tempo ordinario è costituito da 33 o 34 settimane e si divide in due parti in cui si dispiegano le settimane che lo compongono. La prima parte si celebra tra il tempo di Natale e il tempo di Quaresima. | Il tempo ordinario è costituito da 33 o 34 settimane e si divide in due parti in cui si dispiegano le settimane che lo compongono. La prima parte si celebra tra il tempo di Natale e il tempo di Quaresima. | bianco           | Festa della conversione di San Paolo apostolo il 25 gennaio. |
| Il tempo ordinario è costituito da 33 o 34 settimane e si divide in due parti in cui si dispiegano le settimane che lo compongono. La prima parte si celebra tra il tempo di Natale e il tempo di Quaresima. | Il tempo ordinario è costituito da 33 o 34 settimane e si divide in due parti in cui si dispiegano le settimane che lo compongono. La prima parte si celebra tra il tempo di Natale e il tempo di Quaresima. | bianco           | Festa della Presentazione del Signore, il 2 febbraio, detta comunemente anche Candelora. |
| Tempo di Quaresima, con cui si premette un tempo di preparazione e penitenza in vista della Pasqua annuale. Il tempo di Quaresima è un tempo forte anzi, in ordine cronologico, è il terzo dei tempi forti. | Tempo di Quaresima, con cui si premette un tempo di preparazione e penitenza in vista della Pasqua annuale. Il tempo di Quaresima è un tempo forte anzi, in ordine cronologico, è il terzo dei tempi forti. | viola            | Mercoledì delle Ceneri, che cade 46 giorni prima della Domenica di Pasqua. La sua durata corrisponde al giorno naturale, ma ha la precedenza sulle altre ricorrenze che cadessero nello stesso giorno e che sono comprese nei nn. 3-13 della Tabella dei giorni liturgici. Questo mercoledì è giorno di digiuno e di astinenza. |
| Tempo di Quaresima, con cui si premette un tempo di preparazione e penitenza in vista della Pasqua annuale. Il tempo di Quaresima è un tempo forte anzi, in ordine cronologico, è il terzo dei tempi forti. | Tempo di Quaresima, con cui si premette un tempo di preparazione e penitenza in vista della Pasqua annuale. Il tempo di Quaresima è un tempo forte anzi, in ordine cronologico, è il terzo dei tempi forti. | viola            | Prima domenica di Quaresima (Invocabit). |
| Tempo di Quaresima, con cui si premette un tempo di preparazione e penitenza in vista della Pasqua annuale. Il tempo di Quaresima è un tempo forte anzi, in ordine cronologico, è il terzo dei tempi forti. | Tempo di Quaresima, con cui si premette un tempo di preparazione e penitenza in vista della Pasqua annuale. Il tempo di Quaresima è un tempo forte anzi, in ordine cronologico, è il terzo dei tempi forti. | viola            | Tempora di Primavera o di Quaresima. Sono celebrate presso alcuni calendari particolari, quale ad esempio quello italiano, nei mercoledì, venerdì e sabato dopo la Prima domenica di Quaresima, ossia sempre nella prima settimana di Quaresima. |
| Tempo di Quaresima, con cui si premette un tempo di preparazione e penitenza in vista della Pasqua annuale. Il tempo di Quaresima è un tempo forte anzi, in ordine cronologico, è il terzo dei tempi forti. | Tempo di Quaresima, con cui si premette un tempo di preparazione e penitenza in vista della Pasqua annuale. Il tempo di Quaresima è un tempo forte anzi, in ordine cronologico, è il terzo dei tempi forti. | viola            | Seconda domenica di Quaresima (Reminiscere). |
| Tempo di Quaresima, con cui si premette un tempo di preparazione e penitenza in vista della Pasqua annuale. Il tempo di Quaresima è un tempo forte anzi, in ordine cronologico, è il terzo dei tempi forti. | Tempo di Quaresima, con cui si premette un tempo di preparazione e penitenza in vista della Pasqua annuale. Il tempo di Quaresima è un tempo forte anzi, in ordine cronologico, è il terzo dei tempi forti. | viola            | Terza domenica di Quaresima (Oculi). |
| Tempo di Quaresima, con cui si premette un tempo di preparazione e penitenza in vista della Pasqua annuale. Il tempo di Quaresima è un tempo forte anzi, in ordine cronologico, è il terzo dei tempi forti. | Tempo di Quaresima, con cui si premette un tempo di preparazione e penitenza in vista della Pasqua annuale. Il tempo di Quaresima è un tempo forte anzi, in ordine cronologico, è il terzo dei tempi forti. | bianco           | Solennità di San Giuseppe, sposo della beata Vergine Maria, il 19 marzo oppure il 20 marzo, se nel 19 cade una domenica di Quaresima prima della Domenica delle Palme. Se il 19 coincide con la Domenica delle Palme, la solennità è trasferita al 18 marzo in quelle nazioni dove è festa di precetto; nelle altre nazioni la Conferenza episcopale può trasferirla ad una data fuori dalla Quaresima. |
| Tempo di Quaresima, con cui si premette un tempo di preparazione e penitenza in vista della Pasqua annuale. Il tempo di Quaresima è un tempo forte anzi, in ordine cronologico, è il terzo dei tempi forti. | Tempo di Quaresima, con cui si premette un tempo di preparazione e penitenza in vista della Pasqua annuale. Il tempo di Quaresima è un tempo forte anzi, in ordine cronologico, è il terzo dei tempi forti. | bianco           | Solennità dell'Annunciazione del Signore, il 25 marzo oppure il 26 marzo, se nel 25 cade una domenica di Quaresima prima della Settimana Santa. Se poi il 25 marzo cade nella Settimana Santa o nell'Ottava di Pasqua è sempre trasferita al lunedì dopo la II Domenica di Pasqua. |
| Tempo di Quaresima, con cui si premette un tempo di preparazione e penitenza in vista della Pasqua annuale. Il tempo di Quaresima è un tempo forte anzi, in ordine cronologico, è il terzo dei tempi forti. | Tempo di Quaresima, con cui si premette un tempo di preparazione e penitenza in vista della Pasqua annuale. Il tempo di Quaresima è un tempo forte anzi, in ordine cronologico, è il terzo dei tempi forti. | viola (o rosa)   | Quarta domenica di Quaresima (Laetare). |
| Tempo di Quaresima, con cui si premette un tempo di preparazione e penitenza in vista della Pasqua annuale. Il tempo di Quaresima è un tempo forte anzi, in ordine cronologico, è il terzo dei tempi forti. | Tempo di Quaresima, con cui si premette un tempo di preparazione e penitenza in vista della Pasqua annuale. Il tempo di Quaresima è un tempo forte anzi, in ordine cronologico, è il terzo dei tempi forti. | viola            | Quinta domenica di Quaresima (Iudica). |
| La Settimana Santa è diretta al ricordo della Passione del Cristo a partire dal momento del suo ingresso in Gerusalemme. | |                  | |
| rosso | Domenica delle Palme e della Passione del Signore o "de Passione Domini", con cui inizia l'Unità liturgica denominata Settimana Santa. |                  | |
| viola | Lunedì, martedì e mercoledì Santi. |                  | |
| bianco | Giovedì santo: Messa del crisma, celebrata di mattino nella cattedrale. Dopo l'ora nona e prima della Messa vespertina termina il Tempo di Quaresima. |                  | |
| Sacro Triduo Pasquale chiamato anche triduo della Passione, Morte e Risurrezione del Signore, è il centro dell'Anno liturgico essendo storicamente la prima celebrazione annuale. In tal modo si porta a compimento la Pasqua ebraica, figura di quella del Cristo. Il Triduo è un tempo forte anzi, in ordine cronologico, è il quarto dei tempi forti e, in ordine di dignità, il più importante tra i tempi forti. | Sacro Triduo Pasquale chiamato anche triduo della Passione, Morte e Risurrezione del Signore, è il centro dell'Anno liturgico essendo storicamente la prima celebrazione annuale. In tal modo si porta a compimento la Pasqua ebraica, figura di quella del Cristo. Il Triduo è un tempo forte anzi, in ordine cronologico, è il quarto dei tempi forti e, in ordine di dignità, il più importante tra i tempi forti. | bianco           | Giovedì santo: Messa vespertina nella Cena del Signore, con cui inizia il Triduo Pasquale. |
| Sacro Triduo Pasquale chiamato anche triduo della Passione, Morte e Risurrezione del Signore, è il centro dell'Anno liturgico essendo storicamente la prima celebrazione annuale. In tal modo si porta a compimento la Pasqua ebraica, figura di quella del Cristo. Il Triduo è un tempo forte anzi, in ordine cronologico, è il quarto dei tempi forti e, in ordine di dignità, il più importante tra i tempi forti. | Sacro Triduo Pasquale chiamato anche triduo della Passione, Morte e Risurrezione del Signore, è il centro dell'Anno liturgico essendo storicamente la prima celebrazione annuale. In tal modo si porta a compimento la Pasqua ebraica, figura di quella del Cristo. Il Triduo è un tempo forte anzi, in ordine cronologico, è il quarto dei tempi forti e, in ordine di dignità, il più importante tra i tempi forti. | rosso            | Venerdì Santo, Passione e Morte di Gesù: giorno liturgico senza messa. |
| Sacro Triduo Pasquale chiamato anche triduo della Passione, Morte e Risurrezione del Signore, è il centro dell'Anno liturgico essendo storicamente la prima celebrazione annuale. In tal modo si porta a compimento la Pasqua ebraica, figura di quella del Cristo. Il Triduo è un tempo forte anzi, in ordine cronologico, è il quarto dei tempi forti e, in ordine di dignità, il più importante tra i tempi forti. | Sacro Triduo Pasquale chiamato anche triduo della Passione, Morte e Risurrezione del Signore, è il centro dell'Anno liturgico essendo storicamente la prima celebrazione annuale. In tal modo si porta a compimento la Pasqua ebraica, figura di quella del Cristo. Il Triduo è un tempo forte anzi, in ordine cronologico, è il quarto dei tempi forti e, in ordine di dignità, il più importante tra i tempi forti. | viola            | Sabato Santo, Sepoltura di Cristo e sua discesa negli inferi: giorno liturgico senza messa. |
| Sacro Triduo Pasquale chiamato anche triduo della Passione, Morte e Risurrezione del Signore, è il centro dell'Anno liturgico essendo storicamente la prima celebrazione annuale. In tal modo si porta a compimento la Pasqua ebraica, figura di quella del Cristo. Il Triduo è un tempo forte anzi, in ordine cronologico, è il quarto dei tempi forti e, in ordine di dignità, il più importante tra i tempi forti. | Sacro Triduo Pasquale chiamato anche triduo della Passione, Morte e Risurrezione del Signore, è il centro dell'Anno liturgico essendo storicamente la prima celebrazione annuale. In tal modo si porta a compimento la Pasqua ebraica, figura di quella del Cristo. Il Triduo è un tempo forte anzi, in ordine cronologico, è il quarto dei tempi forti e, in ordine di dignità, il più importante tra i tempi forti. | bianco           | Solennità della Domenica di Pasqua - Risurrezione del Signore: terminati i vespri propri si conclude il Triduo Pasquale. |
| Tempo di Pasqua, con cui si amplia la solennità della Pasqua a sette settimane. Esso è un tempo forte e anzi, in ordine cronologico, il quinto e ultimo dei tempi forti. | Tempo di Pasqua, con cui si amplia la solennità della Pasqua a sette settimane. Esso è un tempo forte e anzi, in ordine cronologico, il quinto e ultimo dei tempi forti. | bianco           | Solennità della Pasqua di Risurrezione di Nostro Signore Gesù Cristo: contestualmente all'inizio di questa solennità si inizia il tempo pasquale che sino ai vespri compresi si interseca con il Triduo Pasquale. |
| Tempo di Pasqua, con cui si amplia la solennità della Pasqua a sette settimane. Esso è un tempo forte e anzi, in ordine cronologico, il quinto e ultimo dei tempi forti. | Tempo di Pasqua, con cui si amplia la solennità della Pasqua a sette settimane. Esso è un tempo forte e anzi, in ordine cronologico, il quinto e ultimo dei tempi forti. | bianco           | Ottava di Pasqua, si inizia con la Solennità di Pasqua e si conclude con la II domenica di Pasqua, comprese. La II domenica di Pasqua è anche detta Domenica della Divina Misericordia e Domenica in albis. Tutti i giorni dell'ottava hanno il grado di solennità. |
| Tempo di Pasqua, con cui si amplia la solennità della Pasqua a sette settimane. Esso è un tempo forte e anzi, in ordine cronologico, il quinto e ultimo dei tempi forti. | Tempo di Pasqua, con cui si amplia la solennità della Pasqua a sette settimane. Esso è un tempo forte e anzi, in ordine cronologico, il quinto e ultimo dei tempi forti. | bianco           | III domenica di Pasqua. |
| Tempo di Pasqua, con cui si amplia la solennità della Pasqua a sette settimane. Esso è un tempo forte e anzi, in ordine cronologico, il quinto e ultimo dei tempi forti. | Tempo di Pasqua, con cui si amplia la solennità della Pasqua a sette settimane. Esso è un tempo forte e anzi, in ordine cronologico, il quinto e ultimo dei tempi forti. | bianco           | IV domenica di Pasqua o Domenica del Buon Pastore. |
| Tempo di Pasqua, con cui si amplia la solennità della Pasqua a sette settimane. Esso è un tempo forte e anzi, in ordine cronologico, il quinto e ultimo dei tempi forti. | Tempo di Pasqua, con cui si amplia la solennità della Pasqua a sette settimane. Esso è un tempo forte e anzi, in ordine cronologico, il quinto e ultimo dei tempi forti. | bianco           | V domenica di Pasqua. |
| Tempo di Pasqua, con cui si amplia la solennità della Pasqua a sette settimane. Esso è un tempo forte e anzi, in ordine cronologico, il quinto e ultimo dei tempi forti. | Tempo di Pasqua, con cui si amplia la solennità della Pasqua a sette settimane. Esso è un tempo forte e anzi, in ordine cronologico, il quinto e ultimo dei tempi forti. | bianco           | VI domenica di Pasqua. |
| Tempo di Pasqua, con cui si amplia la solennità della Pasqua a sette settimane. Esso è un tempo forte e anzi, in ordine cronologico, il quinto e ultimo dei tempi forti. | Tempo di Pasqua, con cui si amplia la solennità della Pasqua a sette settimane. Esso è un tempo forte e anzi, in ordine cronologico, il quinto e ultimo dei tempi forti. | bianco           | Solennità dell'Ascensione del Signore nel giovedì seguente la VI domenica di Pasqua, oppure, dove non è festa di precetto, la domenica successiva. |
| Tempo di Pasqua, con cui si amplia la solennità della Pasqua a sette settimane. Esso è un tempo forte e anzi, in ordine cronologico, il quinto e ultimo dei tempi forti. | Tempo di Pasqua, con cui si amplia la solennità della Pasqua a sette settimane. Esso è un tempo forte e anzi, in ordine cronologico, il quinto e ultimo dei tempi forti. | bianco           | VII domenica di Pasqua in quelle regioni dove l'Ascensione non è trasferita alla domenica successiva. |
| Tempo di Pasqua, con cui si amplia la solennità della Pasqua a sette settimane. Esso è un tempo forte e anzi, in ordine cronologico, il quinto e ultimo dei tempi forti. | Tempo di Pasqua, con cui si amplia la solennità della Pasqua a sette settimane. Esso è un tempo forte e anzi, in ordine cronologico, il quinto e ultimo dei tempi forti. | rosso            | Solennità di Pentecoste, che cade nella settima domenica successiva alla Pasqua. Si celebra la discesa dello Spirito Santo su Maria e gli apostoli riuniti nel cenacolo. |
| Tempo di Pasqua, con cui si amplia la solennità della Pasqua a sette settimane. Esso è un tempo forte e anzi, in ordine cronologico, il quinto e ultimo dei tempi forti. | Tempo di Pasqua, con cui si amplia la solennità della Pasqua a sette settimane. Esso è un tempo forte e anzi, in ordine cronologico, il quinto e ultimo dei tempi forti. | rosso            | Con la Pentecoste si conclude il tempo pasquale. |
| Tempo di Pasqua, con cui si amplia la solennità della Pasqua a sette settimane. Esso è un tempo forte e anzi, in ordine cronologico, il quinto e ultimo dei tempi forti. | Tempo di Pasqua, con cui si amplia la solennità della Pasqua a sette settimane. Esso è un tempo forte e anzi, in ordine cronologico, il quinto e ultimo dei tempi forti. | rosso            | Tempora d'Estate, presso alcuni calendari particolari, quale ad esempio quello italiano, nei mercoledì, venerdì e sabato dopo la Pentecoste. Con queste celebrazioni termina il Tempo pasquale. |
| Seconda parte del tempo ordinario che si celebra dopo il tempo pasquale e prima del tempo d'Avvento del successivo anno liturgico. La prima data possibile per la Pentecoste è il 10 maggio, nel qual caso la prima domenica del secondo periodo del tempo ordinario è il 24 maggio (dato che la domenica del 17 maggio sarebbe la Solennità della Santissima Trinità) o, dove la solennità del Santissimo Corpo e Sangue di Cristo è celebrata in domenica, il 31 maggio. L'ultima data possibile per la Pentecoste è il 13 giugno, nel qual caso la prima domenica del secondo periodo del tempo ordinario è il 27 giugno o, dove la solennità del Santissimo Corpo e Sangue di Cristo è celebrata in domenica, il 4 luglio. | Seconda parte del tempo ordinario che si celebra dopo il tempo pasquale e prima del tempo d'Avvento del successivo anno liturgico. La prima data possibile per la Pentecoste è il 10 maggio, nel qual caso la prima domenica del secondo periodo del tempo ordinario è il 24 maggio (dato che la domenica del 17 maggio sarebbe la Solennità della Santissima Trinità) o, dove la solennità del Santissimo Corpo e Sangue di Cristo è celebrata in domenica, il 31 maggio. L'ultima data possibile per la Pentecoste è il 13 giugno, nel qual caso la prima domenica del secondo periodo del tempo ordinario è il 27 giugno o, dove la solennità del Santissimo Corpo e Sangue di Cristo è celebrata in domenica, il 4 luglio.                                                        | bianco           | Solennità della Santissima Trinità, nella domenica immediatamente successiva alla Pentecoste. |
| Seconda parte del tempo ordinario che si celebra dopo il tempo pasquale e prima del tempo d'Avvento del successivo anno liturgico. La prima data possibile per la Pentecoste è il 10 maggio, nel qual caso la prima domenica del secondo periodo del tempo ordinario è il 24 maggio (dato che la domenica del 17 maggio sarebbe la Solennità della Santissima Trinità) o, dove la solennità del Santissimo Corpo e Sangue di Cristo è celebrata in domenica, il 31 maggio. L'ultima data possibile per la Pentecoste è il 13 giugno, nel qual caso la prima domenica del secondo periodo del tempo ordinario è il 27 giugno o, dove la solennità del Santissimo Corpo e Sangue di Cristo è celebrata in domenica, il 4 luglio. | Seconda parte del tempo ordinario che si celebra dopo il tempo pasquale e prima del tempo d'Avvento del successivo anno liturgico. La prima data possibile per la Pentecoste è il 10 maggio, nel qual caso la prima domenica del secondo periodo del tempo ordinario è il 24 maggio (dato che la domenica del 17 maggio sarebbe la Solennità della Santissima Trinità) o, dove la solennità del Santissimo Corpo e Sangue di Cristo è celebrata in domenica, il 31 maggio. L'ultima data possibile per la Pentecoste è il 13 giugno, nel qual caso la prima domenica del secondo periodo del tempo ordinario è il 27 giugno o, dove la solennità del Santissimo Corpo e Sangue di Cristo è celebrata in domenica, il 4 luglio.                                                        | bianco           | Solennità del Santissimo Corpo e Sangue di Cristo, nel giovedì immediatamente seguente la solennità della Santissima Trinità oppure in alcune regioni la domenica successiva (come in Italia dal 1977). |
| Seconda parte del tempo ordinario che si celebra dopo il tempo pasquale e prima del tempo d'Avvento del successivo anno liturgico. La prima data possibile per la Pentecoste è il 10 maggio, nel qual caso la prima domenica del secondo periodo del tempo ordinario è il 24 maggio (dato che la domenica del 17 maggio sarebbe la Solennità della Santissima Trinità) o, dove la solennità del Santissimo Corpo e Sangue di Cristo è celebrata in domenica, il 31 maggio. L'ultima data possibile per la Pentecoste è il 13 giugno, nel qual caso la prima domenica del secondo periodo del tempo ordinario è il 27 giugno o, dove la solennità del Santissimo Corpo e Sangue di Cristo è celebrata in domenica, il 4 luglio. | Seconda parte del tempo ordinario che si celebra dopo il tempo pasquale e prima del tempo d'Avvento del successivo anno liturgico. La prima data possibile per la Pentecoste è il 10 maggio, nel qual caso la prima domenica del secondo periodo del tempo ordinario è il 24 maggio (dato che la domenica del 17 maggio sarebbe la Solennità della Santissima Trinità) o, dove la solennità del Santissimo Corpo e Sangue di Cristo è celebrata in domenica, il 31 maggio. L'ultima data possibile per la Pentecoste è il 13 giugno, nel qual caso la prima domenica del secondo periodo del tempo ordinario è il 27 giugno o, dove la solennità del Santissimo Corpo e Sangue di Cristo è celebrata in domenica, il 4 luglio.                                                        | bianco           | Solennità del Sacro Cuore di Gesù, nel venerdì immediatamente seguente la II domenica dopo Pentecoste. |
| Seconda parte del tempo ordinario che si celebra dopo il tempo pasquale e prima del tempo d'Avvento del successivo anno liturgico. La prima data possibile per la Pentecoste è il 10 maggio, nel qual caso la prima domenica del secondo periodo del tempo ordinario è il 24 maggio (dato che la domenica del 17 maggio sarebbe la Solennità della Santissima Trinità) o, dove la solennità del Santissimo Corpo e Sangue di Cristo è celebrata in domenica, il 31 maggio. L'ultima data possibile per la Pentecoste è il 13 giugno, nel qual caso la prima domenica del secondo periodo del tempo ordinario è il 27 giugno o, dove la solennità del Santissimo Corpo e Sangue di Cristo è celebrata in domenica, il 4 luglio. | Seconda parte del tempo ordinario che si celebra dopo il tempo pasquale e prima del tempo d'Avvento del successivo anno liturgico. La prima data possibile per la Pentecoste è il 10 maggio, nel qual caso la prima domenica del secondo periodo del tempo ordinario è il 24 maggio (dato che la domenica del 17 maggio sarebbe la Solennità della Santissima Trinità) o, dove la solennità del Santissimo Corpo e Sangue di Cristo è celebrata in domenica, il 31 maggio. L'ultima data possibile per la Pentecoste è il 13 giugno, nel qual caso la prima domenica del secondo periodo del tempo ordinario è il 27 giugno o, dove la solennità del Santissimo Corpo e Sangue di Cristo è celebrata in domenica, il 4 luglio.                                                        | verde            | Ottava domenica del tempo ordinario (in quei luoghi dove il Corpus Domini non è trasferito alla domenica successiva), se dopo la solennità della Trinità. |
| Seconda parte del tempo ordinario che si celebra dopo il tempo pasquale e prima del tempo d'Avvento del successivo anno liturgico. La prima data possibile per la Pentecoste è il 10 maggio, nel qual caso la prima domenica del secondo periodo del tempo ordinario è il 24 maggio (dato che la domenica del 17 maggio sarebbe la Solennità della Santissima Trinità) o, dove la solennità del Santissimo Corpo e Sangue di Cristo è celebrata in domenica, il 31 maggio. L'ultima data possibile per la Pentecoste è il 13 giugno, nel qual caso la prima domenica del secondo periodo del tempo ordinario è il 27 giugno o, dove la solennità del Santissimo Corpo e Sangue di Cristo è celebrata in domenica, il 4 luglio. | Seconda parte del tempo ordinario che si celebra dopo il tempo pasquale e prima del tempo d'Avvento del successivo anno liturgico. La prima data possibile per la Pentecoste è il 10 maggio, nel qual caso la prima domenica del secondo periodo del tempo ordinario è il 24 maggio (dato che la domenica del 17 maggio sarebbe la Solennità della Santissima Trinità) o, dove la solennità del Santissimo Corpo e Sangue di Cristo è celebrata in domenica, il 31 maggio. L'ultima data possibile per la Pentecoste è il 13 giugno, nel qual caso la prima domenica del secondo periodo del tempo ordinario è il 27 giugno o, dove la solennità del Santissimo Corpo e Sangue di Cristo è celebrata in domenica, il 4 luglio.                                                        | verde            | Nona domenica del tempo ordinario, se dopo la solennità della Trinità. |
| Seconda parte del tempo ordinario che si celebra dopo il tempo pasquale e prima del tempo d'Avvento del successivo anno liturgico. La prima data possibile per la Pentecoste è il 10 maggio, nel qual caso la prima domenica del secondo periodo del tempo ordinario è il 24 maggio (dato che la domenica del 17 maggio sarebbe la Solennità della Santissima Trinità) o, dove la solennità del Santissimo Corpo e Sangue di Cristo è celebrata in domenica, il 31 maggio. L'ultima data possibile per la Pentecoste è il 13 giugno, nel qual caso la prima domenica del secondo periodo del tempo ordinario è il 27 giugno o, dove la solennità del Santissimo Corpo e Sangue di Cristo è celebrata in domenica, il 4 luglio. | Seconda parte del tempo ordinario che si celebra dopo il tempo pasquale e prima del tempo d'Avvento del successivo anno liturgico. La prima data possibile per la Pentecoste è il 10 maggio, nel qual caso la prima domenica del secondo periodo del tempo ordinario è il 24 maggio (dato che la domenica del 17 maggio sarebbe la Solennità della Santissima Trinità) o, dove la solennità del Santissimo Corpo e Sangue di Cristo è celebrata in domenica, il 31 maggio. L'ultima data possibile per la Pentecoste è il 13 giugno, nel qual caso la prima domenica del secondo periodo del tempo ordinario è il 27 giugno o, dove la solennità del Santissimo Corpo e Sangue di Cristo è celebrata in domenica, il 4 luglio.                                                        | verde            | Decima domenica del tempo ordinario, se dopo la solennità della Trinità. |
| Seconda parte del tempo ordinario che si celebra dopo il tempo pasquale e prima del tempo d'Avvento del successivo anno liturgico. La prima data possibile per la Pentecoste è il 10 maggio, nel qual caso la prima domenica del secondo periodo del tempo ordinario è il 24 maggio (dato che la domenica del 17 maggio sarebbe la Solennità della Santissima Trinità) o, dove la solennità del Santissimo Corpo e Sangue di Cristo è celebrata in domenica, il 31 maggio. L'ultima data possibile per la Pentecoste è il 13 giugno, nel qual caso la prima domenica del secondo periodo del tempo ordinario è il 27 giugno o, dove la solennità del Santissimo Corpo e Sangue di Cristo è celebrata in domenica, il 4 luglio. | Seconda parte del tempo ordinario che si celebra dopo il tempo pasquale e prima del tempo d'Avvento del successivo anno liturgico. La prima data possibile per la Pentecoste è il 10 maggio, nel qual caso la prima domenica del secondo periodo del tempo ordinario è il 24 maggio (dato che la domenica del 17 maggio sarebbe la Solennità della Santissima Trinità) o, dove la solennità del Santissimo Corpo e Sangue di Cristo è celebrata in domenica, il 31 maggio. L'ultima data possibile per la Pentecoste è il 13 giugno, nel qual caso la prima domenica del secondo periodo del tempo ordinario è il 27 giugno o, dove la solennità del Santissimo Corpo e Sangue di Cristo è celebrata in domenica, il 4 luglio.                                                        | verde            | Undicesima domenica del tempo ordinario, se dopo la solennità della Trinità. |
| Seconda parte del tempo ordinario che si celebra dopo il tempo pasquale e prima del tempo d'Avvento del successivo anno liturgico. La prima data possibile per la Pentecoste è il 10 maggio, nel qual caso la prima domenica del secondo periodo del tempo ordinario è il 24 maggio (dato che la domenica del 17 maggio sarebbe la Solennità della Santissima Trinità) o, dove la solennità del Santissimo Corpo e Sangue di Cristo è celebrata in domenica, il 31 maggio. L'ultima data possibile per la Pentecoste è il 13 giugno, nel qual caso la prima domenica del secondo periodo del tempo ordinario è il 27 giugno o, dove la solennità del Santissimo Corpo e Sangue di Cristo è celebrata in domenica, il 4 luglio. | Seconda parte del tempo ordinario che si celebra dopo il tempo pasquale e prima del tempo d'Avvento del successivo anno liturgico. La prima data possibile per la Pentecoste è il 10 maggio, nel qual caso la prima domenica del secondo periodo del tempo ordinario è il 24 maggio (dato che la domenica del 17 maggio sarebbe la Solennità della Santissima Trinità) o, dove la solennità del Santissimo Corpo e Sangue di Cristo è celebrata in domenica, il 31 maggio. L'ultima data possibile per la Pentecoste è il 13 giugno, nel qual caso la prima domenica del secondo periodo del tempo ordinario è il 27 giugno o, dove la solennità del Santissimo Corpo e Sangue di Cristo è celebrata in domenica, il 4 luglio.                                                        | verde            | Dodicesima domenica del tempo ordinario, se dopo la solennità della Trinità |
| Seconda parte del tempo ordinario che si celebra dopo il tempo pasquale e prima del tempo d'Avvento del successivo anno liturgico. La prima data possibile per la Pentecoste è il 10 maggio, nel qual caso la prima domenica del secondo periodo del tempo ordinario è il 24 maggio (dato che la domenica del 17 maggio sarebbe la Solennità della Santissima Trinità) o, dove la solennità del Santissimo Corpo e Sangue di Cristo è celebrata in domenica, il 31 maggio. L'ultima data possibile per la Pentecoste è il 13 giugno, nel qual caso la prima domenica del secondo periodo del tempo ordinario è il 27 giugno o, dove la solennità del Santissimo Corpo e Sangue di Cristo è celebrata in domenica, il 4 luglio. | Seconda parte del tempo ordinario che si celebra dopo il tempo pasquale e prima del tempo d'Avvento del successivo anno liturgico. La prima data possibile per la Pentecoste è il 10 maggio, nel qual caso la prima domenica del secondo periodo del tempo ordinario è il 24 maggio (dato che la domenica del 17 maggio sarebbe la Solennità della Santissima Trinità) o, dove la solennità del Santissimo Corpo e Sangue di Cristo è celebrata in domenica, il 31 maggio. L'ultima data possibile per la Pentecoste è il 13 giugno, nel qual caso la prima domenica del secondo periodo del tempo ordinario è il 27 giugno o, dove la solennità del Santissimo Corpo e Sangue di Cristo è celebrata in domenica, il 4 luglio.                                                        | verde            | Tredicesima domenica del tempo ordinario, se dopo la solennità della Trinità. |
| Seconda parte del tempo ordinario che si celebra dopo il tempo pasquale e prima del tempo d'Avvento del successivo anno liturgico. La prima data possibile per la Pentecoste è il 10 maggio, nel qual caso la prima domenica del secondo periodo del tempo ordinario è il 24 maggio (dato che la domenica del 17 maggio sarebbe la Solennità della Santissima Trinità) o, dove la solennità del Santissimo Corpo e Sangue di Cristo è celebrata in domenica, il 31 maggio. L'ultima data possibile per la Pentecoste è il 13 giugno, nel qual caso la prima domenica del secondo periodo del tempo ordinario è il 27 giugno o, dove la solennità del Santissimo Corpo e Sangue di Cristo è celebrata in domenica, il 4 luglio. | Seconda parte del tempo ordinario che si celebra dopo il tempo pasquale e prima del tempo d'Avvento del successivo anno liturgico. La prima data possibile per la Pentecoste è il 10 maggio, nel qual caso la prima domenica del secondo periodo del tempo ordinario è il 24 maggio (dato che la domenica del 17 maggio sarebbe la Solennità della Santissima Trinità) o, dove la solennità del Santissimo Corpo e Sangue di Cristo è celebrata in domenica, il 31 maggio. L'ultima data possibile per la Pentecoste è il 13 giugno, nel qual caso la prima domenica del secondo periodo del tempo ordinario è il 27 giugno o, dove la solennità del Santissimo Corpo e Sangue di Cristo è celebrata in domenica, il 4 luglio.                                                        | verde            | Quattordicesima domenica del tempo ordinario. |
| Seconda parte del tempo ordinario che si celebra dopo il tempo pasquale e prima del tempo d'Avvento del successivo anno liturgico. La prima data possibile per la Pentecoste è il 10 maggio, nel qual caso la prima domenica del secondo periodo del tempo ordinario è il 24 maggio (dato che la domenica del 17 maggio sarebbe la Solennità della Santissima Trinità) o, dove la solennità del Santissimo Corpo e Sangue di Cristo è celebrata in domenica, il 31 maggio. L'ultima data possibile per la Pentecoste è il 13 giugno, nel qual caso la prima domenica del secondo periodo del tempo ordinario è il 27 giugno o, dove la solennità del Santissimo Corpo e Sangue di Cristo è celebrata in domenica, il 4 luglio. | Seconda parte del tempo ordinario che si celebra dopo il tempo pasquale e prima del tempo d'Avvento del successivo anno liturgico. La prima data possibile per la Pentecoste è il 10 maggio, nel qual caso la prima domenica del secondo periodo del tempo ordinario è il 24 maggio (dato che la domenica del 17 maggio sarebbe la Solennità della Santissima Trinità) o, dove la solennità del Santissimo Corpo e Sangue di Cristo è celebrata in domenica, il 31 maggio. L'ultima data possibile per la Pentecoste è il 13 giugno, nel qual caso la prima domenica del secondo periodo del tempo ordinario è il 27 giugno o, dove la solennità del Santissimo Corpo e Sangue di Cristo è celebrata in domenica, il 4 luglio.                                                        | verde            | Quindicesima domenica del tempo ordinario. |
| Seconda parte del tempo ordinario che si celebra dopo il tempo pasquale e prima del tempo d'Avvento del successivo anno liturgico. La prima data possibile per la Pentecoste è il 10 maggio, nel qual caso la prima domenica del secondo periodo del tempo ordinario è il 24 maggio (dato che la domenica del 17 maggio sarebbe la Solennità della Santissima Trinità) o, dove la solennità del Santissimo Corpo e Sangue di Cristo è celebrata in domenica, il 31 maggio. L'ultima data possibile per la Pentecoste è il 13 giugno, nel qual caso la prima domenica del secondo periodo del tempo ordinario è il 27 giugno o, dove la solennità del Santissimo Corpo e Sangue di Cristo è celebrata in domenica, il 4 luglio. | Seconda parte del tempo ordinario che si celebra dopo il tempo pasquale e prima del tempo d'Avvento del successivo anno liturgico. La prima data possibile per la Pentecoste è il 10 maggio, nel qual caso la prima domenica del secondo periodo del tempo ordinario è il 24 maggio (dato che la domenica del 17 maggio sarebbe la Solennità della Santissima Trinità) o, dove la solennità del Santissimo Corpo e Sangue di Cristo è celebrata in domenica, il 31 maggio. L'ultima data possibile per la Pentecoste è il 13 giugno, nel qual caso la prima domenica del secondo periodo del tempo ordinario è il 27 giugno o, dove la solennità del Santissimo Corpo e Sangue di Cristo è celebrata in domenica, il 4 luglio.                                                        | verde            | Sedicesima domenica del tempo ordinario. |
| Seconda parte del tempo ordinario che si celebra dopo il tempo pasquale e prima del tempo d'Avvento del successivo anno liturgico. La prima data possibile per la Pentecoste è il 10 maggio, nel qual caso la prima domenica del secondo periodo del tempo ordinario è il 24 maggio (dato che la domenica del 17 maggio sarebbe la Solennità della Santissima Trinità) o, dove la solennità del Santissimo Corpo e Sangue di Cristo è celebrata in domenica, il 31 maggio. L'ultima data possibile per la Pentecoste è il 13 giugno, nel qual caso la prima domenica del secondo periodo del tempo ordinario è il 27 giugno o, dove la solennità del Santissimo Corpo e Sangue di Cristo è celebrata in domenica, il 4 luglio. | Seconda parte del tempo ordinario che si celebra dopo il tempo pasquale e prima del tempo d'Avvento del successivo anno liturgico. La prima data possibile per la Pentecoste è il 10 maggio, nel qual caso la prima domenica del secondo periodo del tempo ordinario è il 24 maggio (dato che la domenica del 17 maggio sarebbe la Solennità della Santissima Trinità) o, dove la solennità del Santissimo Corpo e Sangue di Cristo è celebrata in domenica, il 31 maggio. L'ultima data possibile per la Pentecoste è il 13 giugno, nel qual caso la prima domenica del secondo periodo del tempo ordinario è il 27 giugno o, dove la solennità del Santissimo Corpo e Sangue di Cristo è celebrata in domenica, il 4 luglio.                                                        | verde            | Diciassettesima domenica del tempo ordinario. |
| Seconda parte del tempo ordinario che si celebra dopo il tempo pasquale e prima del tempo d'Avvento del successivo anno liturgico. La prima data possibile per la Pentecoste è il 10 maggio, nel qual caso la prima domenica del secondo periodo del tempo ordinario è il 24 maggio (dato che la domenica del 17 maggio sarebbe la Solennità della Santissima Trinità) o, dove la solennità del Santissimo Corpo e Sangue di Cristo è celebrata in domenica, il 31 maggio. L'ultima data possibile per la Pentecoste è il 13 giugno, nel qual caso la prima domenica del secondo periodo del tempo ordinario è il 27 giugno o, dove la solennità del Santissimo Corpo e Sangue di Cristo è celebrata in domenica, il 4 luglio. | Seconda parte del tempo ordinario che si celebra dopo il tempo pasquale e prima del tempo d'Avvento del successivo anno liturgico. La prima data possibile per la Pentecoste è il 10 maggio, nel qual caso la prima domenica del secondo periodo del tempo ordinario è il 24 maggio (dato che la domenica del 17 maggio sarebbe la Solennità della Santissima Trinità) o, dove la solennità del Santissimo Corpo e Sangue di Cristo è celebrata in domenica, il 31 maggio. L'ultima data possibile per la Pentecoste è il 13 giugno, nel qual caso la prima domenica del secondo periodo del tempo ordinario è il 27 giugno o, dove la solennità del Santissimo Corpo e Sangue di Cristo è celebrata in domenica, il 4 luglio.                                                        | verde            | Diciottesima domenica del tempo ordinario. |
| Seconda parte del tempo ordinario che si celebra dopo il tempo pasquale e prima del tempo d'Avvento del successivo anno liturgico. La prima data possibile per la Pentecoste è il 10 maggio, nel qual caso la prima domenica del secondo periodo del tempo ordinario è il 24 maggio (dato che la domenica del 17 maggio sarebbe la Solennità della Santissima Trinità) o, dove la solennità del Santissimo Corpo e Sangue di Cristo è celebrata in domenica, il 31 maggio. L'ultima data possibile per la Pentecoste è il 13 giugno, nel qual caso la prima domenica del secondo periodo del tempo ordinario è il 27 giugno o, dove la solennità del Santissimo Corpo e Sangue di Cristo è celebrata in domenica, il 4 luglio. | Seconda parte del tempo ordinario che si celebra dopo il tempo pasquale e prima del tempo d'Avvento del successivo anno liturgico. La prima data possibile per la Pentecoste è il 10 maggio, nel qual caso la prima domenica del secondo periodo del tempo ordinario è il 24 maggio (dato che la domenica del 17 maggio sarebbe la Solennità della Santissima Trinità) o, dove la solennità del Santissimo Corpo e Sangue di Cristo è celebrata in domenica, il 31 maggio. L'ultima data possibile per la Pentecoste è il 13 giugno, nel qual caso la prima domenica del secondo periodo del tempo ordinario è il 27 giugno o, dove la solennità del Santissimo Corpo e Sangue di Cristo è celebrata in domenica, il 4 luglio.                                                        | verde            | Diciannovesima domenica del tempo ordinario. |
| Seconda parte del tempo ordinario che si celebra dopo il tempo pasquale e prima del tempo d'Avvento del successivo anno liturgico. La prima data possibile per la Pentecoste è il 10 maggio, nel qual caso la prima domenica del secondo periodo del tempo ordinario è il 24 maggio (dato che la domenica del 17 maggio sarebbe la Solennità della Santissima Trinità) o, dove la solennità del Santissimo Corpo e Sangue di Cristo è celebrata in domenica, il 31 maggio. L'ultima data possibile per la Pentecoste è il 13 giugno, nel qual caso la prima domenica del secondo periodo del tempo ordinario è il 27 giugno o, dove la solennità del Santissimo Corpo e Sangue di Cristo è celebrata in domenica, il 4 luglio. | Seconda parte del tempo ordinario che si celebra dopo il tempo pasquale e prima del tempo d'Avvento del successivo anno liturgico. La prima data possibile per la Pentecoste è il 10 maggio, nel qual caso la prima domenica del secondo periodo del tempo ordinario è il 24 maggio (dato che la domenica del 17 maggio sarebbe la Solennità della Santissima Trinità) o, dove la solennità del Santissimo Corpo e Sangue di Cristo è celebrata in domenica, il 31 maggio. L'ultima data possibile per la Pentecoste è il 13 giugno, nel qual caso la prima domenica del secondo periodo del tempo ordinario è il 27 giugno o, dove la solennità del Santissimo Corpo e Sangue di Cristo è celebrata in domenica, il 4 luglio.                                                        | verde            | Ventesima domenica del tempo ordinario. |
| Seconda parte del tempo ordinario che si celebra dopo il tempo pasquale e prima del tempo d'Avvento del successivo anno liturgico. La prima data possibile per la Pentecoste è il 10 maggio, nel qual caso la prima domenica del secondo periodo del tempo ordinario è il 24 maggio (dato che la domenica del 17 maggio sarebbe la Solennità della Santissima Trinità) o, dove la solennità del Santissimo Corpo e Sangue di Cristo è celebrata in domenica, il 31 maggio. L'ultima data possibile per la Pentecoste è il 13 giugno, nel qual caso la prima domenica del secondo periodo del tempo ordinario è il 27 giugno o, dove la solennità del Santissimo Corpo e Sangue di Cristo è celebrata in domenica, il 4 luglio. | Seconda parte del tempo ordinario che si celebra dopo il tempo pasquale e prima del tempo d'Avvento del successivo anno liturgico. La prima data possibile per la Pentecoste è il 10 maggio, nel qual caso la prima domenica del secondo periodo del tempo ordinario è il 24 maggio (dato che la domenica del 17 maggio sarebbe la Solennità della Santissima Trinità) o, dove la solennità del Santissimo Corpo e Sangue di Cristo è celebrata in domenica, il 31 maggio. L'ultima data possibile per la Pentecoste è il 13 giugno, nel qual caso la prima domenica del secondo periodo del tempo ordinario è il 27 giugno o, dove la solennità del Santissimo Corpo e Sangue di Cristo è celebrata in domenica, il 4 luglio.                                                        | verde            | Ventunesima domenica del tempo ordinario. |
| Seconda parte del tempo ordinario che si celebra dopo il tempo pasquale e prima del tempo d'Avvento del successivo anno liturgico. La prima data possibile per la Pentecoste è il 10 maggio, nel qual caso la prima domenica del secondo periodo del tempo ordinario è il 24 maggio (dato che la domenica del 17 maggio sarebbe la Solennità della Santissima Trinità) o, dove la solennità del Santissimo Corpo e Sangue di Cristo è celebrata in domenica, il 31 maggio. L'ultima data possibile per la Pentecoste è il 13 giugno, nel qual caso la prima domenica del secondo periodo del tempo ordinario è il 27 giugno o, dove la solennità del Santissimo Corpo e Sangue di Cristo è celebrata in domenica, il 4 luglio. | Seconda parte del tempo ordinario che si celebra dopo il tempo pasquale e prima del tempo d'Avvento del successivo anno liturgico. La prima data possibile per la Pentecoste è il 10 maggio, nel qual caso la prima domenica del secondo periodo del tempo ordinario è il 24 maggio (dato che la domenica del 17 maggio sarebbe la Solennità della Santissima Trinità) o, dove la solennità del Santissimo Corpo e Sangue di Cristo è celebrata in domenica, il 31 maggio. L'ultima data possibile per la Pentecoste è il 13 giugno, nel qual caso la prima domenica del secondo periodo del tempo ordinario è il 27 giugno o, dove la solennità del Santissimo Corpo e Sangue di Cristo è celebrata in domenica, il 4 luglio.                                                        | verde            | Ventiduesima domenica del tempo ordinario. |
| Seconda parte del tempo ordinario che si celebra dopo il tempo pasquale e prima del tempo d'Avvento del successivo anno liturgico. La prima data possibile per la Pentecoste è il 10 maggio, nel qual caso la prima domenica del secondo periodo del tempo ordinario è il 24 maggio (dato che la domenica del 17 maggio sarebbe la Solennità della Santissima Trinità) o, dove la solennità del Santissimo Corpo e Sangue di Cristo è celebrata in domenica, il 31 maggio. L'ultima data possibile per la Pentecoste è il 13 giugno, nel qual caso la prima domenica del secondo periodo del tempo ordinario è il 27 giugno o, dove la solennità del Santissimo Corpo e Sangue di Cristo è celebrata in domenica, il 4 luglio. | Seconda parte del tempo ordinario che si celebra dopo il tempo pasquale e prima del tempo d'Avvento del successivo anno liturgico. La prima data possibile per la Pentecoste è il 10 maggio, nel qual caso la prima domenica del secondo periodo del tempo ordinario è il 24 maggio (dato che la domenica del 17 maggio sarebbe la Solennità della Santissima Trinità) o, dove la solennità del Santissimo Corpo e Sangue di Cristo è celebrata in domenica, il 31 maggio. L'ultima data possibile per la Pentecoste è il 13 giugno, nel qual caso la prima domenica del secondo periodo del tempo ordinario è il 27 giugno o, dove la solennità del Santissimo Corpo e Sangue di Cristo è celebrata in domenica, il 4 luglio.                                                        | verde            | Ventitreesima domenica del tempo ordinario. |
| Seconda parte del tempo ordinario che si celebra dopo il tempo pasquale e prima del tempo d'Avvento del successivo anno liturgico. La prima data possibile per la Pentecoste è il 10 maggio, nel qual caso la prima domenica del secondo periodo del tempo ordinario è il 24 maggio (dato che la domenica del 17 maggio sarebbe la Solennità della Santissima Trinità) o, dove la solennità del Santissimo Corpo e Sangue di Cristo è celebrata in domenica, il 31 maggio. L'ultima data possibile per la Pentecoste è il 13 giugno, nel qual caso la prima domenica del secondo periodo del tempo ordinario è il 27 giugno o, dove la solennità del Santissimo Corpo e Sangue di Cristo è celebrata in domenica, il 4 luglio. | Seconda parte del tempo ordinario che si celebra dopo il tempo pasquale e prima del tempo d'Avvento del successivo anno liturgico. La prima data possibile per la Pentecoste è il 10 maggio, nel qual caso la prima domenica del secondo periodo del tempo ordinario è il 24 maggio (dato che la domenica del 17 maggio sarebbe la Solennità della Santissima Trinità) o, dove la solennità del Santissimo Corpo e Sangue di Cristo è celebrata in domenica, il 31 maggio. L'ultima data possibile per la Pentecoste è il 13 giugno, nel qual caso la prima domenica del secondo periodo del tempo ordinario è il 27 giugno o, dove la solennità del Santissimo Corpo e Sangue di Cristo è celebrata in domenica, il 4 luglio.                                                        | verde            | Ventiquattresima domenica del tempo ordinario. |
| Seconda parte del tempo ordinario che si celebra dopo il tempo pasquale e prima del tempo d'Avvento del successivo anno liturgico. La prima data possibile per la Pentecoste è il 10 maggio, nel qual caso la prima domenica del secondo periodo del tempo ordinario è il 24 maggio (dato che la domenica del 17 maggio sarebbe la Solennità della Santissima Trinità) o, dove la solennità del Santissimo Corpo e Sangue di Cristo è celebrata in domenica, il 31 maggio. L'ultima data possibile per la Pentecoste è il 13 giugno, nel qual caso la prima domenica del secondo periodo del tempo ordinario è il 27 giugno o, dove la solennità del Santissimo Corpo e Sangue di Cristo è celebrata in domenica, il 4 luglio. | Seconda parte del tempo ordinario che si celebra dopo il tempo pasquale e prima del tempo d'Avvento del successivo anno liturgico. La prima data possibile per la Pentecoste è il 10 maggio, nel qual caso la prima domenica del secondo periodo del tempo ordinario è il 24 maggio (dato che la domenica del 17 maggio sarebbe la Solennità della Santissima Trinità) o, dove la solennità del Santissimo Corpo e Sangue di Cristo è celebrata in domenica, il 31 maggio. L'ultima data possibile per la Pentecoste è il 13 giugno, nel qual caso la prima domenica del secondo periodo del tempo ordinario è il 27 giugno o, dove la solennità del Santissimo Corpo e Sangue di Cristo è celebrata in domenica, il 4 luglio.                                                        | verde            | Venticinquesima domenica del tempo ordinario. |
| Seconda parte del tempo ordinario che si celebra dopo il tempo pasquale e prima del tempo d'Avvento del successivo anno liturgico. La prima data possibile per la Pentecoste è il 10 maggio, nel qual caso la prima domenica del secondo periodo del tempo ordinario è il 24 maggio (dato che la domenica del 17 maggio sarebbe la Solennità della Santissima Trinità) o, dove la solennità del Santissimo Corpo e Sangue di Cristo è celebrata in domenica, il 31 maggio. L'ultima data possibile per la Pentecoste è il 13 giugno, nel qual caso la prima domenica del secondo periodo del tempo ordinario è il 27 giugno o, dove la solennità del Santissimo Corpo e Sangue di Cristo è celebrata in domenica, il 4 luglio. | Seconda parte del tempo ordinario che si celebra dopo il tempo pasquale e prima del tempo d'Avvento del successivo anno liturgico. La prima data possibile per la Pentecoste è il 10 maggio, nel qual caso la prima domenica del secondo periodo del tempo ordinario è il 24 maggio (dato che la domenica del 17 maggio sarebbe la Solennità della Santissima Trinità) o, dove la solennità del Santissimo Corpo e Sangue di Cristo è celebrata in domenica, il 31 maggio. L'ultima data possibile per la Pentecoste è il 13 giugno, nel qual caso la prima domenica del secondo periodo del tempo ordinario è il 27 giugno o, dove la solennità del Santissimo Corpo e Sangue di Cristo è celebrata in domenica, il 4 luglio.                                                        | verde            | Ventiseiesima domenica del tempo ordinario. |
| Seconda parte del tempo ordinario che si celebra dopo il tempo pasquale e prima del tempo d'Avvento del successivo anno liturgico. La prima data possibile per la Pentecoste è il 10 maggio, nel qual caso la prima domenica del secondo periodo del tempo ordinario è il 24 maggio (dato che la domenica del 17 maggio sarebbe la Solennità della Santissima Trinità) o, dove la solennità del Santissimo Corpo e Sangue di Cristo è celebrata in domenica, il 31 maggio. L'ultima data possibile per la Pentecoste è il 13 giugno, nel qual caso la prima domenica del secondo periodo del tempo ordinario è il 27 giugno o, dove la solennità del Santissimo Corpo e Sangue di Cristo è celebrata in domenica, il 4 luglio. | Seconda parte del tempo ordinario che si celebra dopo il tempo pasquale e prima del tempo d'Avvento del successivo anno liturgico. La prima data possibile per la Pentecoste è il 10 maggio, nel qual caso la prima domenica del secondo periodo del tempo ordinario è il 24 maggio (dato che la domenica del 17 maggio sarebbe la Solennità della Santissima Trinità) o, dove la solennità del Santissimo Corpo e Sangue di Cristo è celebrata in domenica, il 31 maggio. L'ultima data possibile per la Pentecoste è il 13 giugno, nel qual caso la prima domenica del secondo periodo del tempo ordinario è il 27 giugno o, dove la solennità del Santissimo Corpo e Sangue di Cristo è celebrata in domenica, il 4 luglio.                                                        | verde            | Ventisettesima domenica del tempo ordinario. |
| Seconda parte del tempo ordinario che si celebra dopo il tempo pasquale e prima del tempo d'Avvento del successivo anno liturgico. La prima data possibile per la Pentecoste è il 10 maggio, nel qual caso la prima domenica del secondo periodo del tempo ordinario è il 24 maggio (dato che la domenica del 17 maggio sarebbe la Solennità della Santissima Trinità) o, dove la solennità del Santissimo Corpo e Sangue di Cristo è celebrata in domenica, il 31 maggio. L'ultima data possibile per la Pentecoste è il 13 giugno, nel qual caso la prima domenica del secondo periodo del tempo ordinario è il 27 giugno o, dove la solennità del Santissimo Corpo e Sangue di Cristo è celebrata in domenica, il 4 luglio. | Seconda parte del tempo ordinario che si celebra dopo il tempo pasquale e prima del tempo d'Avvento del successivo anno liturgico. La prima data possibile per la Pentecoste è il 10 maggio, nel qual caso la prima domenica del secondo periodo del tempo ordinario è il 24 maggio (dato che la domenica del 17 maggio sarebbe la Solennità della Santissima Trinità) o, dove la solennità del Santissimo Corpo e Sangue di Cristo è celebrata in domenica, il 31 maggio. L'ultima data possibile per la Pentecoste è il 13 giugno, nel qual caso la prima domenica del secondo periodo del tempo ordinario è il 27 giugno o, dove la solennità del Santissimo Corpo e Sangue di Cristo è celebrata in domenica, il 4 luglio.                                                        | verde            | Ventottesima domenica del tempo ordinario. |
| Seconda parte del tempo ordinario che si celebra dopo il tempo pasquale e prima del tempo d'Avvento del successivo anno liturgico. La prima data possibile per la Pentecoste è il 10 maggio, nel qual caso la prima domenica del secondo periodo del tempo ordinario è il 24 maggio (dato che la domenica del 17 maggio sarebbe la Solennità della Santissima Trinità) o, dove la solennità del Santissimo Corpo e Sangue di Cristo è celebrata in domenica, il 31 maggio. L'ultima data possibile per la Pentecoste è il 13 giugno, nel qual caso la prima domenica del secondo periodo del tempo ordinario è il 27 giugno o, dove la solennità del Santissimo Corpo e Sangue di Cristo è celebrata in domenica, il 4 luglio. | Seconda parte del tempo ordinario che si celebra dopo il tempo pasquale e prima del tempo d'Avvento del successivo anno liturgico. La prima data possibile per la Pentecoste è il 10 maggio, nel qual caso la prima domenica del secondo periodo del tempo ordinario è il 24 maggio (dato che la domenica del 17 maggio sarebbe la Solennità della Santissima Trinità) o, dove la solennità del Santissimo Corpo e Sangue di Cristo è celebrata in domenica, il 31 maggio. L'ultima data possibile per la Pentecoste è il 13 giugno, nel qual caso la prima domenica del secondo periodo del tempo ordinario è il 27 giugno o, dove la solennità del Santissimo Corpo e Sangue di Cristo è celebrata in domenica, il 4 luglio.                                                        | verde            | Ventinovesima domenica del tempo ordinario. |
| Seconda parte del tempo ordinario che si celebra dopo il tempo pasquale e prima del tempo d'Avvento del successivo anno liturgico. La prima data possibile per la Pentecoste è il 10 maggio, nel qual caso la prima domenica del secondo periodo del tempo ordinario è il 24 maggio (dato che la domenica del 17 maggio sarebbe la Solennità della Santissima Trinità) o, dove la solennità del Santissimo Corpo e Sangue di Cristo è celebrata in domenica, il 31 maggio. L'ultima data possibile per la Pentecoste è il 13 giugno, nel qual caso la prima domenica del secondo periodo del tempo ordinario è il 27 giugno o, dove la solennità del Santissimo Corpo e Sangue di Cristo è celebrata in domenica, il 4 luglio. | Seconda parte del tempo ordinario che si celebra dopo il tempo pasquale e prima del tempo d'Avvento del successivo anno liturgico. La prima data possibile per la Pentecoste è il 10 maggio, nel qual caso la prima domenica del secondo periodo del tempo ordinario è il 24 maggio (dato che la domenica del 17 maggio sarebbe la Solennità della Santissima Trinità) o, dove la solennità del Santissimo Corpo e Sangue di Cristo è celebrata in domenica, il 31 maggio. L'ultima data possibile per la Pentecoste è il 13 giugno, nel qual caso la prima domenica del secondo periodo del tempo ordinario è il 27 giugno o, dove la solennità del Santissimo Corpo e Sangue di Cristo è celebrata in domenica, il 4 luglio.                                                        | verde            | Trentesima domenica del tempo ordinario. |
| Seconda parte del tempo ordinario che si celebra dopo il tempo pasquale e prima del tempo d'Avvento del successivo anno liturgico. La prima data possibile per la Pentecoste è il 10 maggio, nel qual caso la prima domenica del secondo periodo del tempo ordinario è il 24 maggio (dato che la domenica del 17 maggio sarebbe la Solennità della Santissima Trinità) o, dove la solennità del Santissimo Corpo e Sangue di Cristo è celebrata in domenica, il 31 maggio. L'ultima data possibile per la Pentecoste è il 13 giugno, nel qual caso la prima domenica del secondo periodo del tempo ordinario è il 27 giugno o, dove la solennità del Santissimo Corpo e Sangue di Cristo è celebrata in domenica, il 4 luglio. | Seconda parte del tempo ordinario che si celebra dopo il tempo pasquale e prima del tempo d'Avvento del successivo anno liturgico. La prima data possibile per la Pentecoste è il 10 maggio, nel qual caso la prima domenica del secondo periodo del tempo ordinario è il 24 maggio (dato che la domenica del 17 maggio sarebbe la Solennità della Santissima Trinità) o, dove la solennità del Santissimo Corpo e Sangue di Cristo è celebrata in domenica, il 31 maggio. L'ultima data possibile per la Pentecoste è il 13 giugno, nel qual caso la prima domenica del secondo periodo del tempo ordinario è il 27 giugno o, dove la solennità del Santissimo Corpo e Sangue di Cristo è celebrata in domenica, il 4 luglio.                                                        | verde            | Trentunesima domenica del tempo ordinario. |
| Seconda parte del tempo ordinario che si celebra dopo il tempo pasquale e prima del tempo d'Avvento del successivo anno liturgico. La prima data possibile per la Pentecoste è il 10 maggio, nel qual caso la prima domenica del secondo periodo del tempo ordinario è il 24 maggio (dato che la domenica del 17 maggio sarebbe la Solennità della Santissima Trinità) o, dove la solennità del Santissimo Corpo e Sangue di Cristo è celebrata in domenica, il 31 maggio. L'ultima data possibile per la Pentecoste è il 13 giugno, nel qual caso la prima domenica del secondo periodo del tempo ordinario è il 27 giugno o, dove la solennità del Santissimo Corpo e Sangue di Cristo è celebrata in domenica, il 4 luglio. | Seconda parte del tempo ordinario che si celebra dopo il tempo pasquale e prima del tempo d'Avvento del successivo anno liturgico. La prima data possibile per la Pentecoste è il 10 maggio, nel qual caso la prima domenica del secondo periodo del tempo ordinario è il 24 maggio (dato che la domenica del 17 maggio sarebbe la Solennità della Santissima Trinità) o, dove la solennità del Santissimo Corpo e Sangue di Cristo è celebrata in domenica, il 31 maggio. L'ultima data possibile per la Pentecoste è il 13 giugno, nel qual caso la prima domenica del secondo periodo del tempo ordinario è il 27 giugno o, dove la solennità del Santissimo Corpo e Sangue di Cristo è celebrata in domenica, il 4 luglio.                                                        | verde            | Trentaduesima domenica del tempo ordinario. |
| Seconda parte del tempo ordinario che si celebra dopo il tempo pasquale e prima del tempo d'Avvento del successivo anno liturgico. La prima data possibile per la Pentecoste è il 10 maggio, nel qual caso la prima domenica del secondo periodo del tempo ordinario è il 24 maggio (dato che la domenica del 17 maggio sarebbe la Solennità della Santissima Trinità) o, dove la solennità del Santissimo Corpo e Sangue di Cristo è celebrata in domenica, il 31 maggio. L'ultima data possibile per la Pentecoste è il 13 giugno, nel qual caso la prima domenica del secondo periodo del tempo ordinario è il 27 giugno o, dove la solennità del Santissimo Corpo e Sangue di Cristo è celebrata in domenica, il 4 luglio. | Seconda parte del tempo ordinario che si celebra dopo il tempo pasquale e prima del tempo d'Avvento del successivo anno liturgico. La prima data possibile per la Pentecoste è il 10 maggio, nel qual caso la prima domenica del secondo periodo del tempo ordinario è il 24 maggio (dato che la domenica del 17 maggio sarebbe la Solennità della Santissima Trinità) o, dove la solennità del Santissimo Corpo e Sangue di Cristo è celebrata in domenica, il 31 maggio. L'ultima data possibile per la Pentecoste è il 13 giugno, nel qual caso la prima domenica del secondo periodo del tempo ordinario è il 27 giugno o, dove la solennità del Santissimo Corpo e Sangue di Cristo è celebrata in domenica, il 4 luglio.                                                        | verde            | Trentatreesima domenica del tempo ordinario. |
| Seconda parte del tempo ordinario che si celebra dopo il tempo pasquale e prima del tempo d'Avvento del successivo anno liturgico. La prima data possibile per la Pentecoste è il 10 maggio, nel qual caso la prima domenica del secondo periodo del tempo ordinario è il 24 maggio (dato che la domenica del 17 maggio sarebbe la Solennità della Santissima Trinità) o, dove la solennità del Santissimo Corpo e Sangue di Cristo è celebrata in domenica, il 31 maggio. L'ultima data possibile per la Pentecoste è il 13 giugno, nel qual caso la prima domenica del secondo periodo del tempo ordinario è il 27 giugno o, dove la solennità del Santissimo Corpo e Sangue di Cristo è celebrata in domenica, il 4 luglio. | Seconda parte del tempo ordinario che si celebra dopo il tempo pasquale e prima del tempo d'Avvento del successivo anno liturgico. La prima data possibile per la Pentecoste è il 10 maggio, nel qual caso la prima domenica del secondo periodo del tempo ordinario è il 24 maggio (dato che la domenica del 17 maggio sarebbe la Solennità della Santissima Trinità) o, dove la solennità del Santissimo Corpo e Sangue di Cristo è celebrata in domenica, il 31 maggio. L'ultima data possibile per la Pentecoste è il 13 giugno, nel qual caso la prima domenica del secondo periodo del tempo ordinario è il 27 giugno o, dove la solennità del Santissimo Corpo e Sangue di Cristo è celebrata in domenica, il 4 luglio.                                                        | verde            | Trentaquattresima (ultima) settimana del tempo ordinario. |
| Seconda parte del tempo ordinario che si celebra dopo il tempo pasquale e prima del tempo d'Avvento del successivo anno liturgico. La prima data possibile per la Pentecoste è il 10 maggio, nel qual caso la prima domenica del secondo periodo del tempo ordinario è il 24 maggio (dato che la domenica del 17 maggio sarebbe la Solennità della Santissima Trinità) o, dove la solennità del Santissimo Corpo e Sangue di Cristo è celebrata in domenica, il 31 maggio. L'ultima data possibile per la Pentecoste è il 13 giugno, nel qual caso la prima domenica del secondo periodo del tempo ordinario è il 27 giugno o, dove la solennità del Santissimo Corpo e Sangue di Cristo è celebrata in domenica, il 4 luglio. | Seconda parte del tempo ordinario che si celebra dopo il tempo pasquale e prima del tempo d'Avvento del successivo anno liturgico. La prima data possibile per la Pentecoste è il 10 maggio, nel qual caso la prima domenica del secondo periodo del tempo ordinario è il 24 maggio (dato che la domenica del 17 maggio sarebbe la Solennità della Santissima Trinità) o, dove la solennità del Santissimo Corpo e Sangue di Cristo è celebrata in domenica, il 31 maggio. L'ultima data possibile per la Pentecoste è il 13 giugno, nel qual caso la prima domenica del secondo periodo del tempo ordinario è il 27 giugno o, dove la solennità del Santissimo Corpo e Sangue di Cristo è celebrata in domenica, il 4 luglio.                                                        | bianco           | Solennità della Natività di san Giovanni Battista, il 24 giugno. |
| Seconda parte del tempo ordinario che si celebra dopo il tempo pasquale e prima del tempo d'Avvento del successivo anno liturgico. La prima data possibile per la Pentecoste è il 10 maggio, nel qual caso la prima domenica del secondo periodo del tempo ordinario è il 24 maggio (dato che la domenica del 17 maggio sarebbe la Solennità della Santissima Trinità) o, dove la solennità del Santissimo Corpo e Sangue di Cristo è celebrata in domenica, il 31 maggio. L'ultima data possibile per la Pentecoste è il 13 giugno, nel qual caso la prima domenica del secondo periodo del tempo ordinario è il 27 giugno o, dove la solennità del Santissimo Corpo e Sangue di Cristo è celebrata in domenica, il 4 luglio. | Seconda parte del tempo ordinario che si celebra dopo il tempo pasquale e prima del tempo d'Avvento del successivo anno liturgico. La prima data possibile per la Pentecoste è il 10 maggio, nel qual caso la prima domenica del secondo periodo del tempo ordinario è il 24 maggio (dato che la domenica del 17 maggio sarebbe la Solennità della Santissima Trinità) o, dove la solennità del Santissimo Corpo e Sangue di Cristo è celebrata in domenica, il 31 maggio. L'ultima data possibile per la Pentecoste è il 13 giugno, nel qual caso la prima domenica del secondo periodo del tempo ordinario è il 27 giugno o, dove la solennità del Santissimo Corpo e Sangue di Cristo è celebrata in domenica, il 4 luglio.                                                        | rosso            | Solennità dei Santi Pietro e Paolo apostoli il 29 giugno. |
| Seconda parte del tempo ordinario che si celebra dopo il tempo pasquale e prima del tempo d'Avvento del successivo anno liturgico. La prima data possibile per la Pentecoste è il 10 maggio, nel qual caso la prima domenica del secondo periodo del tempo ordinario è il 24 maggio (dato che la domenica del 17 maggio sarebbe la Solennità della Santissima Trinità) o, dove la solennità del Santissimo Corpo e Sangue di Cristo è celebrata in domenica, il 31 maggio. L'ultima data possibile per la Pentecoste è il 13 giugno, nel qual caso la prima domenica del secondo periodo del tempo ordinario è il 27 giugno o, dove la solennità del Santissimo Corpo e Sangue di Cristo è celebrata in domenica, il 4 luglio. | Seconda parte del tempo ordinario che si celebra dopo il tempo pasquale e prima del tempo d'Avvento del successivo anno liturgico. La prima data possibile per la Pentecoste è il 10 maggio, nel qual caso la prima domenica del secondo periodo del tempo ordinario è il 24 maggio (dato che la domenica del 17 maggio sarebbe la Solennità della Santissima Trinità) o, dove la solennità del Santissimo Corpo e Sangue di Cristo è celebrata in domenica, il 31 maggio. L'ultima data possibile per la Pentecoste è il 13 giugno, nel qual caso la prima domenica del secondo periodo del tempo ordinario è il 27 giugno o, dove la solennità del Santissimo Corpo e Sangue di Cristo è celebrata in domenica, il 4 luglio.                                                        | bianco           | Festa della Trasfigurazione del Signore, il 6 agosto. |
| Seconda parte del tempo ordinario che si celebra dopo il tempo pasquale e prima del tempo d'Avvento del successivo anno liturgico. La prima data possibile per la Pentecoste è il 10 maggio, nel qual caso la prima domenica del secondo periodo del tempo ordinario è il 24 maggio (dato che la domenica del 17 maggio sarebbe la Solennità della Santissima Trinità) o, dove la solennità del Santissimo Corpo e Sangue di Cristo è celebrata in domenica, il 31 maggio. L'ultima data possibile per la Pentecoste è il 13 giugno, nel qual caso la prima domenica del secondo periodo del tempo ordinario è il 27 giugno o, dove la solennità del Santissimo Corpo e Sangue di Cristo è celebrata in domenica, il 4 luglio. | Seconda parte del tempo ordinario che si celebra dopo il tempo pasquale e prima del tempo d'Avvento del successivo anno liturgico. La prima data possibile per la Pentecoste è il 10 maggio, nel qual caso la prima domenica del secondo periodo del tempo ordinario è il 24 maggio (dato che la domenica del 17 maggio sarebbe la Solennità della Santissima Trinità) o, dove la solennità del Santissimo Corpo e Sangue di Cristo è celebrata in domenica, il 31 maggio. L'ultima data possibile per la Pentecoste è il 13 giugno, nel qual caso la prima domenica del secondo periodo del tempo ordinario è il 27 giugno o, dove la solennità del Santissimo Corpo e Sangue di Cristo è celebrata in domenica, il 4 luglio.                                                        | bianco           | Solennità dell'Assunzione della beata Vergine Maria, il 15 agosto |
| Seconda parte del tempo ordinario che si celebra dopo il tempo pasquale e prima del tempo d'Avvento del successivo anno liturgico. La prima data possibile per la Pentecoste è il 10 maggio, nel qual caso la prima domenica del secondo periodo del tempo ordinario è il 24 maggio (dato che la domenica del 17 maggio sarebbe la Solennità della Santissima Trinità) o, dove la solennità del Santissimo Corpo e Sangue di Cristo è celebrata in domenica, il 31 maggio. L'ultima data possibile per la Pentecoste è il 13 giugno, nel qual caso la prima domenica del secondo periodo del tempo ordinario è il 27 giugno o, dove la solennità del Santissimo Corpo e Sangue di Cristo è celebrata in domenica, il 4 luglio. | Seconda parte del tempo ordinario che si celebra dopo il tempo pasquale e prima del tempo d'Avvento del successivo anno liturgico. La prima data possibile per la Pentecoste è il 10 maggio, nel qual caso la prima domenica del secondo periodo del tempo ordinario è il 24 maggio (dato che la domenica del 17 maggio sarebbe la Solennità della Santissima Trinità) o, dove la solennità del Santissimo Corpo e Sangue di Cristo è celebrata in domenica, il 31 maggio. L'ultima data possibile per la Pentecoste è il 13 giugno, nel qual caso la prima domenica del secondo periodo del tempo ordinario è il 27 giugno o, dove la solennità del Santissimo Corpo e Sangue di Cristo è celebrata in domenica, il 4 luglio.                                                        | rosso            | Festa dell'Esaltazione della Santa Croce, il 14 settembre. |
| Seconda parte del tempo ordinario che si celebra dopo il tempo pasquale e prima del tempo d'Avvento del successivo anno liturgico. La prima data possibile per la Pentecoste è il 10 maggio, nel qual caso la prima domenica del secondo periodo del tempo ordinario è il 24 maggio (dato che la domenica del 17 maggio sarebbe la Solennità della Santissima Trinità) o, dove la solennità del Santissimo Corpo e Sangue di Cristo è celebrata in domenica, il 31 maggio. L'ultima data possibile per la Pentecoste è il 13 giugno, nel qual caso la prima domenica del secondo periodo del tempo ordinario è il 27 giugno o, dove la solennità del Santissimo Corpo e Sangue di Cristo è celebrata in domenica, il 4 luglio. | Seconda parte del tempo ordinario che si celebra dopo il tempo pasquale e prima del tempo d'Avvento del successivo anno liturgico. La prima data possibile per la Pentecoste è il 10 maggio, nel qual caso la prima domenica del secondo periodo del tempo ordinario è il 24 maggio (dato che la domenica del 17 maggio sarebbe la Solennità della Santissima Trinità) o, dove la solennità del Santissimo Corpo e Sangue di Cristo è celebrata in domenica, il 31 maggio. L'ultima data possibile per la Pentecoste è il 13 giugno, nel qual caso la prima domenica del secondo periodo del tempo ordinario è il 27 giugno o, dove la solennità del Santissimo Corpo e Sangue di Cristo è celebrata in domenica, il 4 luglio.                                                        | verde            | Tempora d'Autunno, presso alcuni calendari particolari, quale ad esempio quello italiano, nei mercoledì, venerdì e sabato dopo la 3ª domenica di settembre, la quale cade sempre dopo l'Esaltazione della Santa Croce. |
| Seconda parte del tempo ordinario che si celebra dopo il tempo pasquale e prima del tempo d'Avvento del successivo anno liturgico. La prima data possibile per la Pentecoste è il 10 maggio, nel qual caso la prima domenica del secondo periodo del tempo ordinario è il 24 maggio (dato che la domenica del 17 maggio sarebbe la Solennità della Santissima Trinità) o, dove la solennità del Santissimo Corpo e Sangue di Cristo è celebrata in domenica, il 31 maggio. L'ultima data possibile per la Pentecoste è il 13 giugno, nel qual caso la prima domenica del secondo periodo del tempo ordinario è il 27 giugno o, dove la solennità del Santissimo Corpo e Sangue di Cristo è celebrata in domenica, il 4 luglio. | Seconda parte del tempo ordinario che si celebra dopo il tempo pasquale e prima del tempo d'Avvento del successivo anno liturgico. La prima data possibile per la Pentecoste è il 10 maggio, nel qual caso la prima domenica del secondo periodo del tempo ordinario è il 24 maggio (dato che la domenica del 17 maggio sarebbe la Solennità della Santissima Trinità) o, dove la solennità del Santissimo Corpo e Sangue di Cristo è celebrata in domenica, il 31 maggio. L'ultima data possibile per la Pentecoste è il 13 giugno, nel qual caso la prima domenica del secondo periodo del tempo ordinario è il 27 giugno o, dove la solennità del Santissimo Corpo e Sangue di Cristo è celebrata in domenica, il 4 luglio.                                                        | bianco           | Solennità di Tutti i Santi, il 1º novembre. |
| Seconda parte del tempo ordinario che si celebra dopo il tempo pasquale e prima del tempo d'Avvento del successivo anno liturgico. La prima data possibile per la Pentecoste è il 10 maggio, nel qual caso la prima domenica del secondo periodo del tempo ordinario è il 24 maggio (dato che la domenica del 17 maggio sarebbe la Solennità della Santissima Trinità) o, dove la solennità del Santissimo Corpo e Sangue di Cristo è celebrata in domenica, il 31 maggio. L'ultima data possibile per la Pentecoste è il 13 giugno, nel qual caso la prima domenica del secondo periodo del tempo ordinario è il 27 giugno o, dove la solennità del Santissimo Corpo e Sangue di Cristo è celebrata in domenica, il 4 luglio. | Seconda parte del tempo ordinario che si celebra dopo il tempo pasquale e prima del tempo d'Avvento del successivo anno liturgico. La prima data possibile per la Pentecoste è il 10 maggio, nel qual caso la prima domenica del secondo periodo del tempo ordinario è il 24 maggio (dato che la domenica del 17 maggio sarebbe la Solennità della Santissima Trinità) o, dove la solennità del Santissimo Corpo e Sangue di Cristo è celebrata in domenica, il 31 maggio. L'ultima data possibile per la Pentecoste è il 13 giugno, nel qual caso la prima domenica del secondo periodo del tempo ordinario è il 27 giugno o, dove la solennità del Santissimo Corpo e Sangue di Cristo è celebrata in domenica, il 4 luglio.                                                        | viola (o nero)   | Commemorazione di tutti i fedeli defunti, il 2 novembre. |
| Seconda parte del tempo ordinario che si celebra dopo il tempo pasquale e prima del tempo d'Avvento del successivo anno liturgico. La prima data possibile per la Pentecoste è il 10 maggio, nel qual caso la prima domenica del secondo periodo del tempo ordinario è il 24 maggio (dato che la domenica del 17 maggio sarebbe la Solennità della Santissima Trinità) o, dove la solennità del Santissimo Corpo e Sangue di Cristo è celebrata in domenica, il 31 maggio. L'ultima data possibile per la Pentecoste è il 13 giugno, nel qual caso la prima domenica del secondo periodo del tempo ordinario è il 27 giugno o, dove la solennità del Santissimo Corpo e Sangue di Cristo è celebrata in domenica, il 4 luglio. | Seconda parte del tempo ordinario che si celebra dopo il tempo pasquale e prima del tempo d'Avvento del successivo anno liturgico. La prima data possibile per la Pentecoste è il 10 maggio, nel qual caso la prima domenica del secondo periodo del tempo ordinario è il 24 maggio (dato che la domenica del 17 maggio sarebbe la Solennità della Santissima Trinità) o, dove la solennità del Santissimo Corpo e Sangue di Cristo è celebrata in domenica, il 31 maggio. L'ultima data possibile per la Pentecoste è il 13 giugno, nel qual caso la prima domenica del secondo periodo del tempo ordinario è il 27 giugno o, dove la solennità del Santissimo Corpo e Sangue di Cristo è celebrata in domenica, il 4 luglio.                                                        | bianco           | Festa della Dedicazione della Basilica Lateranense, il 9 novembre. |
| Seconda parte del tempo ordinario che si celebra dopo il tempo pasquale e prima del tempo d'Avvento del successivo anno liturgico. La prima data possibile per la Pentecoste è il 10 maggio, nel qual caso la prima domenica del secondo periodo del tempo ordinario è il 24 maggio (dato che la domenica del 17 maggio sarebbe la Solennità della Santissima Trinità) o, dove la solennità del Santissimo Corpo e Sangue di Cristo è celebrata in domenica, il 31 maggio. L'ultima data possibile per la Pentecoste è il 13 giugno, nel qual caso la prima domenica del secondo periodo del tempo ordinario è il 27 giugno o, dove la solennità del Santissimo Corpo e Sangue di Cristo è celebrata in domenica, il 4 luglio. | Seconda parte del tempo ordinario che si celebra dopo il tempo pasquale e prima del tempo d'Avvento del successivo anno liturgico. La prima data possibile per la Pentecoste è il 10 maggio, nel qual caso la prima domenica del secondo periodo del tempo ordinario è il 24 maggio (dato che la domenica del 17 maggio sarebbe la Solennità della Santissima Trinità) o, dove la solennità del Santissimo Corpo e Sangue di Cristo è celebrata in domenica, il 31 maggio. L'ultima data possibile per la Pentecoste è il 13 giugno, nel qual caso la prima domenica del secondo periodo del tempo ordinario è il 27 giugno o, dove la solennità del Santissimo Corpo e Sangue di Cristo è celebrata in domenica, il 4 luglio.                                                        | bianco           | Solennità di Nostro Signore Gesù Cristo Re dell'Universo, nell'ultima domenica dell'anno liturgico ossia la 34ª domenica del Tempo Ordinario. Il sabato seguente, che cade tra il 26 novembre e il 2 dicembre, terminano il tempo ordinario e l'anno liturgico. |

### Schema dell'anno liturgico nel Messale Romano del 1962
Il Breviarium Romanum del 1960 e il Missale Romanum del 1962 adottano lo stesso calendario, che introduce importanti variazioni rispetto al calendario previgente, ma mantiene inalterata la struttura dell'anno liturgico. 
- Il tempo d'Avvento decorre dai primi Vespri della I domenica d'Avvento fino a nona compresa della vigilia della Natività: in alcuni commentari è descritto come il tempo che rappresenta simbolicamente i tempi dell'Antico Testamento.
- Il tempo natalizio decorre dai primi Vespri della Natività fino al 13 gennaio compreso. Quest'arco di tempo comprende:

a) il tempo della Natività, che decorre dai primi Vespri della Natività del Signore fino a Nona compresa del 5 gennaio;
b) il tempo dell'Epifania, che decorre dai primi vespri dell'Epifania del Signore fino al 13 gennaio compreso.
- Il Tempo di Settuagesima è un tempo liturgico penitenziale di preparazione alla Quaresima. Esso decorre dai primi vespri della domenica di Settuagesima fino a dopo Compieta del martedì della settimana di Quinquagesima. Al suo interno vi sono tre domeniche che sono rispettivamente denominate di Settuagesima, Sessagesima, e Quinquagesima poiché traggono il loro nome dal numero approssimato di giorni di distanza dalla Pasqua. Esse sono nell'ordine la terza, la seconda e la prima domenica prima della Quaresima. Anticamente in questo tempo si iniziava l'astinenza dalle carni, per cui era chiamato anche Tempo di Carnevale.
- Il tempo quaresimale decorre dal Mattutino del mercoledì delle ceneri fino alla Messa della Vigilia pasquale esclusa. Quest'arco di tempo comprende:

a) il tempo di Quaresima, che decorre dal Mattutino del mercoledì delle ceneri fino a Nona compresa del sabato che precede la I domenica di Passione;
b) il tempo di Passione, più austero del precedente, che decorre dai primi vespri della I domenica di passione, ossia due settimane prima della Pasqua, fino alla Messa della Vigilia pasquale esclusa. La settimana che va dalla II domenica di Passione o domenica delle palme fino al sabato santo compreso si dice Settimana santa; gli ultimi tre giorni di tale settimana si chiamano Triduo sacro. Dalla Domenica di Passione, fino al sabato dopo Pentecoste si può soddisfare il precetto pasquale, ovvero l'obbligo di comunicarsi almeno una volta l'anno.
- Il tempo pasquale decorre dall'inizio della Messa della Vigilia pasquale fino a nona compresa del sabato nell'ottava di Pentecoste. Quest'arco di tempo comprende:

a) il tempo di Pasqua, che decorre dall'inizio della Messa della Vigilia pasquale fino a nona compresa della vigilia dell'Ascensione;
b) il tempo dell'Ascensione, che decorre dai primi vespri dell'Ascensione del Signore fino a nona compresa della vigilia di Pentecoste;
c) l'ottava di Pentecoste, che decorre dalla Messa della Vigilia di Pentecoste fino a nona compresa del sabato seguente.
- Non esiste il "tempo ordinario".

Le domeniche dopo l'Epifania sono celebrate dal 14 gennaio fino alla domenica che precede la domenica di Settuagesima. Sono un minimo di una fino ad un massimo di sei domeniche. 
Le domeniche dopo Pentecoste, decorrono dalla I domenica dopo Pentecoste fino alla domenica che precede la I domenica d'Avvento. In questo lungo periodo possono cadere da 23 a 28 domeniche. Il Messale presenta ventiquattro domeniche, delle quali l'ultima è chiamata Dominica XXIV et ultima post Pentecosten. Se le domeniche fossero solo ventitré, evenienza che capita quando la Pasqua cade il 24 o il 25 aprile, viene omessa la domenica XXIII. Se le domeniche sono più di ventiquattro, prima della domenica XXIV, che è sempre l'ultima dell'anno liturgico, si celebrano le domeniche tralasciate dopo l'Epifania, inserendole a ritroso partendo dalla VI dopo l'Epifania come penultima dell'anno liturgico fino eventualmente alla III dopo l'Epifania come quintultima dell'anno liturgico. Se ad esempio nel periodo dopo la Pentecoste cadono 26 domeniche, dopo la XXIII domenica dopo Pentecoste si celebra la V dopo l'Epifania, poi la VI dopo l'Epifania e quindi la XXIV domenica dopo Pentecoste. Se le domeniche cadono nella data di una festa prevalente, se ne fa la commemorazione, ossia si dice la messa della festa, aggiungendo le orazioni (colletta, secreta e postcommunio) della domenica. In alcuni commentari le domeniche dopo Pentecoste sono descritte come un periodo che rappresenta simbolicamente i tempi della presenza della Chiesa sulla terra.

#### Alcune differenze tra i calendari
- Diversità della data della fine del Tempo di Natale; uso della denominazione "tempo ordinario" o tempus per annum. Per altri esempi delle differenze vedi Tabella dei giorni liturgici.
- Il 1º gennaio si celebra in tutti e due i calendari la ricorrenza dell'Ottava di Natale, direttamente nel calendario del Breviarium Romanum del 1960 e del Missale Romanum del 1962 con la denominazione di "In octava Nativitatis Domini" con il grado di festa di prima classe[23] e indirettamente nel calendario del 1969 in quanto in esso si celebra la solennità di Maria Santissima Madre di Dio "Nell'Ottava di Natale": in tutti e due i casi nel Vangelo della messa si fa menzione della Circoncisione di Gesù Cristo.
- Nella domenica eventualmente cadente tra il 2 e il 5 gennaio compresi si celebra nel calendario del 1969 la Domenica II dopo Natale (che nel calendario precedente non esiste) oppure, nelle regioni in cui l'Epifania non è di precetto, la stessa solennità dell'Epifania. Nel calendario del Messale del 1962 si celebra invece la festa di seconda classe del Santissimo Nome di Gesù (che in assenza di tale domenica si celebra il 2 gennaio).[24] Nel calendario del 1969, la memoria del Santissimo Nome di Gesù si celebra facoltativamente il 3 gennaio.
- La festa della Sacra Famiglia si celebra nel calendario della messa tridentina dal 1921 nella domenica fra l'ottava dell'Epifania. Al Battesimo del Signore non è dedicata una festa nel calendario del Messale del 1962, ma viene ricordato nell'ottava dell'Epifania.
- Il Tempo di Settuagesima del calendario del Messale del 1962 non è conservato nel calendario del 1969, in cui le tre domeniche che precedono la Quaresima sono domeniche del tempo ordinario.
- Fatte salve le differenze circa la durata temporale, il tempo quaresimale (che secondo il Codice delle Rubriche del Breviario e del Messale Romano si distingue dal Tempo di Quaresima)[25] del calendario della messa tridentina corrisponde al tempo di Quaresima del calendario del 1969, e il tempo di passione corrisponde alle due ultime settimane quaresimali del calendario del 1969.
- Il 1º luglio si celebra la festa del Preziosissimo Sangue di Gesù, introdotta nel 1849.
- L'ultima domenica di ottobre si celebra la festa di Cristo Re dell'Universo, introdotta nel 1925. Nel calendario del 1969 la solennità di Cristo Re cade l'ultima domenica dell'anno liturgico.
- Se il 2 novembre cade di domenica, la Commemorazione dei defunti viene spostata al 3 novembre.
- Tra le modifiche introdotte dal calendario del Messale del 1962 rispetto a quello tridentino precedente si possono menzionare l'abolizione delle vigilie, tranne quelle di Pasqua, Natale, Ascensione, Pentecoste, Santi Pietro e Paolo, San Giovanni Battista, San Lorenzo e l'Assunzione di Maria; delle ottave, tranne quelle di Pasqua, Natale e Pentecoste, e di diverse feste, quali la Solennità di San Giuseppe Sposo della Beata Vergine Maria (mercoledì dopo la seconda domenica dopo Pasqua), la Cattedra di San Pietro a Roma (18 gennaio), l'Invenzione della Santa Croce (3 maggio), San Giovanni davanti alla Porta Latina (6 maggio), l'Apparizione di San Michele (8 maggio), San Pietro in Vincoli (1º agosto) e l'Invenzione delle Reliquie di Santo Stefano (3 agosto).

## Rito ambrosiano
Il calendario del rito ambrosiano è per molti aspetti simile a quello del rito romano. Se ne differenzia essenzialmente per la diversa durata di Avvento (6 domeniche invece di 4) e Quaresima (che inizia direttamente con la Prima domenica di Quaresima, e non dal Mercoledì delle Ceneri del rito romano).
Inoltre, alcune ricorrenze ambrosiane cadono in date differenti da quelle romane: la festa della Santa Famiglia si celebra, ad esempio, l'ultima domenica di gennaio (e non nella cosiddetta "Domenica tra l'Ottava di Natale"); e il primo gennaio non si commemora Maria Madre di Dio (lo si fa, invece, nella sesta domenica di Avvento), ma si celebra piuttosto l'Ottavo giorno del Natale nella circoncisione di Cristo.
Tuttavia, non è presente nel rito ambrosiano la distinzione di tempi forti e tempo ordinario, essendo visto tutto l'anno liturgico come un unico percorso, che dal mistero dell'Incarnazione (Avvento, Tempo Natalizio-Epifanico, Epifania e tempo successivo), attraverso il fondamentale mistero della Pasqua del Signore (Quaresima, Settimana Autentica, Triduo di Pasqua, Tempo Pasquale) approda al mistero della Pentecoste (Pentecoste e tempo successivo, Martirio di San Giovanni il Precursore e tempo successivo, Dedicazione della Cattedrale e tempo successivo). Rispetto al rito romano, è evidente in particolare la differenza dei colori liturgici: nel rito ambrosiano per tutto il tempo di Pentecoste e del Precursore viene utilizzato il colore rosso, mentre il verde è utilizzato solo dopo l'Epifania (all'incirca gennaio e febbraio) e dopo la Dedicazione (da metà ottobre a metà novembre).
Un'altra importante differenza tra i due calendari è data dalla preminenza pressoché totale dalla celebrazione della domenica su ogni altra ricorrenza; una caratteristica dovuta all'impronta fortemente cristocentrica del rito ambrosiano che risente della lotta condotta contro l'eresia ariana da Sant'Ambrogio. In virtù di tale impostazione la domenica, Pasqua settimanale che celebra la Risurrezione di Cristo, cede la sua precedenza celebrativa solo alle feste o alle solennità del Signore, il che fa sì che, quando solennità anche importanti della Beata Vergine Maria o dei Santi (come la solennità dell'Assunzione il 15 agosto o dei Santi Pietro e Paolo il 29 giugno) cadono in domenica, esse vengano trasferite e celebrate, per quell'anno, il lunedì successivo.

### Struttura generale dell'anno liturgico secondo il rito ambrosiano
- La prima domenica successiva alla memoria liturgica di San Martino (11 novembre) inizia l'Avvento Ambrosiano che conta sei domeniche, l'ultima delle quali celebra la Divina Maternità di Maria. Il colore liturgico proprio del tempo è il morello (simile al viola romano, ma di tonalità più scura) ad eccezione della domenica della Divina Maternità in cui si usa il bianco.
  - Negli anni in cui l'Avvento inizia il 12 novembre, al computo delle domeniche prima di Natale se ne aggiunge una settima, detta Domenica Prenatalizia, che cade il 24 dicembre.
  - Dal 17 dicembre, o dal 18 se il 17 cade in domenica, si interrompe la serie delle ferie d'Avvento e si inizia la serie delle Ferie Prenatalizie, dette «de Exceptato»: sette ferie numerate secondo l'ordine progressivo che vengono celebrate in sequenza, dal 17 al 24 dicembre, interrompendosi per la domenica e riprendendo il lunedì successivo.
- Dalla Messa vigiliare di Natale la sera del 24 dicembre inizia il Tempo di Natale che si protrae fino alla domenica successiva al 6 gennaio, in cui si celebra la festa del Battesimo di Gesù. Il colore liturgico proprio del tempo è il bianco. La struttura del tempo di Natale si differenzia rispetto al rito romano per l'assenza della festa della Santa Famiglia e per la celebrazione, il 1º gennaio, della solennità della Circoncisione di Gesù, con colore liturgico rosso.
- Dal lunedì successivo la festa del Battesimo di Gesù inizia il tempo dopo l'Epifania, che può durare dalle quattro alle nove settimane a seconda della data della Pasqua e del conseguente inizio della Quaresima. Il colore liturgico proprio del tempo è il verde.
  - All'interno del tempo dopo l'Epifania si collocano la festa della Santa Famiglia, l'ultima domenica di gennaio, la festa della Presentazione del Signore il 2 febbraio (che essendo una festa del Signore è una delle poche celebrazioni che, quando cade in domenica, prevale sulla domenica stessa) e le due domeniche della Divina Clemenza e del Perdono, rispettivamente la penultima e l'ultima domenica prima della Quaresima.
- La Quaresima inizia la sesta domenica antecedente la Pasqua; la domenica che, nel rito romano, segue il mercoledì delle ceneri. Il colore liturgico proprio del tempo è il morello ma nelle ferie dal lunedì al venerdì si possono facoltativamente usare i paramenti neri. Durante la Quaresima è sospesa ogni altra celebrazione, ad eccezione delle solennità di San Giuseppe (19 marzo) e dell'Annunciazione del Signore (25 marzo) a meno che non cadano di domenica, nel qual caso si trasferiscono al lunedì successivo, o nel periodo che intercorre tra il sabato antecedente la Domenica delle Palme e la Domenica di Pasqua (in questo caso si trasferiscono al lunedì, ed eventualmente se trasferite entrambe al martedì, successivi alla II Domenica di Pasqua). Tutti i venerdì di Quaresima sono aneucaristici e non si celebra alcuna Messa.
  - Le domeniche di Quaresima prendono il nome dal brano evangelico che viene proclamato. A partire dalla seconda domenica abbiamo quindi la Domenica della Samaritana, la Domenica di Abramo, la Domenica del Cieco e infine la Domenica di Lazzaro.
  - Il giorno proprio per l'imposizione delle ceneri nel rito ambrosiano è il lunedì successivo alla domenica di inizio Quaresima, in rispetto dell'usanza che prevede che le domeniche, anche se di Quaresima, non debbano essere giorni penitenziali. Tuttavia, per favorire una maggiore partecipazione di fedeli, è ormai invalso l'uso di imporre le ceneri anche la domenica, al termine delle Messe festive oppure in un rito apposito durante la giornata.
  - Il sabato antecedente la Domenica delle Palme è detto sabato in Traditione Symboli e ricorda la pratica della consegna del simbolo apostolico ai catecumeni che avrebbero ricevuto il Battesimo la notte di Pasqua. Nelle celebrazioni del giorno si usano i paramenti rossi
  - La settimana santa nel rito ambrosiano è detta settimana autentica e il colore proprio, per tutte le celebrazioni dalla Domenica delle Palme alla mattina del Sabato Santo, è il rosso
  - Il tempo di Quaresima propriamente detto termina con la celebrazione della Messa nella Cena del Signore la sera del Giovedì Santo, quando inizia il Triduo Pasquale. Il computo ambrosiano dei quaranta giorni coincide infatti esattamente con il periodo che va dalla prima domenica di Quaresima al Giovedì Santo
- Il tempo di Pasqua computa cinquanta giorni, perfettamente sovrapponibili al rito romano. Il colore proprio del tempo è il bianco. In seguito alla riforma del lezionario e del calendario del 2008 la solennità dell'Ascensione è stata riportata al giorno proprio del 40º giorno dopo Pasqua e cade perciò il giovedì successivo alla sesta domenica di Pasqua. Il tempo di Pasqua si conclude con la domenica di Pentecoste.
- Dal lunedì successivo la domenica di Pentecoste inizia il tempo dopo Pentecoste, che si divide in tre sezioni:
  - Le settimane dopo Pentecoste, che vanno dal lunedì dopo Pentecoste alla settimana che comprende la festa liturgica del Martirio di San Giovanni Battista (29 agosto, oppure 1º settembre se il 29 agosto cade in domenica). Il numero di settimane dopo Pentecoste varia da un minimo di dodici a un massimo di sedici a seconda della data della Pasqua. Il colore liturgico proprio è il rosso.
  - Le settimane dopo il Martirio di San Giovanni, che vanno dalla domenica successiva la festa liturgica del Martirio di San Giovanni al sabato che precede la terza domenica di ottobre. Possono essere sei o sette domeniche. Il colore liturgico proprio è il rosso.
  - La terza domenica di ottobre si celebra la solennità della Dedicazione del Duomo di Milano. Da questa domenica inizia l'ultima sezione del Tempo dopo Pentecoste costituito dalle Settimane dopo la Dedicazione del Duomo, che sono sempre quattro e vanno dalla terza domenica di ottobre al sabato precedente la prima Domenica di Avvento, inizio del nuovo anno liturgico. Il colore proprio delle settimane dopo la Dedicazione è il verde. Nell'ultima domenica dell'anno liturgico, come nel rito romano, si celebra la solennità di Cristo Re dell'Universo (anche se, a motivo della diversa durata dell'Avvento, cade due domeniche prima rispetto al calendario romano).

### Schema
| Tempi | Suddivisione | Colore liturgico | Ricorrenze principali fra cui le solennità, le domeniche e le feste del Signore. |
| --- | --- | ---------------- | --- |
| Tempo di Avvento. Il tempo di Avvento inizia con i primi vespri della domenica successiva alla festa liturgica di San Martino (11 novembre) e termina dopo l'Ora Nona del 24 dicembre. Come nel rito romano, il tempo di Avvento ambrosiano mantiene il duplice carattere messianico ed escatologico. Nella liturgia del tempo di Avvento si omette il Gloria alle celebrazioni domenicali (ma non nelle celebrazioni delle feste e delle solennità che cadono nel tempo di Avvento). | Periodo di Preparazione remota al Natale. Le prime cinque settimane di Avvento danno maggiore rilevanza al carattere escatologico, reso evidente soprattutto dalla pericope evangelica prevista per la prima domenica: la descrizione dei segni che devono precedere e accompagnare la fine dei tempi tratta, a seconda del ciclo triennale delle letture, dal testo di Matteo, di Marco o di Luca. Con la riforma del lezionario del 2008, ciascuna delle cinque domeniche si concentra su un tema particolare, sottolineato dall'ordinamento previsto per le letture.                                                                                  | morello          | Prima domenica d'Avvento: cade nella prima domenica immediatamente successiva all'11 novembre, e perciò nella domenica che occorre tra il 12 e il 18 novembre. Il tema della prima domenica è "La venuta del Signore". |
| Tempo di Avvento. Il tempo di Avvento inizia con i primi vespri della domenica successiva alla festa liturgica di San Martino (11 novembre) e termina dopo l'Ora Nona del 24 dicembre. Come nel rito romano, il tempo di Avvento ambrosiano mantiene il duplice carattere messianico ed escatologico. Nella liturgia del tempo di Avvento si omette il Gloria alle celebrazioni domenicali (ma non nelle celebrazioni delle feste e delle solennità che cadono nel tempo di Avvento). | Periodo di Preparazione remota al Natale. Le prime cinque settimane di Avvento danno maggiore rilevanza al carattere escatologico, reso evidente soprattutto dalla pericope evangelica prevista per la prima domenica: la descrizione dei segni che devono precedere e accompagnare la fine dei tempi tratta, a seconda del ciclo triennale delle letture, dal testo di Matteo, di Marco o di Luca. Con la riforma del lezionario del 2008, ciascuna delle cinque domeniche si concentra su un tema particolare, sottolineato dall'ordinamento previsto per le letture.                                                                                  | morello          | Il tema della seconda domenica di Avvento è "I figli del Regno". Cade nella domenica compresa tra il 19 e il 25 novembre. |
| Tempo di Avvento. Il tempo di Avvento inizia con i primi vespri della domenica successiva alla festa liturgica di San Martino (11 novembre) e termina dopo l'Ora Nona del 24 dicembre. Come nel rito romano, il tempo di Avvento ambrosiano mantiene il duplice carattere messianico ed escatologico. Nella liturgia del tempo di Avvento si omette il Gloria alle celebrazioni domenicali (ma non nelle celebrazioni delle feste e delle solennità che cadono nel tempo di Avvento). | Periodo di Preparazione remota al Natale. Le prime cinque settimane di Avvento danno maggiore rilevanza al carattere escatologico, reso evidente soprattutto dalla pericope evangelica prevista per la prima domenica: la descrizione dei segni che devono precedere e accompagnare la fine dei tempi tratta, a seconda del ciclo triennale delle letture, dal testo di Matteo, di Marco o di Luca. Con la riforma del lezionario del 2008, ciascuna delle cinque domeniche si concentra su un tema particolare, sottolineato dall'ordinamento previsto per le letture.                                                                                  | morello          | Terza domenica di Avvento dal tema "Le profezie adempiute". Cade nella domenica compresa tra il 26 novembre e il 2 dicembre. |
| Tempo di Avvento. Il tempo di Avvento inizia con i primi vespri della domenica successiva alla festa liturgica di San Martino (11 novembre) e termina dopo l'Ora Nona del 24 dicembre. Come nel rito romano, il tempo di Avvento ambrosiano mantiene il duplice carattere messianico ed escatologico. Nella liturgia del tempo di Avvento si omette il Gloria alle celebrazioni domenicali (ma non nelle celebrazioni delle feste e delle solennità che cadono nel tempo di Avvento). | Periodo di Preparazione remota al Natale. Le prime cinque settimane di Avvento danno maggiore rilevanza al carattere escatologico, reso evidente soprattutto dalla pericope evangelica prevista per la prima domenica: la descrizione dei segni che devono precedere e accompagnare la fine dei tempi tratta, a seconda del ciclo triennale delle letture, dal testo di Matteo, di Marco o di Luca. Con la riforma del lezionario del 2008, ciascuna delle cinque domeniche si concentra su un tema particolare, sottolineato dall'ordinamento previsto per le letture.                                                                                  | morello          | Quarta domenica di Avvento ("L'ingresso del Messia"): la liturgia ambrosiana proclama in questa domenica il Vangelo dell'ingresso di Gesù a Gerusalemme caratteristico della Domenica delle Palme, ricollegando così il mistero del Natale a quello centrale della Pasqua. Cade nella domenica compresa tra il 3 e il 9 dicembre. |
| Tempo di Avvento. Il tempo di Avvento inizia con i primi vespri della domenica successiva alla festa liturgica di San Martino (11 novembre) e termina dopo l'Ora Nona del 24 dicembre. Come nel rito romano, il tempo di Avvento ambrosiano mantiene il duplice carattere messianico ed escatologico. Nella liturgia del tempo di Avvento si omette il Gloria alle celebrazioni domenicali (ma non nelle celebrazioni delle feste e delle solennità che cadono nel tempo di Avvento). | Periodo di Preparazione remota al Natale. Le prime cinque settimane di Avvento danno maggiore rilevanza al carattere escatologico, reso evidente soprattutto dalla pericope evangelica prevista per la prima domenica: la descrizione dei segni che devono precedere e accompagnare la fine dei tempi tratta, a seconda del ciclo triennale delle letture, dal testo di Matteo, di Marco o di Luca. Con la riforma del lezionario del 2008, ciascuna delle cinque domeniche si concentra su un tema particolare, sottolineato dall'ordinamento previsto per le letture.                                                                                  | bianco           | Solennità di Sant'Ambrogio e dell'Immacolata Concezione di Maria. Il 7 dicembre cade la solennità dell'Ordinazione di Sant'Ambrogio, patrono principale della città e dell'Arcidiocesi di Milano. L'8 dicembre la solennità dell'Immacolata Concezione di Maria. A motivo dell'impronta fortemente cristocentrica del rito ambrosiano (che considera la celebrazione della domenica, in quanto Pasqua settimanale, preminente rispetto ad ogni altra celebrazione) queste due solennità non cedono la loro precedenza alla quarta domenica di Avvento. Negli anni in cui la quarta domenica di Avvento cade il 7 dicembre, la solennità di Sant'Ambrogio viene anticipata al sabato 6 dicembre. Negli anni in cui la quarta domenica di Avvento cade l'8 dicembre, la solennità dell'Immacolata Concezione si celebra il lunedì 9 dicembre. |
| Tempo di Avvento. Il tempo di Avvento inizia con i primi vespri della domenica successiva alla festa liturgica di San Martino (11 novembre) e termina dopo l'Ora Nona del 24 dicembre. Come nel rito romano, il tempo di Avvento ambrosiano mantiene il duplice carattere messianico ed escatologico. Nella liturgia del tempo di Avvento si omette il Gloria alle celebrazioni domenicali (ma non nelle celebrazioni delle feste e delle solennità che cadono nel tempo di Avvento). | Periodo di Preparazione remota al Natale. Le prime cinque settimane di Avvento danno maggiore rilevanza al carattere escatologico, reso evidente soprattutto dalla pericope evangelica prevista per la prima domenica: la descrizione dei segni che devono precedere e accompagnare la fine dei tempi tratta, a seconda del ciclo triennale delle letture, dal testo di Matteo, di Marco o di Luca. Con la riforma del lezionario del 2008, ciascuna delle cinque domeniche si concentra su un tema particolare, sottolineato dall'ordinamento previsto per le letture.                                                                                  | morello          | Quinta domenica di Avvento: con il tema "Il Precursore" si introduce la figura di Giovanni Battista come ultimo profeta e immediato precursore del Messia. Cade nella domenica compresa tra il 10 e il 16 dicembre. |
| Tempo di Avvento. Il tempo di Avvento inizia con i primi vespri della domenica successiva alla festa liturgica di San Martino (11 novembre) e termina dopo l'Ora Nona del 24 dicembre. Come nel rito romano, il tempo di Avvento ambrosiano mantiene il duplice carattere messianico ed escatologico. Nella liturgia del tempo di Avvento si omette il Gloria alle celebrazioni domenicali (ma non nelle celebrazioni delle feste e delle solennità che cadono nel tempo di Avvento). | Periodo di Preparazione immediata al Natale. L'ultima parte del tempo di Avvento (dal 17 dicembre) introduce alla celebrazione della nascita di Gesù attraverso una catechesi veterotestamentaria che si concentra sulla discendenza davidica del Cristo. All'interno del periodo di preparazione immediata si colloca anche l'ultima domenica, nella quale la Chiesa Ambrosiana celebra la Maternità Divina di Maria, il cui mistero - anche temporalmente - anticipa l'ormai imminente Natale. | morello          | Ferie prenatalizie «de Exceptato»: a partire dal 17 dicembre (oppure dal 18 dicembre se il 17 cade in domenica). Vengono celebrate, secondo la sequenza numerica, le sette ferie prenatalizie «dell'Accolto», dette anche «de Exceptato», che introducono direttamente alla nascita di Gesù secondo la carne umana. Quando la sesta domenica di Avvento non cade il 17 dicembre, la sequenza delle ferie prenatalizie si interrompe la domenica e ricomincia dal lunedì successivo riprendendo, senza soluzione di continuità, l'ordine numerico raggiunto fino al sabato precedente. |
| Tempo di Avvento. Il tempo di Avvento inizia con i primi vespri della domenica successiva alla festa liturgica di San Martino (11 novembre) e termina dopo l'Ora Nona del 24 dicembre. Come nel rito romano, il tempo di Avvento ambrosiano mantiene il duplice carattere messianico ed escatologico. Nella liturgia del tempo di Avvento si omette il Gloria alle celebrazioni domenicali (ma non nelle celebrazioni delle feste e delle solennità che cadono nel tempo di Avvento). | Periodo di Preparazione immediata al Natale. L'ultima parte del tempo di Avvento (dal 17 dicembre) introduce alla celebrazione della nascita di Gesù attraverso una catechesi veterotestamentaria che si concentra sulla discendenza davidica del Cristo. All'interno del periodo di preparazione immediata si colloca anche l'ultima domenica, nella quale la Chiesa Ambrosiana celebra la Maternità Divina di Maria, il cui mistero - anche temporalmente - anticipa l'ormai imminente Natale. | bianco           | Nella sesta e - di norma - ultima domenica di Avvento, che cade nella domenica compresa tra il 17 e il 23 dicembre, la Chiesa Ambrosiana celebra la Divina Maternità di Maria (mistero che nel calendario romano è invece posticipato a dopo il Natale e celebrato il 1º gennaio). |
| Tempo di Avvento. Il tempo di Avvento inizia con i primi vespri della domenica successiva alla festa liturgica di San Martino (11 novembre) e termina dopo l'Ora Nona del 24 dicembre. Come nel rito romano, il tempo di Avvento ambrosiano mantiene il duplice carattere messianico ed escatologico. Nella liturgia del tempo di Avvento si omette il Gloria alle celebrazioni domenicali (ma non nelle celebrazioni delle feste e delle solennità che cadono nel tempo di Avvento). | Periodo di Preparazione immediata al Natale. L'ultima parte del tempo di Avvento (dal 17 dicembre) introduce alla celebrazione della nascita di Gesù attraverso una catechesi veterotestamentaria che si concentra sulla discendenza davidica del Cristo. All'interno del periodo di preparazione immediata si colloca anche l'ultima domenica, nella quale la Chiesa Ambrosiana celebra la Maternità Divina di Maria, il cui mistero - anche temporalmente - anticipa l'ormai imminente Natale. | morello          | Solo negli anni in cui il 24 dicembre cade in domenica, alle sei domeniche canoniche si aggiunge una Domenica Prenatalizia. |
| Tempo di Natale. Il tempo di Natale racchiude la celebrazione dei misteri dell'Incarnazione di Cristo e delle sue prime manifestazioni nell'arco di giorni che va dai primi vespri del Natale la sera del 24 dicembre ai secondi vespri della domenica successiva al 6 gennaio, nella quale si celebra il Battesimo di Gesù. | Ottava di Natale. In modo analogo al rito romano, la solennità del Natale conserva la celebrazione dell'Ottava nella quale il mistero dell'Incarnazione di Gesù viene celebrato per otto giorni consecutivi, fino al 1º gennaio. L'ordinamento dell'Ottava del Natale prevede la celebrazione di diversi santi e misteri il cui significato è strettamente connesso alla nascita di Gesù. | bianco           | 25 dicembre: Natale del Signore. La celebrazione del Natale inizia dalla grande liturgia vigiliare che ha luogo nelle ore serali del 24 dicembre e che, secondo la peculiarità tipica del rito ambrosiano, viene celebrata all'interno dei vespri ed è modellata secondo la struttura della Veglia Pasquale con una catechesi veterotestamentaria di quattro letture relative a quattro annunci profetici della nascita del Messia, l'epistola tratta dalla lettera agli Ebrei e la pericope evangelica di Matteo relativa all'annuncio dell'angelo a San Giuseppe. Nelle tre Messe previste per la solennità del Natale la scelta dei brani evangelici segue quasi temporalmente lo svolgersi degli eventi: nella Messa celebrata nella notte si proclama la catechesi teologica del prologo di Giovanni sul Verbo incarnato, luce che splende nelle tenebre; nella Messa «all'aurora», da celebrarsi alle prime luci dell'alba del mattino di Natale, l'annuncio dell'angelo ai pastori e, finalmente, nella Messa del giorno, il racconto della nascita di Gesù a Betlemme nel brano di Luca. |
| Tempo di Natale. Il tempo di Natale racchiude la celebrazione dei misteri dell'Incarnazione di Cristo e delle sue prime manifestazioni nell'arco di giorni che va dai primi vespri del Natale la sera del 24 dicembre ai secondi vespri della domenica successiva al 6 gennaio, nella quale si celebra il Battesimo di Gesù. | Ottava di Natale. In modo analogo al rito romano, la solennità del Natale conserva la celebrazione dell'Ottava nella quale il mistero dell'Incarnazione di Gesù viene celebrato per otto giorni consecutivi, fino al 1º gennaio. L'ordinamento dell'Ottava del Natale prevede la celebrazione di diversi santi e misteri il cui significato è strettamente connesso alla nascita di Gesù. | rosso            | 26 dicembre: Santo Stefano. La festa del primo martire cristiano trova la sua naturale collocazione all'interno del mistero natalizio: Stefano è il primo di una lunga serie di testimoni fino all'effusione del sangue dell'Incarnazione del Figlio di Dio. |
| Tempo di Natale. Il tempo di Natale racchiude la celebrazione dei misteri dell'Incarnazione di Cristo e delle sue prime manifestazioni nell'arco di giorni che va dai primi vespri del Natale la sera del 24 dicembre ai secondi vespri della domenica successiva al 6 gennaio, nella quale si celebra il Battesimo di Gesù. | Ottava di Natale. In modo analogo al rito romano, la solennità del Natale conserva la celebrazione dell'Ottava nella quale il mistero dell'Incarnazione di Gesù viene celebrato per otto giorni consecutivi, fino al 1º gennaio. L'ordinamento dell'Ottava del Natale prevede la celebrazione di diversi santi e misteri il cui significato è strettamente connesso alla nascita di Gesù. | bianco           | 27 dicembre: San Giovanni. Nel terzo giorno dell'ottava del Natale la Chiesa celebra la festa dell'apostolo Giovanni, che più di ogni altro ha saputo penetrare i misteri divini. |
| Tempo di Natale. Il tempo di Natale racchiude la celebrazione dei misteri dell'Incarnazione di Cristo e delle sue prime manifestazioni nell'arco di giorni che va dai primi vespri del Natale la sera del 24 dicembre ai secondi vespri della domenica successiva al 6 gennaio, nella quale si celebra il Battesimo di Gesù. | Ottava di Natale. In modo analogo al rito romano, la solennità del Natale conserva la celebrazione dell'Ottava nella quale il mistero dell'Incarnazione di Gesù viene celebrato per otto giorni consecutivi, fino al 1º gennaio. L'ordinamento dell'Ottava del Natale prevede la celebrazione di diversi santi e misteri il cui significato è strettamente connesso alla nascita di Gesù. | rosso            | 28 dicembre: Santi Innocenti Martiri. Il quarto giorno dell'Ottava del Natale è dedicato alla memoria dei Santi Innocenti, vittime di Erode. |
| Tempo di Natale. Il tempo di Natale racchiude la celebrazione dei misteri dell'Incarnazione di Cristo e delle sue prime manifestazioni nell'arco di giorni che va dai primi vespri del Natale la sera del 24 dicembre ai secondi vespri della domenica successiva al 6 gennaio, nella quale si celebra il Battesimo di Gesù. | Ottava di Natale. In modo analogo al rito romano, la solennità del Natale conserva la celebrazione dell'Ottava nella quale il mistero dell'Incarnazione di Gesù viene celebrato per otto giorni consecutivi, fino al 1º gennaio. L'ordinamento dell'Ottava del Natale prevede la celebrazione di diversi santi e misteri il cui significato è strettamente connesso alla nascita di Gesù. | bianco           | Il 5º, il 6º e il 7º giorno dell'ottava del Natale non hanno ricorrenze particolari e possono essere sostituiti dalla Domenica fra l'ottava del Natale, qualora il 29, il 30 o il 31 dicembre cadano in domenica. La Domenica fra l'ottava del Natale non si celebra, invece, negli anni in cui cade il 26, il 27 o il 28 dicembre poiché le rispettive celebrazioni festive mantengono la precedenza. Si tratta dell'unico caso nel rito ambrosiano in cui la festa di un santo ha la precedenza sulla celebrazione della domenica: l'eccezione alla norma è dovuto al carattere strettamente correlato al mistero natalizio che investe le feste di Santo Stefano, di San Giovanni e dei Santi Innocenti. Altra peculiarità ambrosiana è che nella Domenica fra l'ottava di Natale non si celebra la festa della Sacra Famiglia, che nel rito ambrosiano è invece collocata al di fuori del tempo natalizio, nelle settimane dopo l'Epifania. |
| Tempo di Natale. Il tempo di Natale racchiude la celebrazione dei misteri dell'Incarnazione di Cristo e delle sue prime manifestazioni nell'arco di giorni che va dai primi vespri del Natale la sera del 24 dicembre ai secondi vespri della domenica successiva al 6 gennaio, nella quale si celebra il Battesimo di Gesù. | Ottava di Natale. In modo analogo al rito romano, la solennità del Natale conserva la celebrazione dell'Ottava nella quale il mistero dell'Incarnazione di Gesù viene celebrato per otto giorni consecutivi, fino al 1º gennaio. L'ordinamento dell'Ottava del Natale prevede la celebrazione di diversi santi e misteri il cui significato è strettamente connesso alla nascita di Gesù. | rosso            | 1º gennaio: Circoncisione del Signore. A conclusione dell'ottava del Natale, la Chiesa Ambrosiana celebra la solennità della Circoncisione di Gesù, l'ottavo giorno dopo la nascita secondo la legge ebraica. |
| Tempo di Natale. Il tempo di Natale racchiude la celebrazione dei misteri dell'Incarnazione di Cristo e delle sue prime manifestazioni nell'arco di giorni che va dai primi vespri del Natale la sera del 24 dicembre ai secondi vespri della domenica successiva al 6 gennaio, nella quale si celebra il Battesimo di Gesù. | Giorni prima e dopo l'Epifania. La seconda parte del tempo di Natale, dal 2 gennaio alla domenica che segue il 6 gennaio, si concentra sulle prime manifestazioni messianiche. | bianco           | Nei giorni dal 2 al 5 gennaio si celebrano le ferie prima dell'Epifania. Se uno di questi giorni cade in domenica si celebra la Domenica dopo l'ottava del Natale. |
| Tempo di Natale. Il tempo di Natale racchiude la celebrazione dei misteri dell'Incarnazione di Cristo e delle sue prime manifestazioni nell'arco di giorni che va dai primi vespri del Natale la sera del 24 dicembre ai secondi vespri della domenica successiva al 6 gennaio, nella quale si celebra il Battesimo di Gesù. | Giorni prima e dopo l'Epifania. La seconda parte del tempo di Natale, dal 2 gennaio alla domenica che segue il 6 gennaio, si concentra sulle prime manifestazioni messianiche. | bianco           | 6 gennaio: Epifania del Signore. In modo analogo alla celebrazione del Natale, anche la celebrazione dell'Epifania si apre nelle ore vespertine del 5 gennaio con la liturgia vigiliare inserita nella preghiera del Vespro. |
| Tempo di Natale. Il tempo di Natale racchiude la celebrazione dei misteri dell'Incarnazione di Cristo e delle sue prime manifestazioni nell'arco di giorni che va dai primi vespri del Natale la sera del 24 dicembre ai secondi vespri della domenica successiva al 6 gennaio, nella quale si celebra il Battesimo di Gesù. | Giorni prima e dopo l'Epifania. La seconda parte del tempo di Natale, dal 2 gennaio alla domenica che segue il 6 gennaio, si concentra sulle prime manifestazioni messianiche. | bianco           | Dal 7 gennaio (a meno che il 6 gennaio non cada in sabato) e fino alla prima domenica si celebrano le ferie dopo l'Epifania, secondo l'ordine numerico progressivo ma che si concludono sempre con la celebrazione del sabato dopo l'Epifania. |
| Tempo di Natale. Il tempo di Natale racchiude la celebrazione dei misteri dell'Incarnazione di Cristo e delle sue prime manifestazioni nell'arco di giorni che va dai primi vespri del Natale la sera del 24 dicembre ai secondi vespri della domenica successiva al 6 gennaio, nella quale si celebra il Battesimo di Gesù. | Giorni prima e dopo l'Epifania. La seconda parte del tempo di Natale, dal 2 gennaio alla domenica che segue il 6 gennaio, si concentra sulle prime manifestazioni messianiche. | bianco           | Nella domenica che cade tra il 7 e il 13 gennaio, dopo l'Epifania, si celebra la festa del Battesimo di Gesù, che chiude il tempo di Natale. |
| Tempo dopo l'Epifania. Nelle settimane che vanno dalla conclusione del tempo di Natale all'inizio della Quaresima si colloca il tempo dopo l'Epifania, la cui durata può variare da quattro a nove settimane a seconda della data della Pasqua e del conseguente inizio della Quaresima. Il tempo dopo l'Epifania segue la celebrazione della solennità e ne fa da "eco", ripercorrendo nel ciclo delle letture i segni compiuti da Cristo quali manifestazioni della sua divinità. Nel rito ambrosiano non esiste un mercoledì delle ceneri perciò il Tempo dopo l'Epifania si conclude con l'Ora Nona del sabato che precede l'inizio della Quaresima. | Tempo dopo l'Epifania. Nelle settimane che vanno dalla conclusione del tempo di Natale all'inizio della Quaresima si colloca il tempo dopo l'Epifania, la cui durata può variare da quattro a nove settimane a seconda della data della Pasqua e del conseguente inizio della Quaresima. Il tempo dopo l'Epifania segue la celebrazione della solennità e ne fa da "eco", ripercorrendo nel ciclo delle letture i segni compiuti da Cristo quali manifestazioni della sua divinità. Nel rito ambrosiano non esiste un mercoledì delle ceneri perciò il Tempo dopo l'Epifania si conclude con l'Ora Nona del sabato che precede l'inizio della Quaresima. | verde            | Il tempo dopo l'Epifania inizia con il lunedì dopo la festa del Battesimo di Gesù. Non esiste, liturgicamente, una "I Domenica dopo l'Epifania" poiché tale domenica coincide con la domenica del Battesimo di Gesù. |
| Tempo dopo l'Epifania. Nelle settimane che vanno dalla conclusione del tempo di Natale all'inizio della Quaresima si colloca il tempo dopo l'Epifania, la cui durata può variare da quattro a nove settimane a seconda della data della Pasqua e del conseguente inizio della Quaresima. Il tempo dopo l'Epifania segue la celebrazione della solennità e ne fa da "eco", ripercorrendo nel ciclo delle letture i segni compiuti da Cristo quali manifestazioni della sua divinità. Nel rito ambrosiano non esiste un mercoledì delle ceneri perciò il Tempo dopo l'Epifania si conclude con l'Ora Nona del sabato che precede l'inizio della Quaresima. | Tempo dopo l'Epifania. Nelle settimane che vanno dalla conclusione del tempo di Natale all'inizio della Quaresima si colloca il tempo dopo l'Epifania, la cui durata può variare da quattro a nove settimane a seconda della data della Pasqua e del conseguente inizio della Quaresima. Il tempo dopo l'Epifania segue la celebrazione della solennità e ne fa da "eco", ripercorrendo nel ciclo delle letture i segni compiuti da Cristo quali manifestazioni della sua divinità. Nel rito ambrosiano non esiste un mercoledì delle ceneri perciò il Tempo dopo l'Epifania si conclude con l'Ora Nona del sabato che precede l'inizio della Quaresima. | verde            | Nella II Domenica dopo l'Epifania - che è l'unica ad essere sicuramente celebrata ogni anno - secondo l'uso vigente anche nel Patriarcato Latino di Gerusalemme, si ricorda l'episodio delle nozze di Cana. La III Domenica dopo l'Epifania è dedicata al segno della moltiplicazione dei pani e dei pesci. La IV ricorda la manifestazione della sovranità di Dio sulla natura, attraverso le pericopi evangeliche della tempesta sedata o della camminata sulle acque. La V celebra la signoria di Dio sulla vita: il ciclo triennale delle letture propone l'episodio della guarigione del figlio del funzionario di Cafarnao, della figlia della Cananea e del servo del Centurione. La VI è dedicata alla manifestazione della potenza taumaturgica di Cristo: l'uomo dalla mano inaridita alla Sinagoga, la guarigione dell'emorroissa e l'episodio dei dieci lebbrosi. Infine, la VII è ancora dedicata alle manifestazioni della divinità di Cristo attraverso pericopi di guarigioni e liberazione dai demoni. |
| Tempo dopo l'Epifania. Nelle settimane che vanno dalla conclusione del tempo di Natale all'inizio della Quaresima si colloca il tempo dopo l'Epifania, la cui durata può variare da quattro a nove settimane a seconda della data della Pasqua e del conseguente inizio della Quaresima. Il tempo dopo l'Epifania segue la celebrazione della solennità e ne fa da "eco", ripercorrendo nel ciclo delle letture i segni compiuti da Cristo quali manifestazioni della sua divinità. Nel rito ambrosiano non esiste un mercoledì delle ceneri perciò il Tempo dopo l'Epifania si conclude con l'Ora Nona del sabato che precede l'inizio della Quaresima. | Tempo dopo l'Epifania. Nelle settimane che vanno dalla conclusione del tempo di Natale all'inizio della Quaresima si colloca il tempo dopo l'Epifania, la cui durata può variare da quattro a nove settimane a seconda della data della Pasqua e del conseguente inizio della Quaresima. Il tempo dopo l'Epifania segue la celebrazione della solennità e ne fa da "eco", ripercorrendo nel ciclo delle letture i segni compiuti da Cristo quali manifestazioni della sua divinità. Nel rito ambrosiano non esiste un mercoledì delle ceneri perciò il Tempo dopo l'Epifania si conclude con l'Ora Nona del sabato che precede l'inizio della Quaresima. | bianco           | All'interno del tempo dopo l'Epifania trova spazio la celebrazione della festa della Santa Famiglia di Nazareth, collocata l'ultima domenica di gennaio e quindi coincidente con la III o la IV Domenica dopo l'Epifania. La corrispondente domenica dopo l'Epifania in quell'anno non viene celebrata e il computo riprende la domenica seguente dall'ordinale successivo. |
| Tempo dopo l'Epifania. Nelle settimane che vanno dalla conclusione del tempo di Natale all'inizio della Quaresima si colloca il tempo dopo l'Epifania, la cui durata può variare da quattro a nove settimane a seconda della data della Pasqua e del conseguente inizio della Quaresima. Il tempo dopo l'Epifania segue la celebrazione della solennità e ne fa da "eco", ripercorrendo nel ciclo delle letture i segni compiuti da Cristo quali manifestazioni della sua divinità. Nel rito ambrosiano non esiste un mercoledì delle ceneri perciò il Tempo dopo l'Epifania si conclude con l'Ora Nona del sabato che precede l'inizio della Quaresima. | Tempo dopo l'Epifania. Nelle settimane che vanno dalla conclusione del tempo di Natale all'inizio della Quaresima si colloca il tempo dopo l'Epifania, la cui durata può variare da quattro a nove settimane a seconda della data della Pasqua e del conseguente inizio della Quaresima. Il tempo dopo l'Epifania segue la celebrazione della solennità e ne fa da "eco", ripercorrendo nel ciclo delle letture i segni compiuti da Cristo quali manifestazioni della sua divinità. Nel rito ambrosiano non esiste un mercoledì delle ceneri perciò il Tempo dopo l'Epifania si conclude con l'Ora Nona del sabato che precede l'inizio della Quaresima. | verde            | Indipendentemente dal computo ordinale, nelle ultime due domeniche che precedono la Quaresima si celebrano la penultima e l'ultima domenica dopo l'Epifania, le cui tematiche - strettamente connesse con l'imminente inizio della Quaresima - sono rispettivamente la Divina Clemenza e il Perdono. Solo nel caso in cui la penultima domenica dopo l'Epifania coincida con l'ultima domenica di gennaio questa non viene celebrata e sostituita dalla festa della Santa Famiglia. |
| Tempo dopo l'Epifania. Nelle settimane che vanno dalla conclusione del tempo di Natale all'inizio della Quaresima si colloca il tempo dopo l'Epifania, la cui durata può variare da quattro a nove settimane a seconda della data della Pasqua e del conseguente inizio della Quaresima. Il tempo dopo l'Epifania segue la celebrazione della solennità e ne fa da "eco", ripercorrendo nel ciclo delle letture i segni compiuti da Cristo quali manifestazioni della sua divinità. Nel rito ambrosiano non esiste un mercoledì delle ceneri perciò il Tempo dopo l'Epifania si conclude con l'Ora Nona del sabato che precede l'inizio della Quaresima. | Tempo dopo l'Epifania. Nelle settimane che vanno dalla conclusione del tempo di Natale all'inizio della Quaresima si colloca il tempo dopo l'Epifania, la cui durata può variare da quattro a nove settimane a seconda della data della Pasqua e del conseguente inizio della Quaresima. Il tempo dopo l'Epifania segue la celebrazione della solennità e ne fa da "eco", ripercorrendo nel ciclo delle letture i segni compiuti da Cristo quali manifestazioni della sua divinità. Nel rito ambrosiano non esiste un mercoledì delle ceneri perciò il Tempo dopo l'Epifania si conclude con l'Ora Nona del sabato che precede l'inizio della Quaresima. | bianco           | Il 2 febbraio ricorre la festa della Presentazione di Gesù al tempio, il quarantesimo giorno dopo il Natale. Essendo una festa del Signore, essa prevale sull'eventuale Domenica del tempo dopo l'Epifania. Come nel caso della festa della Santa Famiglia, la domenica corrispondente al 2 febbraio non viene celebrata e il computo riprende la domenica seguente dall'ordinale successivo (oppure dalla Penultima domenica dopo l'Epifania, secondo i casi). |
| Tempo di Quaresima. Non essendoci un mercoledì delle ceneri, il tempo di Quaresima nel rito ambrosiano inizia con la I Domenica di Quaresima e si protrae per quaranta giorni effettivi fino all'Ora Nona del giovedì della settimana santa (detta nel rito ambrosiano settimana "autentica"). La tradizione ambrosiana della Quaresima, infatti, considera i quaranta giorni come un tempo di penitenza e di preparazione all'intero mistero della passione, morte e risurrezione di Cristo - più che alla sola domenica di Pasqua -, celebrato nel Triduo Pasquale che ha inizio, appunto, con il Vespro del giovedì santo. Nella liturgia del tempo di Quaresima si omettono il Gloria e l'Alleluia, così come tutte le celebrazioni dei santi ad eccezione di quelle di San Giuseppe e dell'Annunciazione (a meno che non cadano all'interno della settimana autentica). Quando le solennità di San Giuseppe e dell'Annunciazione cadono all'interno del tempo di Quaresima vengono comunque celebrate nel rispetto del carattere penitenziale della Quaresima, con l'omissione del Gloria e dell'Alleluia. Molto evidente nella liturgia, infine, è il carattere battesimale della Quaresima ambrosiana, che costituisce una sorta di catechesi per i catecumeni che, al termine del cammino quaresimale, riceveranno il Battesimo nella Veglia Pasquale. | Settimane di Quaresima. Secondo un'antica tradizione ambrosiana, nei venerdì delle settimane di Quaresima non si celebra la Messa | morello          | Domenica all'Inizio di Quaresima (I Domenica di Quaresima): cade nella sesta domenica prima della Pasqua. La pericope evangelica ricorda le tentazioni di Gesù nel deserto dopo i 40 giorni di digiuno, rimandando così al significato del tempo liturgico che si apre. Peculiarità ambrosiana di questa domenica è la presenza, nei primi vespri, di un responsorio pieno di Alleluia, in controtendenza rispetto all'austerità quaresimale: l'Alleluia risuona qui per l'ultima volta per poi essere taciuto fino alla Veglia Pasquale. Si tratta di una reminiscenza storica dell'antica Domenica «in Capite Quadragesimae» che, nei secoli passati, veniva considerata a parte rispetto al cammino quaresimale e celebrata in paramenti bianchi e con il canto del Gloria e dell'Alleluia a simboleggiare la volontà di iniziare con gioia un tempo sì penitenziale ma che sarebbe poi sfociato nella solennità della Pasqua. Tale tradizione fu poi abolita da San Carlo Borromeo che integrò la Domenica «in Capite Quadragesimae» come una Domenica di Quaresima a tutti gli effetti, a motivo del fatto che i milanesi approfittavano di tale caratteristica per prolungare di un altro giorno i bagordi del carnevale. |
| Tempo di Quaresima. Non essendoci un mercoledì delle ceneri, il tempo di Quaresima nel rito ambrosiano inizia con la I Domenica di Quaresima e si protrae per quaranta giorni effettivi fino all'Ora Nona del giovedì della settimana santa (detta nel rito ambrosiano settimana "autentica"). La tradizione ambrosiana della Quaresima, infatti, considera i quaranta giorni come un tempo di penitenza e di preparazione all'intero mistero della passione, morte e risurrezione di Cristo - più che alla sola domenica di Pasqua -, celebrato nel Triduo Pasquale che ha inizio, appunto, con il Vespro del giovedì santo. Nella liturgia del tempo di Quaresima si omettono il Gloria e l'Alleluia, così come tutte le celebrazioni dei santi ad eccezione di quelle di San Giuseppe e dell'Annunciazione (a meno che non cadano all'interno della settimana autentica). Quando le solennità di San Giuseppe e dell'Annunciazione cadono all'interno del tempo di Quaresima vengono comunque celebrate nel rispetto del carattere penitenziale della Quaresima, con l'omissione del Gloria e dell'Alleluia. Molto evidente nella liturgia, infine, è il carattere battesimale della Quaresima ambrosiana, che costituisce una sorta di catechesi per i catecumeni che, al termine del cammino quaresimale, riceveranno il Battesimo nella Veglia Pasquale. | Settimane di Quaresima. Secondo un'antica tradizione ambrosiana, nei venerdì delle settimane di Quaresima non si celebra la Messa | morello          | Le successive domeniche di Quaresima prendono il nome dalla pericope evangelica che viene proclamata, che - caratteristica ambrosiana - è sempre la stessa indipendentemente dal ciclo triennale delle letture. Si hanno quindi: - la Domenica della Samaritana (II di Quaresima), nella quale si proclama l'episodio del dialogo al pozzo tra Gesù e la donna Samaritana. - la Domenica di Abramo (III di Quaresima), dedicata alla disputa tra Gesù e i Farisei al tempio sulla figura di Abramo. - la Domenica del Cieco (IV di Quaresima), nella quale si ricorda l'episodio della guarigione del cieco nato. - la Domenica di Lazzaro (V di Quaresima), dedicata al racconto della risurrezione di Lazzaro. |
| Tempo di Quaresima. Non essendoci un mercoledì delle ceneri, il tempo di Quaresima nel rito ambrosiano inizia con la I Domenica di Quaresima e si protrae per quaranta giorni effettivi fino all'Ora Nona del giovedì della settimana santa (detta nel rito ambrosiano settimana "autentica"). La tradizione ambrosiana della Quaresima, infatti, considera i quaranta giorni come un tempo di penitenza e di preparazione all'intero mistero della passione, morte e risurrezione di Cristo - più che alla sola domenica di Pasqua -, celebrato nel Triduo Pasquale che ha inizio, appunto, con il Vespro del giovedì santo. Nella liturgia del tempo di Quaresima si omettono il Gloria e l'Alleluia, così come tutte le celebrazioni dei santi ad eccezione di quelle di San Giuseppe e dell'Annunciazione (a meno che non cadano all'interno della settimana autentica). Quando le solennità di San Giuseppe e dell'Annunciazione cadono all'interno del tempo di Quaresima vengono comunque celebrate nel rispetto del carattere penitenziale della Quaresima, con l'omissione del Gloria e dell'Alleluia. Molto evidente nella liturgia, infine, è il carattere battesimale della Quaresima ambrosiana, che costituisce una sorta di catechesi per i catecumeni che, al termine del cammino quaresimale, riceveranno il Battesimo nella Veglia Pasquale. | Settimane di Quaresima. Secondo un'antica tradizione ambrosiana, nei venerdì delle settimane di Quaresima non si celebra la Messa | bianco           | 19 marzo: solennità di San Giuseppe, sposo della Beata Vergine Maria. Se il 19 marzo cade in domenica, la solennità è posticipata al lunedì 20 marzo, a meno che non coincida con il lunedì della settimana autentica. In questo caso è posticipata al lunedì o al martedì dopo l'Ottava di Pasqua. In modo analogo, se il 19 marzo cade nel sabato "in Traditione Symboli", la solennità di San Giuseppe è traslata a dopo l'Ottava di Pasqua. |
| Tempo di Quaresima. Non essendoci un mercoledì delle ceneri, il tempo di Quaresima nel rito ambrosiano inizia con la I Domenica di Quaresima e si protrae per quaranta giorni effettivi fino all'Ora Nona del giovedì della settimana santa (detta nel rito ambrosiano settimana "autentica"). La tradizione ambrosiana della Quaresima, infatti, considera i quaranta giorni come un tempo di penitenza e di preparazione all'intero mistero della passione, morte e risurrezione di Cristo - più che alla sola domenica di Pasqua -, celebrato nel Triduo Pasquale che ha inizio, appunto, con il Vespro del giovedì santo. Nella liturgia del tempo di Quaresima si omettono il Gloria e l'Alleluia, così come tutte le celebrazioni dei santi ad eccezione di quelle di San Giuseppe e dell'Annunciazione (a meno che non cadano all'interno della settimana autentica). Quando le solennità di San Giuseppe e dell'Annunciazione cadono all'interno del tempo di Quaresima vengono comunque celebrate nel rispetto del carattere penitenziale della Quaresima, con l'omissione del Gloria e dell'Alleluia. Molto evidente nella liturgia, infine, è il carattere battesimale della Quaresima ambrosiana, che costituisce una sorta di catechesi per i catecumeni che, al termine del cammino quaresimale, riceveranno il Battesimo nella Veglia Pasquale. | Settimane di Quaresima. Secondo un'antica tradizione ambrosiana, nei venerdì delle settimane di Quaresima non si celebra la Messa | bianco           | 25 marzo: solennità dell'Annunciazione del Signore. In caso di coincidenza con una domenica o con il sabato "in Traditione Symboli" viene posticipato secondo regole analoghe alla solennità di San Giuseppe. Nel caso in cui entrambe le solennità devono essere traslate a dopo l'Ottava di Pasqua, l'Annunciazione viene celebrata il lunedì dopo l'Ottava e San Giuseppe il martedì. |
| Tempo di Quaresima. Non essendoci un mercoledì delle ceneri, il tempo di Quaresima nel rito ambrosiano inizia con la I Domenica di Quaresima e si protrae per quaranta giorni effettivi fino all'Ora Nona del giovedì della settimana santa (detta nel rito ambrosiano settimana "autentica"). La tradizione ambrosiana della Quaresima, infatti, considera i quaranta giorni come un tempo di penitenza e di preparazione all'intero mistero della passione, morte e risurrezione di Cristo - più che alla sola domenica di Pasqua -, celebrato nel Triduo Pasquale che ha inizio, appunto, con il Vespro del giovedì santo. Nella liturgia del tempo di Quaresima si omettono il Gloria e l'Alleluia, così come tutte le celebrazioni dei santi ad eccezione di quelle di San Giuseppe e dell'Annunciazione (a meno che non cadano all'interno della settimana autentica). Quando le solennità di San Giuseppe e dell'Annunciazione cadono all'interno del tempo di Quaresima vengono comunque celebrate nel rispetto del carattere penitenziale della Quaresima, con l'omissione del Gloria e dell'Alleluia. Molto evidente nella liturgia, infine, è il carattere battesimale della Quaresima ambrosiana, che costituisce una sorta di catechesi per i catecumeni che, al termine del cammino quaresimale, riceveranno il Battesimo nella Veglia Pasquale. | Settimane di Quaresima. Secondo un'antica tradizione ambrosiana, nei venerdì delle settimane di Quaresima non si celebra la Messa | rosso            | Il sabato della V settimana di Quaresima, che precede immediatamente la Domenica delle Palme e l'inizio della Settimana Autentica, è detto sabato "in Traditione Symboli". In questo giorno la Chiesa Ambrosiana commemora la tradizione secondo la quale, completata ormai la catechesi quaresimale e prossimi a rivivere i misteri pasquali, veniva consegnato ai catecumeni il testo del Simbolo Apostolico, con il quale avrebbero fatto la loro professione di fede nella notte di Pasqua, prima di ricevere il Battesimo. |
| Tempo di Quaresima. Non essendoci un mercoledì delle ceneri, il tempo di Quaresima nel rito ambrosiano inizia con la I Domenica di Quaresima e si protrae per quaranta giorni effettivi fino all'Ora Nona del giovedì della settimana santa (detta nel rito ambrosiano settimana "autentica"). La tradizione ambrosiana della Quaresima, infatti, considera i quaranta giorni come un tempo di penitenza e di preparazione all'intero mistero della passione, morte e risurrezione di Cristo - più che alla sola domenica di Pasqua -, celebrato nel Triduo Pasquale che ha inizio, appunto, con il Vespro del giovedì santo. Nella liturgia del tempo di Quaresima si omettono il Gloria e l'Alleluia, così come tutte le celebrazioni dei santi ad eccezione di quelle di San Giuseppe e dell'Annunciazione (a meno che non cadano all'interno della settimana autentica). Quando le solennità di San Giuseppe e dell'Annunciazione cadono all'interno del tempo di Quaresima vengono comunque celebrate nel rispetto del carattere penitenziale della Quaresima, con l'omissione del Gloria e dell'Alleluia. Molto evidente nella liturgia, infine, è il carattere battesimale della Quaresima ambrosiana, che costituisce una sorta di catechesi per i catecumeni che, al termine del cammino quaresimale, riceveranno il Battesimo nella Veglia Pasquale. | Settimana Autentica: | rosso            | Domenica delle Palme: nell'ultima domenica prima della Pasqua si ricorda l'ingresso di Gesù a Gerusalemme per dare inizio alla Passione. Con la Domenica delle Palme si apre la Settimana Autentica. |
| Tempo di Quaresima. Non essendoci un mercoledì delle ceneri, il tempo di Quaresima nel rito ambrosiano inizia con la I Domenica di Quaresima e si protrae per quaranta giorni effettivi fino all'Ora Nona del giovedì della settimana santa (detta nel rito ambrosiano settimana "autentica"). La tradizione ambrosiana della Quaresima, infatti, considera i quaranta giorni come un tempo di penitenza e di preparazione all'intero mistero della passione, morte e risurrezione di Cristo - più che alla sola domenica di Pasqua -, celebrato nel Triduo Pasquale che ha inizio, appunto, con il Vespro del giovedì santo. Nella liturgia del tempo di Quaresima si omettono il Gloria e l'Alleluia, così come tutte le celebrazioni dei santi ad eccezione di quelle di San Giuseppe e dell'Annunciazione (a meno che non cadano all'interno della settimana autentica). Quando le solennità di San Giuseppe e dell'Annunciazione cadono all'interno del tempo di Quaresima vengono comunque celebrate nel rispetto del carattere penitenziale della Quaresima, con l'omissione del Gloria e dell'Alleluia. Molto evidente nella liturgia, infine, è il carattere battesimale della Quaresima ambrosiana, che costituisce una sorta di catechesi per i catecumeni che, al termine del cammino quaresimale, riceveranno il Battesimo nella Veglia Pasquale. | Settimana Autentica: | rosso            | Lunedì, martedì e mercoledì della Settimana Autentica: nelle prime tre ferie della Settimana Autentica la liturgia richiama all'incontro ormai prossimo con il Signore attraverso la lettura dei brani di Giobbe e di Tobia. Nel mercoledì della Settimana Autentica, riprendendo l'antico uso della chiesa di Gerusalemme, si proclama il brano evangelico dell'accordo di Giuda con i sacerdoti del tempio per il tradimento di Gesù, immediato preludio dei misteri del Triduo Pasquale che sta per aprirsi. |
| Tempo di Quaresima. Non essendoci un mercoledì delle ceneri, il tempo di Quaresima nel rito ambrosiano inizia con la I Domenica di Quaresima e si protrae per quaranta giorni effettivi fino all'Ora Nona del giovedì della settimana santa (detta nel rito ambrosiano settimana "autentica"). La tradizione ambrosiana della Quaresima, infatti, considera i quaranta giorni come un tempo di penitenza e di preparazione all'intero mistero della passione, morte e risurrezione di Cristo - più che alla sola domenica di Pasqua -, celebrato nel Triduo Pasquale che ha inizio, appunto, con il Vespro del giovedì santo. Nella liturgia del tempo di Quaresima si omettono il Gloria e l'Alleluia, così come tutte le celebrazioni dei santi ad eccezione di quelle di San Giuseppe e dell'Annunciazione (a meno che non cadano all'interno della settimana autentica). Quando le solennità di San Giuseppe e dell'Annunciazione cadono all'interno del tempo di Quaresima vengono comunque celebrate nel rispetto del carattere penitenziale della Quaresima, con l'omissione del Gloria e dell'Alleluia. Molto evidente nella liturgia, infine, è il carattere battesimale della Quaresima ambrosiana, che costituisce una sorta di catechesi per i catecumeni che, al termine del cammino quaresimale, riceveranno il Battesimo nella Veglia Pasquale. | Settimana Autentica: | bianco           | Giovedì santo - mattina: in Duomo, l'Arcivescovo consacra gli olii santi concelebrando con tutto il clero diocesano. |
| Triduo Pasquale. Il Triduo Pasquale della passione, morte e risurrezione di Gesù costituisce il cuore dell'anno liturgico, nel quale la liturgia rivive con scansione pressoché cronologica gli eventi pasquali. | Settimana Autentica: | rosso            | Giovedì santo - sera: secondo un'antichissima tradizione, in questo giorno sono vietate tutte le Messe senza il popolo. Si celebra un'unica Messa in orario vespertino - la missa in cena Domini, che apre il Triduo Pasquale - nella quale si ricorda il primo atto della Passione di Cristo: l'Ultima Cena con l'istituzione dell'eucaristia e del ministero ordinato, la preghiera e l'agonia nel Getsemani, l'arresto e il processo notturno fino al rinnegamento di Pietro. A differenza del rito romano, la Lavanda dei Piedi non costituisce elemento fondamentale nella liturgia di questo giorno: secondo il rito ambrosiano, infatti, tale rito può essere svolto in qualsiasi momento del giorno ma non all'interno della Messa "in cena Domini", dalla quale è del tutto scollegato. Secondo l'uso ambrosiano, la Messa "in cena Domini" è celebrata all'interno dei Vespri. Ulteriore differenza rispetto al rito romano è rappresentato dal fatto che il pane eucaristico avanzato viene conservato all'altare della riposizione (popolarmente scurolo), ma soltanto per il viatico ai morenti e non per la comunione nel giorno successivo. L'altare non viene spogliato della tovaglia e dei suoi ornamenti dopo questa messa, ma dopo l'annuncio della morte di Gesù Cristo nella celebrazione del giorno successivo. |
| Triduo Pasquale. Il Triduo Pasquale della passione, morte e risurrezione di Gesù costituisce il cuore dell'anno liturgico, nel quale la liturgia rivive con scansione pressoché cronologica gli eventi pasquali. | Settimana Autentica: | rosso            | Venerdì santo: non si celebra la messa. Nel pomeriggio ha luogo la celebrazione della Passione, inserita all'interno dei vespri, nella quale si legge la seconda parte della Passione dal punto in cui il racconto era stato interrotto la sera del giovedì: il processo davanti a Pilato, la condanna, la flagellazione, la crocifissione e infine la morte di Gesù. Al momento della morte di Gesù vengono suonate a lutto le campane - che verranno poi mantenute silenti fino all'annuncio della Risurrezione - e si spogliano gli altari. A differenza del rito romano, il venerdì santo ambrosiano è aneucaristico: non si consuma l'eucaristia rimasta dal giorno precedente che rimane invece conservata in adorazione all'altare della riposizione (che è l'unico a non essere spogliato). |
| Triduo Pasquale. Il Triduo Pasquale della passione, morte e risurrezione di Gesù costituisce il cuore dell'anno liturgico, nel quale la liturgia rivive con scansione pressoché cronologica gli eventi pasquali. | Settimana Autentica: | rosso            | Sabato santo: giorno aliturgico ossia aneucaristico. Non si celebra la Messa né ci si accosta all'eucaristia. L'intera giornata del sabato santo è dedicata al silenzio e alla meditazione del mistero pasquale, in attesa della Risurrezione. |
| Triduo Pasquale. Il Triduo Pasquale della passione, morte e risurrezione di Gesù costituisce il cuore dell'anno liturgico, nel quale la liturgia rivive con scansione pressoché cronologica gli eventi pasquali. | Settimana Autentica: | bianco           | Veglia Pasquale: la sera del sabato santo si celebra la Veglia Pasquale, che chiude il Triduo Pasquale e costituisce il cuore dell'intero anno liturgico. La Veglia Pasquale deve iniziare dopo il tramonto del sole e deve concludersi prima dell'alba della domenica, in modo che l'intera celebrazione si svolga nella notte. Dopo il canto del preconio ambrosiano, il cui testo presenta delle differenze rispetto a quello romano, e la catechesi veterotestamentaria di sei letture si dà l'annuncio della Risurrezione non con il canto del Gloria, tipico della liturgia romana, ma secondo l'uso ripreso dalle chiese orientali: il sacerdote per tre volte, con tono di voce sempre più alto, al lato destro, al centro e al lato sinistro dell'altare intona il "Christus Dominus Resurrexit" cui i fedeli rispondono con il rendimento di grazie e a cui segue il suono dell'organo e delle campane a distesa. Durante la Veglia Pasquale, dopo l'annuncio della risurrezione, se sono presenti dei catecumeni si amministra loro il Battesimo e, se necessario, la Cresima. |
| Tempo di Pasqua: Il Tempo di Pasqua si apre con la Domenica di Pasqua (che è l'unica domenica dell'anno liturgico che non ha i primi vespri, in quanto la Veglia pasquale prende il posto dei vespri del sabato santo) e si prolunga per cinquanta giorni fino alla Domenica di Pentecoste. Questi cinquanta giorni sono vissuti liturgicamente come un'unica grande solennità. Tale caratteristica è sottolineata dal giovedì della quarta settimana che, cadendo appunto il 25º giorno dopo la Pasqua, è detto «a metà della festa». | Ottava di Pasqua. In modo analogo al Natale, anche la solennità della Pasqua conserva la peculiarità dell'Ottava. | bianco           | Domenica di Pasqua: apre il tempo Pasquale. Dal punto di vista liturgico è caratterizzata dal ritorno, dopo il silenzio quaresimale, del Gloria (che, a differenza del rito romano, non è stato intonato nella notte durante la Veglia). |
| Tempo di Pasqua: Il Tempo di Pasqua si apre con la Domenica di Pasqua (che è l'unica domenica dell'anno liturgico che non ha i primi vespri, in quanto la Veglia pasquale prende il posto dei vespri del sabato santo) e si prolunga per cinquanta giorni fino alla Domenica di Pentecoste. Questi cinquanta giorni sono vissuti liturgicamente come un'unica grande solennità. Tale caratteristica è sottolineata dal giovedì della quarta settimana che, cadendo appunto il 25º giorno dopo la Pasqua, è detto «a metà della festa». | Ottava di Pasqua. In modo analogo al Natale, anche la solennità della Pasqua conserva la peculiarità dell'Ottava. | bianco           | Ferie «in Albis» dell'ottava di Pasqua: dal lunedì al sabato si prolunga la solennità pasquale attraverso la proclamazione delle diverse pericopi evangeliche della Risurrezione. Il nome «in Albis» rimanda all'"alba", l'abito bianco che i catecumeni battezzati nella Veglia Pasquale indossavano per tutta la settimana. |
| Tempo di Pasqua: Il Tempo di Pasqua si apre con la Domenica di Pasqua (che è l'unica domenica dell'anno liturgico che non ha i primi vespri, in quanto la Veglia pasquale prende il posto dei vespri del sabato santo) e si prolunga per cinquanta giorni fino alla Domenica di Pentecoste. Questi cinquanta giorni sono vissuti liturgicamente come un'unica grande solennità. Tale caratteristica è sottolineata dal giovedì della quarta settimana che, cadendo appunto il 25º giorno dopo la Pasqua, è detto «a metà della festa». | Ottava di Pasqua. In modo analogo al Natale, anche la solennità della Pasqua conserva la peculiarità dell'Ottava. | bianco           | Domenica dell'ottava di Pasqua «in Albis depositis»: l'Ottava si chiude la domenica successiva alla Pasqua, II Domenica di Pasqua, detta anche «in Albis depositis» ovvero quando i catecumeni deponevano le vesti battesimali e, ormai divenuti cristiani, tornavano ad indossare i propri abiti. |
| Tempo di Pasqua: Il Tempo di Pasqua si apre con la Domenica di Pasqua (che è l'unica domenica dell'anno liturgico che non ha i primi vespri, in quanto la Veglia pasquale prende il posto dei vespri del sabato santo) e si prolunga per cinquanta giorni fino alla Domenica di Pentecoste. Questi cinquanta giorni sono vissuti liturgicamente come un'unica grande solennità. Tale caratteristica è sottolineata dal giovedì della quarta settimana che, cadendo appunto il 25º giorno dopo la Pasqua, è detto «a metà della festa». | Giorni prima dell'Ascensione: I primi quaranta giorni dopo la Pasqua si concentrano sulla contemplazione del mistero della Risurrezione | bianco           | Domeniche di Pasqua dopo l'Ottava. Le domeniche successive all'Ottava prendono il nome di III, IV, V e VI Domenica di Pasqua. La liturgia di queste domeniche rimanda alla contemplazione dei lineamenti del Risorto (Agnello di Dio, Buon Pastore, luce del mondo, via verità e vita e mediatore tra Dio e gli uomini), ripropone le raccomandazioni del Signore ai discepoli prima della sua salita al Padre e l'annuncio del Consolatore. |
| Tempo di Pasqua: Il Tempo di Pasqua si apre con la Domenica di Pasqua (che è l'unica domenica dell'anno liturgico che non ha i primi vespri, in quanto la Veglia pasquale prende il posto dei vespri del sabato santo) e si prolunga per cinquanta giorni fino alla Domenica di Pentecoste. Questi cinquanta giorni sono vissuti liturgicamente come un'unica grande solennità. Tale caratteristica è sottolineata dal giovedì della quarta settimana che, cadendo appunto il 25º giorno dopo la Pasqua, è detto «a metà della festa». | Giorni prima dell'Ascensione: I primi quaranta giorni dopo la Pasqua si concentrano sulla contemplazione del mistero della Risurrezione | bianco           | Ascensione del Signore: fedele al computo tradizionale dei quaranta giorni, il giovedì della VI settimana di Pasqua la Chiesa ambrosiana celebra la solennità dell'Ascensione. |
| Tempo di Pasqua: Il Tempo di Pasqua si apre con la Domenica di Pasqua (che è l'unica domenica dell'anno liturgico che non ha i primi vespri, in quanto la Veglia pasquale prende il posto dei vespri del sabato santo) e si prolunga per cinquanta giorni fino alla Domenica di Pentecoste. Questi cinquanta giorni sono vissuti liturgicamente come un'unica grande solennità. Tale caratteristica è sottolineata dal giovedì della quarta settimana che, cadendo appunto il 25º giorno dopo la Pasqua, è detto «a metà della festa». | Giorni dopo l'Ascensione: Gli ultimi dieci giorni del tempo Pasquale si configurano come preparazione e attesa del dono dello Spirito | bianco           | Domenica dopo l'Ascensione: la VII Domenica di Pasqua si colloca tra la solennità dell'Ascensione celebrata il giovedì precedente e quella della Pentecoste la domenica successiva. Benché il giorno proprio resti quello del giovedì, le norme liturgiche consentono che, dove il giovedì dell'Ascensione non è festa civile, in questa domenica possa essere nuovamente celebrata la Messa dell'Ascensione. |
| Tempo di Pasqua: Il Tempo di Pasqua si apre con la Domenica di Pasqua (che è l'unica domenica dell'anno liturgico che non ha i primi vespri, in quanto la Veglia pasquale prende il posto dei vespri del sabato santo) e si prolunga per cinquanta giorni fino alla Domenica di Pentecoste. Questi cinquanta giorni sono vissuti liturgicamente come un'unica grande solennità. Tale caratteristica è sottolineata dal giovedì della quarta settimana che, cadendo appunto il 25º giorno dopo la Pasqua, è detto «a metà della festa». | Giorni dopo l'Ascensione: Gli ultimi dieci giorni del tempo Pasquale si configurano come preparazione e attesa del dono dello Spirito | bianco           | Ferie dopo l'Ascensione: il venerdì e il sabato della VI settimana di Pasqua e le ferie della VII settimana, pur essendo parte integrante del tempo pasquale, presentano una chiara separazione rispetto ai primi quaranta giorni e costituiscono l'attesa del compimento delle promesse di Cristo con il dono dello Spirito nella Pentecoste. |
| Tempo di Pasqua: Il Tempo di Pasqua si apre con la Domenica di Pasqua (che è l'unica domenica dell'anno liturgico che non ha i primi vespri, in quanto la Veglia pasquale prende il posto dei vespri del sabato santo) e si prolunga per cinquanta giorni fino alla Domenica di Pentecoste. Questi cinquanta giorni sono vissuti liturgicamente come un'unica grande solennità. Tale caratteristica è sottolineata dal giovedì della quarta settimana che, cadendo appunto il 25º giorno dopo la Pasqua, è detto «a metà della festa». | Giorni dopo l'Ascensione: Gli ultimi dieci giorni del tempo Pasquale si configurano come preparazione e attesa del dono dello Spirito | rosso            | Domenica di Pentecoste: nell'ottava domenica di Pasqua si celebra la solennità di Pentecoste, ricordo della discesa dello Spirito Santo, con la quale si conclude il tempo pasquale. In modo analogo alle altre grandi solennità del Natale e dell'Epifania - e sempre sul modello della Pasqua - anche la solennità di Pentecoste si apre con la grande liturgia vigiliare la sera del sabato precedente, inserita nella preghiera del Vespro. |
| Tempo dopo Pentecoste: L'ultima parte dell'anno liturgico è costituito dal grande tempo dopo Pentecoste, nel quale si celebra il compimento dei misteri raggiunto con il dono dello Spirito alla Chiesa. Fin dall'antichità, la Chiesa Ambrosiana ha individuato nel tempo dopo Pentecoste due momenti marcanti: la festa del Martirio di San Giovanni Battista e la festa dell'anniversario della Dedicazione del Duomo di Milano. In riferimento a queste celebrazioni, il rito ambrosiano divide il Tempo dopo Pentecoste in tre periodi. | Settimane dopo Pentecoste: Prima parte del Tempo dopo Pentecoste: va dal lunedì dopo Pentecoste al sabato successivo la festa del Martirio di San Giovanni Battista. | bianco           | Solennità della Santissima Trinità: I Domenica dopo Pentecoste. |
| Tempo dopo Pentecoste: L'ultima parte dell'anno liturgico è costituito dal grande tempo dopo Pentecoste, nel quale si celebra il compimento dei misteri raggiunto con il dono dello Spirito alla Chiesa. Fin dall'antichità, la Chiesa Ambrosiana ha individuato nel tempo dopo Pentecoste due momenti marcanti: la festa del Martirio di San Giovanni Battista e la festa dell'anniversario della Dedicazione del Duomo di Milano. In riferimento a queste celebrazioni, il rito ambrosiano divide il Tempo dopo Pentecoste in tre periodi. | Settimane dopo Pentecoste: Prima parte del Tempo dopo Pentecoste: va dal lunedì dopo Pentecoste al sabato successivo la festa del Martirio di San Giovanni Battista. | rosso            | Solennità del Santissimo Corpo e Sangue di Cristo: riportata, dopo la riforma del lezionario del 2008, alla data tradizionale del giovedì dopo la solennità della Santissima Trinità. In modo analogo a quanto previsto per la solennità dell'Ascensione, nei luoghi in cui il giovedì del Corpus Domini non è festa civile è possibile celebrare la Messa della solennità anche la domenica successiva. |
| Tempo dopo Pentecoste: L'ultima parte dell'anno liturgico è costituito dal grande tempo dopo Pentecoste, nel quale si celebra il compimento dei misteri raggiunto con il dono dello Spirito alla Chiesa. Fin dall'antichità, la Chiesa Ambrosiana ha individuato nel tempo dopo Pentecoste due momenti marcanti: la festa del Martirio di San Giovanni Battista e la festa dell'anniversario della Dedicazione del Duomo di Milano. In riferimento a queste celebrazioni, il rito ambrosiano divide il Tempo dopo Pentecoste in tre periodi. | Settimane dopo Pentecoste: Prima parte del Tempo dopo Pentecoste: va dal lunedì dopo Pentecoste al sabato successivo la festa del Martirio di San Giovanni Battista. | rosso            | Domeniche dopo Pentecoste: a partire dalla II Domenica dopo Pentecoste secondo il numero ordinale crescente fino a un massimo di XVI. Indipendentemente dal numero ordinale raggiunto, nella domenica immediatamente precedente il 29 agosto si celebra la domenica che precede il Martirio di San Giovanni il Precursore. Negli anni in cui il 29 agosto cade in domenica, la festa del Martirio di San Giovanni è posticipata al 1º settembre e la domenica che precede il martirio coincide con la domenica 29. |
| Tempo dopo Pentecoste: L'ultima parte dell'anno liturgico è costituito dal grande tempo dopo Pentecoste, nel quale si celebra il compimento dei misteri raggiunto con il dono dello Spirito alla Chiesa. Fin dall'antichità, la Chiesa Ambrosiana ha individuato nel tempo dopo Pentecoste due momenti marcanti: la festa del Martirio di San Giovanni Battista e la festa dell'anniversario della Dedicazione del Duomo di Milano. In riferimento a queste celebrazioni, il rito ambrosiano divide il Tempo dopo Pentecoste in tre periodi. | Settimane dopo Pentecoste: Prima parte del Tempo dopo Pentecoste: va dal lunedì dopo Pentecoste al sabato successivo la festa del Martirio di San Giovanni Battista. | rosso            | Solennità del Sacratissimo Cuore di Gesù: venerdì dopo la II Domenica dopo Pentecoste. |
| Tempo dopo Pentecoste: L'ultima parte dell'anno liturgico è costituito dal grande tempo dopo Pentecoste, nel quale si celebra il compimento dei misteri raggiunto con il dono dello Spirito alla Chiesa. Fin dall'antichità, la Chiesa Ambrosiana ha individuato nel tempo dopo Pentecoste due momenti marcanti: la festa del Martirio di San Giovanni Battista e la festa dell'anniversario della Dedicazione del Duomo di Milano. In riferimento a queste celebrazioni, il rito ambrosiano divide il Tempo dopo Pentecoste in tre periodi. | Settimane dopo Pentecoste: Prima parte del Tempo dopo Pentecoste: va dal lunedì dopo Pentecoste al sabato successivo la festa del Martirio di San Giovanni Battista. | bianco           | Memoria liturgica del Cuore Immacolato di Maria: sabato successivo il venerdì del Sacro Cuore. Dopo la riforma del 2008 è stata elevata al rango di memoria obbligatoria e perciò viene sempre celebrata, a meno che non coincida con una festa o una solennità che hanno la precedenza. |
| Tempo dopo Pentecoste: L'ultima parte dell'anno liturgico è costituito dal grande tempo dopo Pentecoste, nel quale si celebra il compimento dei misteri raggiunto con il dono dello Spirito alla Chiesa. Fin dall'antichità, la Chiesa Ambrosiana ha individuato nel tempo dopo Pentecoste due momenti marcanti: la festa del Martirio di San Giovanni Battista e la festa dell'anniversario della Dedicazione del Duomo di Milano. In riferimento a queste celebrazioni, il rito ambrosiano divide il Tempo dopo Pentecoste in tre periodi. | Settimane dopo Pentecoste: Prima parte del Tempo dopo Pentecoste: va dal lunedì dopo Pentecoste al sabato successivo la festa del Martirio di San Giovanni Battista. | bianco           | 24 giugno: solennità della Natività di San Giovanni Battista. Si trasferisce al lunedì 25 nei casi in cui il 24 cada in domenica. |
| Tempo dopo Pentecoste: L'ultima parte dell'anno liturgico è costituito dal grande tempo dopo Pentecoste, nel quale si celebra il compimento dei misteri raggiunto con il dono dello Spirito alla Chiesa. Fin dall'antichità, la Chiesa Ambrosiana ha individuato nel tempo dopo Pentecoste due momenti marcanti: la festa del Martirio di San Giovanni Battista e la festa dell'anniversario della Dedicazione del Duomo di Milano. In riferimento a queste celebrazioni, il rito ambrosiano divide il Tempo dopo Pentecoste in tre periodi. | Settimane dopo Pentecoste: Prima parte del Tempo dopo Pentecoste: va dal lunedì dopo Pentecoste al sabato successivo la festa del Martirio di San Giovanni Battista. | rosso            | 29 giugno: solennità dei San Pietro e Paolo. Si trasferisce al lunedì 30 nei casi in cui il 29 cada in domenica. |
| Tempo dopo Pentecoste: L'ultima parte dell'anno liturgico è costituito dal grande tempo dopo Pentecoste, nel quale si celebra il compimento dei misteri raggiunto con il dono dello Spirito alla Chiesa. Fin dall'antichità, la Chiesa Ambrosiana ha individuato nel tempo dopo Pentecoste due momenti marcanti: la festa del Martirio di San Giovanni Battista e la festa dell'anniversario della Dedicazione del Duomo di Milano. In riferimento a queste celebrazioni, il rito ambrosiano divide il Tempo dopo Pentecoste in tre periodi. | Settimane dopo Pentecoste: Prima parte del Tempo dopo Pentecoste: va dal lunedì dopo Pentecoste al sabato successivo la festa del Martirio di San Giovanni Battista. | bianco           | 6 agosto: festa della Trasfigurazione del Signore. Essendo una festa del Signore, mantiene la precedenza sull'eventuale Domenica dopo Pentecoste. |
| Tempo dopo Pentecoste: L'ultima parte dell'anno liturgico è costituito dal grande tempo dopo Pentecoste, nel quale si celebra il compimento dei misteri raggiunto con il dono dello Spirito alla Chiesa. Fin dall'antichità, la Chiesa Ambrosiana ha individuato nel tempo dopo Pentecoste due momenti marcanti: la festa del Martirio di San Giovanni Battista e la festa dell'anniversario della Dedicazione del Duomo di Milano. In riferimento a queste celebrazioni, il rito ambrosiano divide il Tempo dopo Pentecoste in tre periodi. | Settimane dopo Pentecoste: Prima parte del Tempo dopo Pentecoste: va dal lunedì dopo Pentecoste al sabato successivo la festa del Martirio di San Giovanni Battista. | bianco           | 15 agosto: solennità dell'Assunzione di Maria. Si trasferisce al lunedì 16 nei casi in cui il 15 cada in domenica. |
| Tempo dopo Pentecoste: L'ultima parte dell'anno liturgico è costituito dal grande tempo dopo Pentecoste, nel quale si celebra il compimento dei misteri raggiunto con il dono dello Spirito alla Chiesa. Fin dall'antichità, la Chiesa Ambrosiana ha individuato nel tempo dopo Pentecoste due momenti marcanti: la festa del Martirio di San Giovanni Battista e la festa dell'anniversario della Dedicazione del Duomo di Milano. In riferimento a queste celebrazioni, il rito ambrosiano divide il Tempo dopo Pentecoste in tre periodi. | Settimane dopo Pentecoste: Prima parte del Tempo dopo Pentecoste: va dal lunedì dopo Pentecoste al sabato successivo la festa del Martirio di San Giovanni Battista. | rosso            | 29 agosto: festa del Martirio di San Giovanni Battista. Si trasferisce al 1º settembre nei casi in cui il 29 agosto cada in domenica. |
| Tempo dopo Pentecoste: L'ultima parte dell'anno liturgico è costituito dal grande tempo dopo Pentecoste, nel quale si celebra il compimento dei misteri raggiunto con il dono dello Spirito alla Chiesa. Fin dall'antichità, la Chiesa Ambrosiana ha individuato nel tempo dopo Pentecoste due momenti marcanti: la festa del Martirio di San Giovanni Battista e la festa dell'anniversario della Dedicazione del Duomo di Milano. In riferimento a queste celebrazioni, il rito ambrosiano divide il Tempo dopo Pentecoste in tre periodi. | Settimane dopo il Martirio di San Giovanni: Seconda parte del Tempo dopo Pentecoste: va dalla I Domenica dopo il Martirio di San Giovanni al sabato che precede la terza domenica di ottobre, solennità della Dedicazione del Duomo, per un totale di sei o sette settimane. | rosso            | Domeniche dopo il Martirio di San Giovanni il Precursore: a partire dalla I Domenica dopo il Martirio di San Giovanni secondo il numero ordinale crescente. |
| Tempo dopo Pentecoste: L'ultima parte dell'anno liturgico è costituito dal grande tempo dopo Pentecoste, nel quale si celebra il compimento dei misteri raggiunto con il dono dello Spirito alla Chiesa. Fin dall'antichità, la Chiesa Ambrosiana ha individuato nel tempo dopo Pentecoste due momenti marcanti: la festa del Martirio di San Giovanni Battista e la festa dell'anniversario della Dedicazione del Duomo di Milano. In riferimento a queste celebrazioni, il rito ambrosiano divide il Tempo dopo Pentecoste in tre periodi. | Settimane dopo il Martirio di San Giovanni: Seconda parte del Tempo dopo Pentecoste: va dalla I Domenica dopo il Martirio di San Giovanni al sabato che precede la terza domenica di ottobre, solennità della Dedicazione del Duomo, per un totale di sei o sette settimane. | bianco           | 8 settembre: festa della Natività di Maria, patrona del Duomo di Milano. Al di fuori della chiesa cattedrale, avendo il grado di festa, non viene celebrata negli anni in cui l'8 settembre cade in domenica. |
| Tempo dopo Pentecoste: L'ultima parte dell'anno liturgico è costituito dal grande tempo dopo Pentecoste, nel quale si celebra il compimento dei misteri raggiunto con il dono dello Spirito alla Chiesa. Fin dall'antichità, la Chiesa Ambrosiana ha individuato nel tempo dopo Pentecoste due momenti marcanti: la festa del Martirio di San Giovanni Battista e la festa dell'anniversario della Dedicazione del Duomo di Milano. In riferimento a queste celebrazioni, il rito ambrosiano divide il Tempo dopo Pentecoste in tre periodi. | Settimane dopo il Martirio di San Giovanni: Seconda parte del Tempo dopo Pentecoste: va dalla I Domenica dopo il Martirio di San Giovanni al sabato che precede la terza domenica di ottobre, solennità della Dedicazione del Duomo, per un totale di sei o sette settimane. | rosso            | 14 settembre: festa dell'Esaltazione della Santa Croce. Essendo una festa del Signore, mantiene la precedenza sull'eventuale domenica dopo il Martirio di San Giovanni. |
| Tempo dopo Pentecoste: L'ultima parte dell'anno liturgico è costituito dal grande tempo dopo Pentecoste, nel quale si celebra il compimento dei misteri raggiunto con il dono dello Spirito alla Chiesa. Fin dall'antichità, la Chiesa Ambrosiana ha individuato nel tempo dopo Pentecoste due momenti marcanti: la festa del Martirio di San Giovanni Battista e la festa dell'anniversario della Dedicazione del Duomo di Milano. In riferimento a queste celebrazioni, il rito ambrosiano divide il Tempo dopo Pentecoste in tre periodi. | Settimane dopo la Dedicazione del Duomo: ultima parte del tempo dopo Pentecoste, che va dalla terza domenica di ottobre al sabato che precede la prima domenica di Avvento, per un totale di quattro settimane. | bianco           | Terza domenica di ottobre: anniversario della Dedicazione del Duomo di Milano, che ha grado di solennità. |
| Tempo dopo Pentecoste: L'ultima parte dell'anno liturgico è costituito dal grande tempo dopo Pentecoste, nel quale si celebra il compimento dei misteri raggiunto con il dono dello Spirito alla Chiesa. Fin dall'antichità, la Chiesa Ambrosiana ha individuato nel tempo dopo Pentecoste due momenti marcanti: la festa del Martirio di San Giovanni Battista e la festa dell'anniversario della Dedicazione del Duomo di Milano. In riferimento a queste celebrazioni, il rito ambrosiano divide il Tempo dopo Pentecoste in tre periodi. | Settimane dopo la Dedicazione del Duomo: ultima parte del tempo dopo Pentecoste, che va dalla terza domenica di ottobre al sabato che precede la prima domenica di Avvento, per un totale di quattro settimane. | verde            | Domeniche dopo la Dedicazione: due domeniche (dette rispettivamente I e II Domenica dopo la Dedicazione) aventi per tema, rispettivamente, "Il mandato missionario" e "La partecipazione delle genti alla salvezza". |
| Tempo dopo Pentecoste: L'ultima parte dell'anno liturgico è costituito dal grande tempo dopo Pentecoste, nel quale si celebra il compimento dei misteri raggiunto con il dono dello Spirito alla Chiesa. Fin dall'antichità, la Chiesa Ambrosiana ha individuato nel tempo dopo Pentecoste due momenti marcanti: la festa del Martirio di San Giovanni Battista e la festa dell'anniversario della Dedicazione del Duomo di Milano. In riferimento a queste celebrazioni, il rito ambrosiano divide il Tempo dopo Pentecoste in tre periodi. | Settimane dopo la Dedicazione del Duomo: ultima parte del tempo dopo Pentecoste, che va dalla terza domenica di ottobre al sabato che precede la prima domenica di Avvento, per un totale di quattro settimane. | bianco           | 1º novembre: solennità di Tutti i Santi. Si anticipa al sabato 31 ottobre nei casi in cui il 1º novembre cade in domenica. |
| Tempo dopo Pentecoste: L'ultima parte dell'anno liturgico è costituito dal grande tempo dopo Pentecoste, nel quale si celebra il compimento dei misteri raggiunto con il dono dello Spirito alla Chiesa. Fin dall'antichità, la Chiesa Ambrosiana ha individuato nel tempo dopo Pentecoste due momenti marcanti: la festa del Martirio di San Giovanni Battista e la festa dell'anniversario della Dedicazione del Duomo di Milano. In riferimento a queste celebrazioni, il rito ambrosiano divide il Tempo dopo Pentecoste in tre periodi. | Settimane dopo la Dedicazione del Duomo: ultima parte del tempo dopo Pentecoste, che va dalla terza domenica di ottobre al sabato che precede la prima domenica di Avvento, per un totale di quattro settimane. | nero o morello   | 2 novembre: commemorazione di tutti i fedeli defunti. Prevale sull'eventuale domenica dopo la Dedicazione, ma, nel caso in cui il 2 novembre cade in domenica, è vietato l'uso del colore nero ed è obbligatorio il morello. |
| Tempo dopo Pentecoste: L'ultima parte dell'anno liturgico è costituito dal grande tempo dopo Pentecoste, nel quale si celebra il compimento dei misteri raggiunto con il dono dello Spirito alla Chiesa. Fin dall'antichità, la Chiesa Ambrosiana ha individuato nel tempo dopo Pentecoste due momenti marcanti: la festa del Martirio di San Giovanni Battista e la festa dell'anniversario della Dedicazione del Duomo di Milano. In riferimento a queste celebrazioni, il rito ambrosiano divide il Tempo dopo Pentecoste in tre periodi. | Settimane dopo la Dedicazione del Duomo: ultima parte del tempo dopo Pentecoste, che va dalla terza domenica di ottobre al sabato che precede la prima domenica di Avvento, per un totale di quattro settimane. | bianco           | 4 novembre: solennità di San Carlo Borromeo, compatrono della diocesi. Si trasferisce al lunedì 5 nei casi in cui il 4 novembre cade in domenica. |
| Tempo dopo Pentecoste: L'ultima parte dell'anno liturgico è costituito dal grande tempo dopo Pentecoste, nel quale si celebra il compimento dei misteri raggiunto con il dono dello Spirito alla Chiesa. Fin dall'antichità, la Chiesa Ambrosiana ha individuato nel tempo dopo Pentecoste due momenti marcanti: la festa del Martirio di San Giovanni Battista e la festa dell'anniversario della Dedicazione del Duomo di Milano. In riferimento a queste celebrazioni, il rito ambrosiano divide il Tempo dopo Pentecoste in tre periodi. | Settimane dopo la Dedicazione del Duomo: ultima parte del tempo dopo Pentecoste, che va dalla terza domenica di ottobre al sabato che precede la prima domenica di Avvento, per un totale di quattro settimane. | bianco           | 9 novembre: festa della Dedicazione della Basilica romana lateranense: pur essendo festa del Signore - e avendo quindi in linea di principio prevalenza sulla domenica - se il 9 novembre cade in domenica allora coincide obbligatoriamente con la solennità di Cristo Re, che avendo grado superiore prevale sulla festa della Dedicazione. |
| Tempo dopo Pentecoste: L'ultima parte dell'anno liturgico è costituito dal grande tempo dopo Pentecoste, nel quale si celebra il compimento dei misteri raggiunto con il dono dello Spirito alla Chiesa. Fin dall'antichità, la Chiesa Ambrosiana ha individuato nel tempo dopo Pentecoste due momenti marcanti: la festa del Martirio di San Giovanni Battista e la festa dell'anniversario della Dedicazione del Duomo di Milano. In riferimento a queste celebrazioni, il rito ambrosiano divide il Tempo dopo Pentecoste in tre periodi. | Settimane dopo la Dedicazione del Duomo: ultima parte del tempo dopo Pentecoste, che va dalla terza domenica di ottobre al sabato che precede la prima domenica di Avvento, per un totale di quattro settimane. | bianco           | Ultima domenica dell'anno liturgico: solennità di Nostro Signore Gesù Cristo Re dell'Universo. In modo analogo al rito romano (ma in anticipo di due settimane a causa della diversa durata dell'Avvento), nell'ultima domenica dell'anno liturgico si celebra la solennità di Cristo Re. |